# Franquisme et question juive

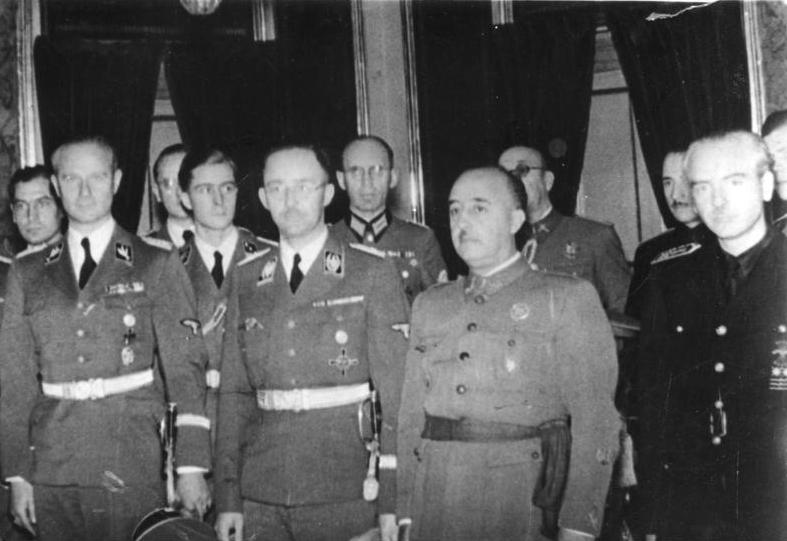
Franco aux côtés de Heinrich Himmler dans le palais d'Orient à Madrid lors de la visite du dirigeant nazi en Espagne en 1940. À droite, Ramón Serrano Súñer, alors ministre des Affaires étrangères.

Le discours franquiste sur les Juifs se nourrissait de plusieurs sources. La première, de nature religieuse, était l’antijudaïsme catholique traditionnel et populaire, profondément ancré dans les mentalités ; ensuite, un antisémitisme de nature politique apparut dans la propagande franquiste, comme élément d’un montage idéologique où le judaïsme figurait, aux côtés de la franc-maçonnerie et du communisme, comme l’un des piliers d’un ennemi tricéphale. Pendant la Guerre civile, il y eut enfin la tentative, sous la pression d’agents nazis présents à Madrid, d’y greffer un antisémitisme racial et biologique, lequel cependant, en dépit de puissants moyens de propagande (presse, édition, cinéma), peina à prendre pied en Espagne. Nonobstant que de nombreux Juifs aient combattu comme volontaires dans le camp républicain, notoirement au sein des Brigades internationales, nul camp de concentration ne fut jamais bâti et aucune loi de discrimination raciale dirigée expressément contre les Juifs, à l’instar de celles de Nuremberg de 1935, ne fut jamais en vigueur en Espagne, ce qui du reste eût été largement sans objet, vu le faible effectif de la communauté juive dans le pays (6 000 individus au début de la Guerre civile). De plus, cet antisémitisme se trouvait mâtiné de philoséfaradisme, c’est-à-dire d’une affinité culturelle et affective (mais non exempte d’arrière-pensées économiques, géopolitiques etc.) pour les Séfarades, descendants des Juifs qui, chassés d’Espagne en 1492 et dispersés, avaient gardé l’idiome castillan, des chants et plusieurs coutumes de leur ancienne patrie, et que la droite espagnole n’avait garde de confondre avec les Ashkénazes, considérés comme vils. Par philoséfaradisme, que professait aussi Franco lui-même, le dictateur Primo de Rivera avait offert en 1924 aux Séfarades la possibilité d’acquérir la nationalité espagnole, ce dont feront usage quelques milliers d’entre eux. De façon générale, l’antisémitisme apparaît instrumentalisé, et donne l’impression d’être plaqué, à des fins utilitaires, sur la propagande officielle, et de ne pas être de conviction ; généralement, le judaïsme était traité comme un phénomène strictement religieux et comme un système de valeurs opposé à celui qu’incarnait le christianisme, c’est-à-dire comme une erreur susceptible de réparation par l’effet de la conversion. Après la guerre mondiale se produisit un glissement phobique vers l’État d’Israël, d’une part parce que ce nouvel État (qui n’était pas dupe de la duplicité de Franco pendant la guerre) vota à l’ONU en 1949 contre la levée de l’ostracisme contre l’Espagne, d’autre part pour complaire aux pays arabes. 
L’attitude de l’Espagne franquiste vis-à-vis des Juifs persécutés pendant la Seconde Guerre mondiale varia au gré des circonstances et du rapport de forces au sein la coalition franquiste au gouvernement. Le discours antisémite s’exacerba pendant la première phase de la Guerre mondiale (coïncidant avec la phase fasciste du franquisme), en manière de « tribut rhétorique » aux puissances de l’Axe, envers lesquelles l’Espagne se reconnaissait une dette d’honneur et qui semblaient alors devoir sortir victorieuses du conflit, mais s’émoussa dans la deuxième phase de la guerre, quand il s’agissait au contraire de faire bon visage vis-à-vis des puissances alliées, désormais probables vainqueurs, et quand le régime se promettait la bienveillance du monde juif envers lui dans l’après-guerre. Ces circonstances allaient se refléter dans l’attitude du régime face à l’Holocauste et dans ses efforts — resp. réticences — à défendre (en tant que pays neutre favorable à l’Axe) les Juifs persécutés dans les pays occupés par l’Allemagne ; cela se traduisit dans un premier temps par des consignes de passivité données aux diplomates, par une protection consulaire parcimonieuse et intransigeante strictement limitée aux seuls Séfarades dûment titulaires de la citoyenneté espagnole (moins de quatre milliers), par des tergiversations dans les rapatriements de ces ressortissants juifs vers la Péninsule etc., puis, vers la fin de 1942, après le tournant de la guerre, par une plus grande libéralité. Il est vrai que, si le gouvernement franquiste enferma dans un camp de concentration les dizaines de milliers de réfugiés qui franchissaient clandestinement les Pyrénées, il s’abstint (sauf cas rares) de les refouler vers la France. À partir de 1944, le régime accorda une protection plus généreuse et tolérait désormais, s’il ne les suscitait pas, les initiatives de ses représentants consulaires visant à protéger les juifs ; mais le sauvetage de victimes potentielles qui eut lieu en Grèce, Bulgarie, Hongrie et Roumanie était tributaire surtout des efforts humanitaires spontanés des diplomates espagnols dans ces pays, dont en particulier Alberto Rolland à Paris, Ginés Vidal à Berlin, Julio Palencia à Sofia, José Rojas à Bucarest, Sebastián Romero en Grèce, et Sanz Briz à Budapest, ce dernier délivrant des visas à des Juifs hongrois bien au-delà des critères d’admission fixés par son ministère de tutelle, octroyant généreusement le statut de protégé à des Juifs de toute origine, et les recueillant dans des immeubles jouissant du statut d’extraterritorialité. Mais tout au long de la guerre ne cessèrent jamais de prévaloir les mêmes constantes — rapatriement des seuls ressortissants espagnols, admission de Juifs sur le territoire conditionnée au départ préalable du contingent précédent etc. —, qui eurent pour effet que le nombre de Juifs ainsi secourus est resté en deçà du potentiel de sauvetage de l’Espagne. En tout état de cause, purent ainsi être sauvés : près de 30 000 Juifs détenteurs d’un visa d’entrée au Portugal et auxquels Madrid octroya un visa de transit, dans la première phase de la guerre ; 11 535 Juifs recueillis sur le sol espagnol, dont 7 500 entrés clandestinement, dans la seconde phase ; 3 235 qui jouirent de l’une ou l’autre forme de protection diplomatique sur place en zone occupée ; et 800 ressortissants rapatriés. Après la guerre, Franco exploita la conduite humanitaire de ces représentants diplomatiques pour se fabriquer une image de « sauveur de Juifs », démontée plus tard par les historiens. 
Si aucune loi, ni pendant la phase fasciste du régime, ni pendant le national-catholicisme qui lui fera suite, ne fut adoptée spécifiquement contre les Juifs, l’interdiction de tout culte autre que le catholicisme revenait dans les faits à rendre impossible la pratique du judaïsme. Cependant, dès 1949, deux synagogues furent inaugurées dans des appartements privés à Madrid et Barcelone. Plus tard, et malgré l’opposition des secteurs les plus intégristes et ultra du franquisme, des assouplissements furent consentis sous l’influence de Vatican II et sous l’égide de la dénommée Loi sur la liberté religieuse adoptée en 1967 et d’un amendement à la Charte des Espagnols approuvé par référendum en décembre 1966, qui garantissait la liberté religieuse, sans encore élever celle-ci au rang de droit fondamental. Les effectifs de la communauté juive d’Espagne connurent dans les décennies d’après-guerre un accroissement considérable, passant de 2 500 en 1950 à 12 000 à la fin de l’ère franquiste.

## Fondements idéologiques

### Franco et les Juifs

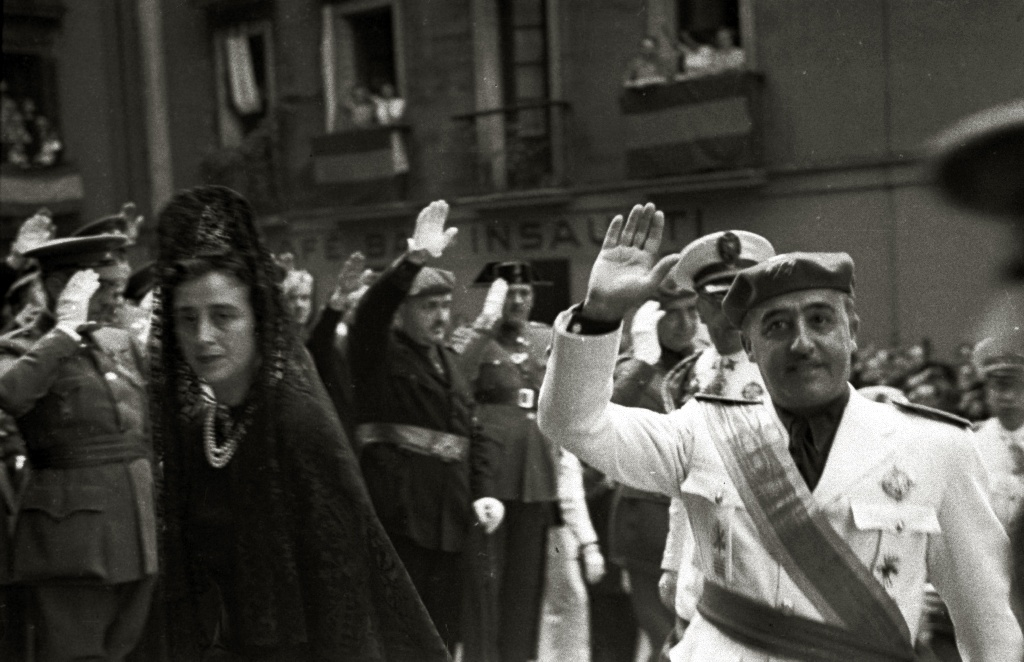
Arrivée de Franco à la basilique Sainte-Marie de San Sebastián en 1941.

Depuis ses années de guerre au Maroc, Franco professait le philoséfaradisme, c’est-à-dire se sentait une affinité avec les Juifs séfarades, avec qui il avait été amené à traiter, et avec qui ensuite il avait noué une certaine amitié. En atteste son article Xauen la triste (Xauen=Chefchaouen) paru dans la Revista de Tropas Coloniales en 1926, alors qu’il était âgé de 33 ans et qu’il venait d’être promu général de brigade. Dans ledit article, il mettait en exergue les vertus des Séfarades, qu’il mettait en regard de la « sauvagerie» (salvajismo) des « Maures ». Plusieurs de ces Séfarades lui apporteront d’ailleurs leur concours actif lors du soulèvement de 1936. Le scénario que Franco écrivit pour le film Raza de 1942 comporte un épisode où transparaît ce même philoséfaradisme ; le personnage principal, visitant avec sa famille la synagogue Santa María La Blanca à Tolède, déclare : « Juifs, Maures et Chrétiens se sont trouvés en ce lieu, et, au contact de l’Espagne, se sont purifiés », ce qui dénote, raisonne l’historien Gonzalo Álvarez Chillida, que pour Franco, la supériorité de la nation espagnole se manifeste en particulier par ceci qu’elle est capable de purifier y compris même les Juifs, en les transformant en Séfarades, bien distincts de leurs autres coreligionnaires.
Que ce philoséfaradisme ait été réel ou non, on retient des discours et allocutions de Franco l’impression que celui-ci ne soulevait la question juive que de manière intéressée, jamais par conviction idéologique, Franco incluant en effet dans ses textes telle référence lorsqu’il la jugeait politiquement opportune et l’en écartant quand la situation du moment le lui conseillait. S’il est certain qu’il ne mit aucun frein à la puissante propagande antisémite diffusée en Espagne par les Allemands, il ne se montra jamais, hormis à quelques moments bien précis, un antisémite ardent. Pour lui, l’Espagne avait résolu le problème juif dès le XVe siècle, et, dans la mesure ou l’unité religieuse atteinte alors n’était pas remise en question, l’Espagne avait pu, déclara-t-il à un journaliste, devenir un pays de tolérance à l’égard de tous les cultes.
Franco envisageait le judaïsme comme un problème d’ordre spirituel, ainsi qu’il appert du discours qu’il prononça à Tolède le 28 septembre 1939 à l’occasion du troisième anniversaire de la prise de l’Alcazar et dans lequel Franco préféra, au lieu de se référer explicitement aux Juifs, user de l’habituelle périphrase « race maudite », désignant par là le peuple damné pour avoir trahi la confiance que Dieu avait mise en lui et s’être adonné à la violence et aux assassinats collectifs contre ses frères chrétiens. Cependant, Franco invoquait non pas les postulats racistes en vogue dans ces années-là, provenant principalement d’Allemagne et de France, mais le principe de la pureté de sang en vigueur sous le règne des Rois catholiques, principe qui fut à la base d’une politique axée non sur une eugénésie raciale et sur la pureté biologique opposée au métissage, mais sur l’unité religieuse de la nation. Des interventions publiques de Franco, il n’apparaît pas que la question juive ait tenu un rôle prépondérant dans ses discours et allocutions de propagande, pas plus qu’elle ne se soit traduite par une participation active au génocide juif en cours en Europe, dont l’Espagne avait certes eu dûment connaissance.
D’aucuns se sont évertués à expliquer le philoséfaradisme de Franco par ses supposées ascendances judéoconverses, en prenant notamment pour preuve sa dévotion pour sainte Thérèse de Jésus, qui était issue d’une famille de juifs convertis. Certains en effet ont postulé une ascendance juive de Franco ; après sa mort en particulier, des rumeurs insistantes ont circulé à propos de supposées origines juives de la famille Franco, bien qu’aucune preuve concrète ne soit venue corroborer cette thèse. Il est vrai que le nom Franco est couramment porté par des Séfarades que l’on retrouve éparpillés en Hollande, en Italie, en Tunisie, en Turquie, en Asie mineure, en Crète et aux États-Unis, cependant plusieurs onomasticiens posent que Franco peut aussi être la traduction du mot franc, l’immigré du Nord au Moyen Âge, pendant la Reconquête notamment, ou désigner celui qui à la même époque était exempté du droit de capitation et de certains tributs. Par contre, le nom de sa mère, Bahamonde y Pardo de Andrade, ne prêtait pas à controverse,. L’enquête de pureté de sang de 1794, alléguée par l’historien Luis Suárez Fernández, qui fut conduite au bénéfice de Nicolás Franco Sánchez de Viñas y Freyre de Andrade, ancêtre du Caudillo, et faisait état de six témoignages, n’est pas déterminante, car à cette époque, les enquêtes étaient devenues complaisantes. Franco du reste ne manifesta jamais le moindre souci à l’égard de ses origines, et aucun document ne laisse entrevoir de la part de Franco une quelconque préoccupation au sujet de ses origines. Pour lui comme pour beaucoup d’Espagnols, la question de la pureté biologique ne se posait plus depuis longtemps. Les historiens Payne et Palacios font observer par ailleurs que la majorité de la population juive d’Espagne s’est convertie au catholicisme au fil des générations pendant les XIVe et XVe siècles, avec le résultat que la société espagnole a absorbé plus de gènes juifs que tout autre pays européen. Une étude génétique publiée en 2008 a conclu qu’approximativement 20 % de la population espagnole possède une ascendance juive. Cela est si commun, que quand même tel eût été le cas de Franco, cela serait une caractéristique partagée par plus de huit millions de citoyens de l’Espagne du XXIe siècle et ne représenterait nullement un trait exceptionnel. C’est du reste aussi sans aucun résultat probant que le nazi Reinhard Heydrich diligenta, une quarantaine d’années après la naissance de Franco, une enquête sur les supposées origines juives de Franco. Quoi qu’il en soit, le philoséfaradisme du Caudillo n’entama en rien sa politique visant à garder l’Espagne exempte de Juifs, sauf dans ses territoires en Afrique du Nord,. Pour Franco, comme pour tant d’autres représentants du régime, la force de la culture espagnole, profondément catholique, avait réussi à unir sous une même identité et religion tous les habitants de la Péninsule. Le judaïsme est traité par Franco comme un phénomène religieux, c’est-à-dire comme une erreur susceptible de réparation par l’effet de la conversion, et non comme une donnée raciale et biologique. Il est à noter que la scène concernée du film Raza ne fut jamais tournée, ou du moins ne fut jamais incorporée dans le montage définitif, ni dans la version originale sortie en salle en 1942, ni dans la nouvelle version sortie sous le titre Espíritu de una Raza (littér. Esprit d’une race) dans les années 1950. Les invectives anti-maçonniques en revanche ne font défaut dans aucune de ces deux versions.
Franco intervint une fois publiquement pour stopper une flambée d’antisémitisme dans le Protectorat du Maroc pendant la Guerre civile. Dans ses troupes, les Espagnols juifs servaient dans les mêmes conditions que les autres soldats, et il n’y eut aucun règlement pris par son gouvernement tendant à imposer des restrictions ou des discriminations à l’encontre des Juifs. Álvarez Chillida relève :

« Franco était beaucoup moins antisémite que nombre de ses compagnons d’armes, tels que Mola, Queipo de Llano ou Carrero Blanco, et cela se répercuta sans aucun doute sur la politique de son régime à l’égard des Juifs. Dans ses discours et déclarations pendant la Guerre civile, il n’usa jamais d’aucune expression antisémite. Pour lui, les ennemis sont la Russie, le communisme et la franc-maçonnerie, qui [d’après lui] dominent le camp républicain. Ces idées provenaient des bulletins de l’Entente internationale anticommuniste, avec siège à Genève (Suisse), auxquels le général Franco était abonné depuis l’époque de la dictature de Primo de Rivera. »

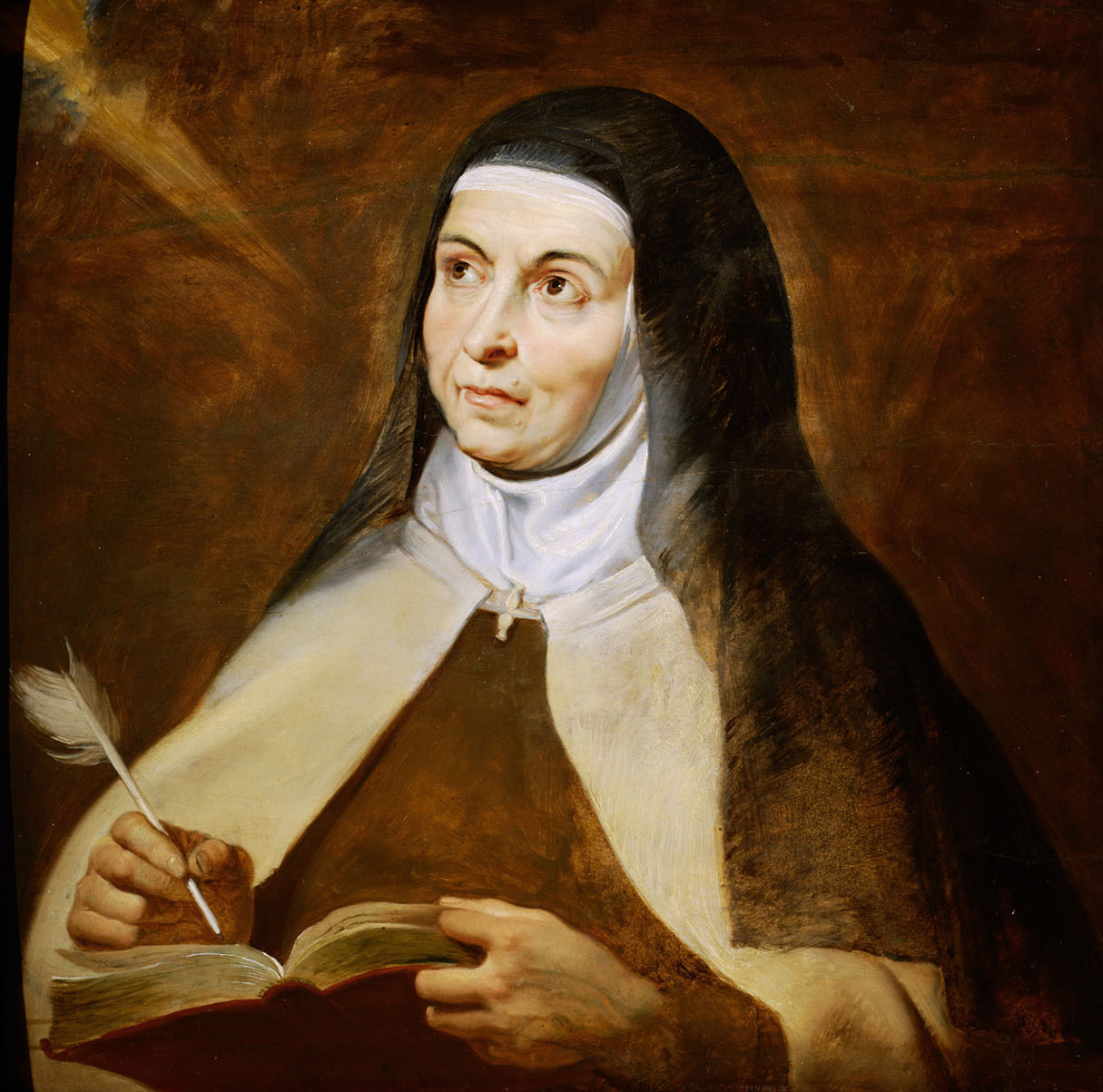
Portrait de Thérèse de Jésus (1614), pour qui le général Franco avait une grande dévotion. L’on ignore si Franco savait qu’elle était d’origine conversa.

Ce n’est qu’à la fin de la Guerre civile, après la victoire nationaliste, que la collusion « judéo-maçonnique bolchévique » commença à être désignée de façon récurrente comme l’ennemi diabolique à l’origine des maux du pays,. Les premières manifestations antisémites de Franco apparurent dans le discours qu'il prononça le 19 mai 1939 lors du défilé de la Victoire à Madrid : 

« Le judaïsme, la maçonnerie et le marxisme étaient des griffes plantées dans le corps national par les dirigeants du Front populaire qui obéissaient aux consignes du Komintern russe. […] Ne nous faisons pas d’illusions : l’esprit judaïque, qui a permis la grande alliance du grand capital avec le marxisme, qui en sait long sur les pactes avec la révolution anti-espagnole, ne s’extirpe pas en un seul jour et palpite dans le fond de beaucoup de consciences ». »

Dans son traditionnel message de fin d’année du 31 décembre 1939, alors que Hitler venait d’envahir la Pologne et entreprenait de confiner les Juifs polonais dans des ghettos, Franco alla jusqu’à justifier la politique raciale de l’Axe, en se référant à l’Expulsion des Juifs d'Espagne décrétée en 1492, et déclara comprendre

« les motifs qui ont porté différentes nations à combattre et à écarter de leurs activités ces races où la convoitise et l’intérêt sont les stigmates qui les caractérisent, car leur prépondérance dans la société est cause de perturbation et de danger pour l’accomplissement de leur destin historique. Nous autres qui, par la grâce de Dieu et par la lucide vision des Rois catholiques, nous sommes délivrés il y a plusieurs siècles déjà d’un fardeau si pesant, ne pouvons pas rester indifférents face à cette nouvelle floraison d’esprits cupides et égoïstes, si attachés aux biens terrestres qu’ils sont prêts à sacrifier leurs enfants à leurs intérêts douteux. »

— Francisco Franco, 31 décembre 1939,.
Si donc en Espagne, il n’était plus guère question d’un « problème juif », c’était d’après Franco grâce à la politique d’unification religieuse accomplie par les Rois catholiques, laquelle politique avait tendu à expulser toute personne rétive à se convertir au christianisme et à « effacer » par là son « stigmate » juif. De nouveau, Franco insiste sur la dimension spirituelle qu’il attache à la question juive, mais lui donne ici en plus une dimension économique, quand il identifiait aux Juifs les petits commerçants qui tiraient profit de la pénurie de produits de base dont souffrait la population espagnole pendant les années de l’après-guerre civile, Franco réhabilitant ainsi le prototype du Juif avaricieux et égoïste, en accord avec les stéréotypes médiévaux. Dans la même allocution surgit également un autre des topos habituels de la propagande du régime : énumérant les ennemis « de toujours » de l’Espagne, il mentionna « la franc-maçonnerie à cheval sur l’Encyclopédie », ceux qui « avec Riego portèrent le coup de grâce à notre Empire d’outremer », et ceux qui « entouraient la Reine régente lorsqu’elle décrétait l’extinction des ordres religieux et l’expropriation de leurs biens, sous l’inspiration du Juif Mendizábal ». Pour sa part et dans le même temps, Ramón Serrano Súñer, alors puissant beau-frère du Caudillo, accusait (notamment dans une déclaration du 12 juin 1939) le judaïsme d’être « l’ennemi de la nouvelle Espagne », tandis que l’amiral Carrero Blanco, future éminence grise du dictateur, affichait lui aussi de vigoureuses convictions judéophobes.
Le 29 mai 1942, dans un discours devant la Section féminine de la Phalange, il fait de nouveau l’éloge de l’expulsion des Juifs de 1492, établissant un parallèle entre la politique mise en œuvre dans ce domaine par Isabelle la Catholique et la sienne propre, et définissant pour la première fois son régime comme un régime raciste :

« Mais ces siècles de grandeur [ceux d’Isabelle la Catholique, de Charles Quint, de Cisneros, et de Philippe II] eurent aussi leur première pierre ; ils eurent leur époque fondatrice, celle de la reine Catholique, qui crée une politique révolutionnaire, une politique totalitaire et, au bout du compte, raciste, en raison de ce qu’elle est catholique ; une doctrine et une idéologie qui tombent déjà en désuétude, encore que nous autres les ayons fait resplendir avec l’esprit juvénile de nos Jeunesses. »

Franco maintint ses positions antisémites même après les premiers revers des nazis dans la guerre. Ainsi, en avril 1943, après la défaite allemande de Stalingrad, le Généralissime écrivait au pape Pie XII, :

« Derrière les coulisses se meuvent la franc-maçonnerie internationale et le judaïsme imposant à leurs affiliés l’exécution d’un programme de haine contre notre civilisation catholique, dont l’Europe constitue la cible principale car considérée comme le bastion de notre foi. »

Pendant la Seconde Guerre mondiale, l’attitude personnelle de Franco envers les juifs est à mettre en comparaison avec celle de Serrano Suñer, qui face aux mesures anti-juives prises dans les pays sous occupation allemande recommanda une attitude passive aux diplomates espagnols à l’étranger, de façon à ne pas gêner la politique allemande, ou avec celle de son successeur aux Affaires étrangères, Gómez-Jordana, qui ne fit preuve d’aucune complaisance envers les Séfarades menacés. Jusqu’à l’été 1942, quelques milliers de juifs fuyant le nazisme, probablement au nombre de quelque 30 000, purent transiter par l’Espagne au cours de leur fuite, et rien n’indique qu’un seul d’entre eux ait été livré aux Allemands par l'effet d'une consigne officielle. Cependant, si par la suite l’Espagne joua un rôle plus positif, ce ne fut pas tellement sous l’impulsion de Franco, mais bien plus, indique Bartolomé Bennassar, 

« grâce à l’action de son frère Nicolás, qui, approché par des représentants du Congrès juif mondial, tança Jordana au cours d’une conversation téléphonique et l’obligea à intervenir en faveur des Séfarades grecs. Surtout, l’honneur de l’Espagne franquiste fut sauvé par plusieurs de ses diplomates en poste à Paris, Berlin, Athènes, en Bulgarie, en Hongrie etc., qui sauvèrent quelques milliers de Juifs, soit en obtenant leur entrée en Espagne, soit en les faisant placer sur des listes d’attente à l’émigration. […] Franco ne refusa pas systématiquement d’accorder asile aux Juifs, il intervint personnellement en leur faveur dans quelques cas exceptionnels et n’offrit jamais, à l’inverse du régime de Vichy, de livrer des Juifs. On ne saurait affirmer, en revanche, qu’il ait donné des instructions pour sauver le plus grand nombre de Juifs possible ; ce sont des diplomates qui, en dépit de l’inertie ou de la mauvaise volonté de leur administration, ont réussi quelques miracles. »

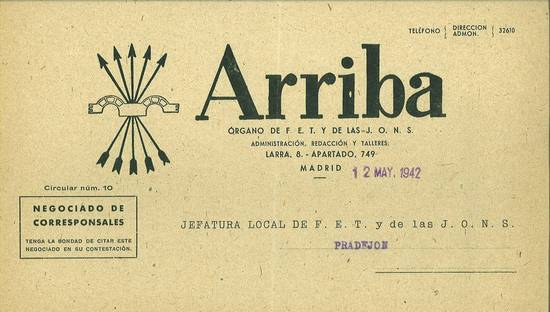
Le quotidien phalangiste Arriba, où Franco faisait paraître, sous pseudonyme, ses écrits antisémites les plus virulents.

Les écrits les plus violemment antisémites de Franco sont les articles que, sous le pseudonyme de Jakin (ou Jakim) Boor —  nom de plume par lequel il signait depuis 1946 ses contributions au journal phalangiste Arriba —, il rédigea pour le compte de ce journal en 1949 et 1950. Les rares références judéophobes qu’on y voit surgir (sans qu’elles en constituent le thème principal) ressortissent tant à l’antisémitisme classique d’inspiration catholique, qu’à une forme nouvelle axée contre l’État d’Israël. Sous cette signature, Franco publia les attaques les plus virulentes contre les Juifs jamais sorties de su plume ; il est vrai qu'elles sont datées entre 1949 et 1951, années où, après le vote d’Israël à l’ONU en mai 1949 contraire à la levée des sanctions contre l’Espagne, avait été rompu le respect mutuel qui s’était instauré entre le nouvel État juif et le régime franquiste et qui était le résultat d’un accord secret conclu à Lisbonne en 1944 entre le ministre Jordana et des représentants juifs. Dans ces articles, Franco amalgamait les Juifs à la franc-maçonnerie et les qualifie de « fanatiques déicides », de « peuple enkysté dans la société où il vit » et d’« armée de spéculateurs accoutumés à enfreindre ou à contourner la loi ». Dans l’article intitulé Acciones asesinas (littér. Actions assassines) paru le 16 juillet 1950, tissu d’incongruités établi à partir du libelle antisémite Protocoles des sages de Sion, auquel Franco ajoutait pleine créance et grâce auquel, d’après lui, on avait pu avoir connaissance de la conspiration du judaïsme « visant à s’emparer des leviers de la société », Franco relate les crimes juifs dans l’Espagne du XVe siècle, meurtres rituels d’enfants etc., résultat sans doute d’influences contradictoires qu’il avait subies de Primo de Rivera, de phalangistes proches du nazisme, ou de quelques prêtres véhéments. Selon Álvarez Chillida, cet article est le plus antisémite de ceux qu’il écrivit pour le compte d’Arriba sous le pseudonyme de Jakim Boor, attendu que de surcroît, il souscrit à la politique antisémite des Rois catholiques avec l’argument que les Juifs du Xe siècle étaient devenus des « sectes dégénérées, secrètes, conspiratrices et criminelles », qui, entre autres méfaits, commettaient « le meurtre d’enfants et d’adultes lors de réunions secrètes ». D’autre part, il justifie l’expulsion des Juifs au XVe siècle par le fait que les Juifs véritables s’étaient déjà convertis et que seuls furent chassés les irrédentistes qui agissaient contre l’unité religieuse poursuivie par les Rois catholiques. L’attaque atteignit son point culminant avec un autre article, Maniobras masónicas (littér. Manœuvres maçonniques), en date du 9 juillet 1950, où la virulence antisémite s’exacerba encore, et où la ligne argumentaire déjà adoptée consistant à centrer l’offensive sur le nouvel État juif était renforcée. Aussi peut-on voir, commente Álvarez Chillida, que « le philoséfaradisme de Franco avait ses limites, lesquelles devinrent patentes dès que le nouvel État d’Israël contraria ses projets internationaux ». Toujours d’après Álvarez Chillida, ces articles peuvent s’interpréter comme une réaction au refus de l’État d’Israël d’entretenir des relations diplomatiques avec le régime franquiste et au fait que ce pays avait voté à l’ONU contre la levée des sanctions internationales décidées en 1946 contre l’Espagne. L’ire de Franco n’allait donc plus seulement aux Juifs, mais aussi à l’État hébreu récemment fondé, investi de toutes les tares de « ceux de sa race », de sorte que désormais l’attaque contre l’État d’Israël devint l’élément central de ses textes antisémites. Du reste, dès le 16 février 1949, à la fin d’un article intitulé Los que no perdonan (littér. Ceux qui ne pardonnent pas), Franco s’en était déjà pris durement à l’État d’Israël, dans une première occurrence de ce glissement phobique vers l'État d'Israël qui trouvera sa pleine expression après la création de l’État juif. Selon Isidro González García, durant les années 1949 et 1950, l’éloignement entre l’Espagne et Israël était devenu absolu. 
Au vu de ces écrits, il est raisonnable d’admettre que la protection des Juifs qu’il laissa s’organiser pendant la guerre lui avait été insufflée par son antipathie pour Hitler, ou par son frère Nicolás. À partir de la fin de 1942, on peut y discerner aussi la pression du pape Pie XII qui dénonçait « l’horreur des persécutions raciales » et accordait « un soutien sûr à des prêtres ou à des institutions » agissant en faveur des Juifs.

### Nature et fonction de l’antisémitisme dans l’idéologie franquiste

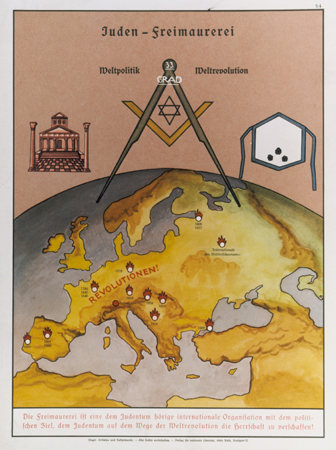
Propagande nazie de 1935 dénonçant l’action de la judéo-franc-maçonnerie dans diverses révolutions européennes : Révolution française, Révolution russe de 1905, les Jeunes Turcs, Révolution portugaise du 5 octobre 1910, Attentat de Sarajevo, Révolution russe de 1917, Révolution de novembre, République des conseils de Bavière, République des conseils de Hongrie, Révolte de juillet 1927, Proclamation de la Seconde République espagnole.

#### L’antisémitisme comme élément d’un montage idéologique
Les éléments intellectuels, argumentations et mythes qui composent le discours antisémite franquiste avaient pour finalité non pas la répression contre les Juifs, du reste fort peu nombreux en Espagne — sur la foi d’un recensement de 1933, la communauté juive d’Espagne ne comprenait pas plus de 6 000 personnes, dont un bon nombre décida d’émigrer à l’éclatement de la Guerre civile —, mais au premier chef le renforcement de l’identité nationale et, dans la première phase de la Seconde Guerre mondiale, l’allégeance idéologique du nouvel État franquiste aux puissances de l’Axe, qui avaient bien, quant à elles, et contrairement à l’Espagne franquiste, fait de l’antisémitisme une politique éliminationniste d’État.
Dans la propagande franquiste, le Juif n’était que l’une des parties constituantes d’un ennemi composite, où il se trouvait en association avec le franc-maçon et le communiste. D’aucuns interprètent l’idéologie du régime franquiste fondamentalement comme une construction factice destinée à faire accroire que le régime serait davantage que la simple réincarnation du traditionnel casticisme (pureté) catholique ou que le produit des prétentions caudillistes d’une institution militaire à longue tradition autoritaire, c’est-à-dire destinée à conférer un vernis de modernité européenne à un régime politique sous-tendu par des valeurs traditionnelles archaïques imposées depuis des siècles au pays par l’Église et par l’armée. Cependant, les thèses nationales-socialistes, plus particulièrement en matière de doctrine raciale, n’eurent qu’une faible incidence sur l’identité nationale que l’on se proposait de façonner. Il est vrai cependant que dans la triade propagandiste par laquelle judaïsme, franc-maçonnerie et communisme étaient identifiés comme un même ennemi tricéphale, l’antisémitisme pouvait en Espagne s’appuyer sur une longue tradition littéraire, même si celle-ci restait circonscrite à la sphère religieuse et se présentait en alliance avec un philoséfaradisme qui, déguisé parfois en philojudaïsme, n’était qu’un faux-semblant visant à mettre en relief les valeurs de l’Hispanité et à se réapproprier le passé culturel de la supposée Espagne des trois cultures, c’est-à-dire les années du « glorieux Empire ». Il y a lieu cependant, si l’on veut cerner la véritable nature de l’antisémitisme espagnol de cette époque, de l’isoler de ladite triade, compte tenu qu’au-delà de son exploitation propagandiste, un discours judéophobe avait cours durant ces années en Espagne qui présentait une spécificité suffisamment forte pour qu’on s’attarde à en fixer les particularités. Bien qu’utilisé comme arme de propagande politique dont les manifestations fluctuaient au gré de la conjoncture, le discours antisémite comportait quelques constantes argumentaires restées inchangées tout au long de la période. Ainsi, s’il est vrai que l’antisémitisme en Espagne remplit p. ex. une fonction politique en rapport avec les impératifs des alliances internationales que le régime dut nouer (avec l’Axe d’abord, avec les puissances alliées ensuite) pour survivre, il existait aussi et surtout, au-delà de ces nécessités circonstancielles, comme discours articulé et avait été intégré dans la configuration de l’identité nationale espagnole.
Dès l’époque de la Seconde république et pendant la Guerre civile, le discours judéophobe fut exploité par les organisations intégristes à tendance nationaliste et catholique, sous la houlette directe des agents nazis qui opéraient en Espagne. Dans cette optique, l’antisémitisme à caractère racial et biologique qu’on rencontre non seulement dans la presse, mais aussi dans les livres de propagande et dans les ouvrages de certains auteurs qui œuvraient à doter d’un corps doctrinal le nouvel État franquiste, remplit une fonction idéologique et servit à opérer un alignement sur la puissance étrangère alors dominante. En Espagne, l’orgueil de la race, la défense de l’Hispanité comme valeur en soi, et le christianisme comme seule philosophie cohérente, étaient les valeurs premières immuables, celles qui conditionnèrent sur toute la période concernée les éléments secondaires du discours, dont notamment l’antisémitisme.
Il y eut en Espagne fondamentalement deux variétés d’antisémitisme, l’une de caractère religieux, liée à une composante fondatrice de l’identité nationale et découlant historiquement du pouvoir de l’Église sur l’éducation et sur les moyens de communication, et l’autre de caractère racial, importé du national-socialisme, qui exerçait une forte influence sur les organes de presse du Mouvement national et sur un milieu intellectuel avide d’« espagnoliser » une idéologie clairement de provenance allemande et sous-tendue par des références culturelles et mythologiques d’origine germanique. Le discours antisémite remplit des fonctions différentes, au gré de la situation internationale de l’Espagne, bien que toujours sur un plan secondaire, étant donné que l’absence de Juifs sur le sol espagnol donnait une allure par trop impalpable à leur démonisation. 
Si donc le discours antisémite à base raciale ne reçut qu’un médiocre accueil auprès du public espagnol de l’époque, le discours antisémite de tradition catholique apparaît au contraire d’une plus grande efficacité, bénéficiant en effet chez les lecteurs espagnols d’une identification affective et religieuse de loin supérieure. Tout au long de la période considérée, et en dépit de l’alignement du gouvernement de Franco sur le Troisième Reich, l’Église catholique d’Espagne afficha résolument son rejet des théories racistes d’origine nationale-socialiste, sans pour autant que cela ait impliqué de sa part une critique générale de l’Allemagne nazie, l’Église n’ayant à aucun moment contesté la prépondérance politique du Reich en Europe,. Le discours antisémite de l’Église se déploya toujours sur un plan strictement religieux et soutenait que le judaïsme représentait un système de valeurs opposé à celui qu’incarnait le christianisme. Les Juifs, affirmait la propagande judéophobe de l’Église, était un peuple déicide, dont il y avait lieu de se défier, en raison de leurs intérêts partagés avec la franc-maçonnerie et avec le communisme. Elle avait alors coutume de ranger sous l’appellation générique de « les Internationales » à la fois judaïsme, communisme et franc-maçonnerie. Le discours de rejet de tout ce qui est juif perdura au-delà de la propagande politique, à la faveur d’un substrat idéologique, religieux et sentimental qui faisait partie déjà de l’identité nationale espagnole et s’appuyait sur les principes de l’Hispanité, sur l’orgueil de la race, et sur le catholicisme,. 
Les éditoriaux de la revue Ecclesia forment une excellente synthèse du message que l’Église espagnole s’efforçait de transmettre à ses ouailles. La première des citations ci-dessous, extraite du premier éditorial de la revue, date du 13 juin 1942, la seconde du 20 février 1943 (laquelle atteste que l’un des éléments clef de la propagande du régime était l’affirmation que l’Espagne avait devancé les puissances européennes en matière de solution du « problème juif », de sorte que l’antisémitisme n’aura jamais à déborder de la sphère religieuse vers la sphère politique) :

« Le peuple juif fut élu pour que de lui naisse le Rédempteur. [...] La main de Dieu le dirigea durant des générations, mais à partir de Salomon, son histoire n’est rien autre qu’une histoire de crimes et d’impiétés. [...] La crucifixion vint couronner cette histoire d’infidélité. [...] L’affaissement du peuple juif, d’après la doctrine de saint Paul et de saint Augustin, fut la conséquence de son ingratitude envers le Seigneur. [...] Nous pouvons émettre quelques réserves à propos de ce qui a poussé aujourd’hui les États à se prémunir contre les influences perturbatrices des Israélites. En revanche, l’attitude de l’Espagne à travers les Rois catholiques n’appelle aucune réserve, car elle sut fonder sa répulsion des Juifs sur des motifs non de nature physique, mais spirituelle et religieuse.

L’Espagne résolut le problème juif dans sa propre maison, [...] devançant de plusieurs siècles et avec discernement les mesures prophylactiques que tant de nations ont prises aujourd’hui pour se libérer de l’élément judaïque, tant de fois ferment de décomposition nationale. »

Le prêtre et fervent phalangiste Fermín Yzurdiaga, délégué national à la Presse et à la Propagande du parti unique FET y de las JONS durant la Guerre civile, directeur du journal navarrais Arriba España, et fondateur de la revue Jerarquía, s’attacha à fixer la manière dont l’antisémitisme devait s’entendre dans le cadre du discours phalangiste, afin de se démarquer du fascisme italien et du national-socialisme allemand. De par la double qualité de leur auteur — à la fois ecclésiastique et responsable de la propagande du parti unique —, les textes de Yzurdiaga sont particulièrement propres à faire saisir la façon dont les postulats racistes, si répandus en Europe, ont été absorbés par le nouvel État dans son idéologie chrétienne. Tout en exaltant la figure de José Antonio Primo de Rivera, fondateur de la Phalange, et en invoquant la célèbre sentence de celui-ci — « Pour l’Espagne, le problème juif ne sera jamais un problème de Race, mais un Article de Foi » —, Yzurdiaga allait répétant que « l’essence du catholicisme est anti-raciste » et expliquait qu’au regard de cette question le « national-syndicalisme » se différenciait du « fascisme et du national-socialisme », et que c’était là l’une des « distinctions essentielles » qui séparent les trois doctrines précitées : 

« La Phalange n’est pas, ni ne peut être, “raciste”, à moins de d’abord trahir sa Doctrine et de vider de son sens sa conception de l’homme, de la Patrie, de l’Empire. [...] C’est précisément le judaïsme qui en Allemagne et en Italie a suscité la postulation des théories raciales, en manière de défense nationale. La Phalange a bien vu le panorama. Et elle a su distinguer entre Judaïsme et Antisémitisme. Si, dans la conscience universelle moderne, on a fait un trinôme irréfutable et inébranlable du “Judaïsme-Franc-maçonnerie-Communisme”, compte tenu que ces trois apparaissent ligués et opèrent contre toute civilisation chrétienne, alors oui, pour nous le problème est un Article de Foi. [...] L’Histoire sèche et dépouillée atteste que, abstraction faite de l’hégémonie économique par laquelle [les Juifs] tyrannisaient cupidement les terres et les domaines de Castille, il y avait, au centre de tout, l’Article de Foi, ce péril profond et réel d’une apostasie du Catholicisme, née dans le commerce insinuant et insensible des ennemis du Christ. [...] Supposer chez nos Rois catholiques une revendication du “droit du sang” est la calomnie et l’injure les plus fortes qu’on puisse jeter sur leur nom immortel et pur. »

Cette construction idéologique qu’était l’antisémitisme ou la judéophobie en Espagne ne prit jamais une dimension programmatique ni juridique, dans la mesure ou le régime avait déjà choisi ses ennemis aussi bien externes (l’URSS et les démocraties européennes) qu’internes (la franc-maçonnerie et le communisme). Le discours judéophobe s’articulait d’une façon très décousue, sans parvenir à constituer un corpus unifié et cohérent, et avec guère d’arguments intelligibles pour le public espagnol. L’antisémitisme fut mobilisé en Espagne comme élément surajouté à un corps de doctrine idéologico-politique et à un discours politique démagogique, comme pur artifice. En outre, on ne peut sans contresens admettre qu’en Espagne sévissait une forme d’antisémitisme au sens contemporain, c’est-à-dire une forme où le Juif se voyait dénier la condition d’être humain. En Espagne en effet, la judaïté était réprouvée pour deux raisons qui plongent leurs racines dans le Moyen Âge espagnol : premièrement, parce que l’identité espagnole et chrétienne (qui sont une et même chose, selon José Jiménez Lozano) s’est construite sur le rejet du Juif et sur l’affirmation du catholicisme, et deuxièmement, sur le plan moral, parce que le comportement juif, jugé digne de réprobation et brandi comme insulte, correspondait à un mode de vie contraire à celui des chrétiens. Ce qui est juif était synonyme d’élément étranger aux façons de « penser, sentir et de se comporter » et à l’« anthropologie du chrétien ancien et espagnol à part entière »,.
Aussi la propagande antisémite n’était qu’artifice et pièce rapportée, et fut impuissante à obtenir une intériorisation de la haine du Juif ; ce qu'elle réussit à installer dans les esprits n'alla guère au-delà de l’indifférence, vu que l’Espagne n’hébergeait pas en son sein de Juifs déclarés ni reconnus. Il en résulta que l’antisémitisme espagnol en fut un de type utilitaire, devant servir à édifier une théologie politique sur un soubassement chrétien et à charpenter sur le plan théorique le nouvel État franquiste. Si les théoriciens du franquisme — Víctor Pradera, Luis del Valle, José Pemartín ou Juan Beneyto Pérez — eurent recours aux arguments antisémites, c’est pour asseoir l’unité religieuse comme prémisse nécessaire à la construction de l’unité nationale ; chez aucun d’eux, l’antisémitisme ne constituait un élément central, et de façon générale, ils ne postulaient pas la nécessité de mettre en place des institutions propres à extirper une maladie provoquée par des races maudites ou délétères pour la sante de la société. Certes, il incombera aussi au nouvel État d’être un exemple de christianité, en l’espèce sur le modèle des époques mythiques de l’histoire espagnole, en particulier le règne des Rois catholiques et l’ère impériale de Charles Quint et Philippe II.

#### L’antisémitisme comme outil de propagande et le mythe de la conspiration judéo-maçonnique
Dans la zone rebelle, tout au long de la Guerre civile et dans la période de la dictature franquiste correspondant à la Seconde Guerre mondiale, on assista à une exacerbation de l’antisémitisme chez les droites anti-républicaines, à quoi la Phalange ne resta pas étrangère, témoin le premier numéro de son journal Arriba España paraissant à Pampelune et daté du 1er août 1936, où figurait la consigne : « Camarade ! Tu as l’obligation de persécuter le judaïsme, la franc-maçonnerie, le marxisme et le séparatisme ». 
Attendu qu’il n’y avait pas de Juifs en Espagne — exception faite de quelques milliers au Maroc —, cet « antisémitisme sans Juifs » remplissait une fonction essentiellement politique et idéologique : assimiler le camp républicain aux Juifs, en recourant aux vieux stéréotypes antijuifs toujours vivaces dans la mémoire populaire ; ainsi, certains paysans de Castille croyaient-ils que les « rouges » avaient une queue, comme cela se disait aussi des Juifs. Dans cette représentation, le mythe du complot judéo-maçonnique jouait un rôle central, lequel mythe avait déjà dans le passé servi aux droites anti-républicaines à expliquer le renversement de la monarchie en 1931 et la chute du monde traditionnel et catholique qui s’ensuivit. Après le coup d’État de juillet 1936, point de départ de la Guerre civile, le mythe de la conspiration fut utilisé pour confondre en un seul et même ennemi les différentes forces qui combattaient pour la République, en les classant toutes sous l’étiquette de « rouges », manipulées par les Juifs afin de mener la république vers le communisme ; l’ensemble de ces forces serait aux ordres du judaïsme, et le projet de celui-ci de soviétiser l’Espagne serait d’ores et déjà en cours de réalisation dans le camp ennemi au moyen d’atroces tueries, de la persécution religieuse et de la révolution sociale qui avait éclaté au début de la guerre. Dans Poema de la Bestia y el Ángel (littér. Poème de la bête et l’Ange, 1938) de José María Pemán, Dieu donne mission à l’Église espagnole d’affronter l’« Orient rouge et sémitique », parce que l’agent de la Bête (de Satan) sur terre est « le Sage de Sion », idée qui trouve manifestement son origine dans Les Protocoles des Sages de Sion. Voici un extrait de ce poème :

« La bête déguisée en agneau se met à la tâche. La Loge et la Synagogue ! Ils décident la bataille et lancent une double malédiction. D’abord contre la terre, que le Juif hait et persécute de son amour exclusif pour l’or, pour la richesse fluide et nobiliaire comme sa vie errante. Ensuite, contre la Croix, haine séculaire de sa race, on entend les malédictions du Juif et en deux brefs tableaux l’on voit comment l’une et l’autre se fracassent contre la terre d’Espagne pleine de sainte ténacité traditionnelle [...] Dès les journées centrales, l’Espagne eut, dans la reine Isabelle, le geste vaillant de l’expulsion. De nos jours, il y eut aussi un homme, le premier au monde, qui s’enhardit à lutter face à face contre les grandes puissances internationales de la finance juive. Lui fut le protomartyr de la grande croisade espagnole. Le serpent de Sion et la sainte Isabelle d’Espagne se font face dans une bataille de siècles. »

En outre, le mythe de la conspiration judéo-maçonnique servait, selon l’historien Álvarez Chillida, à « justifier moralement la cause de la guerre. Ceux qui l’avaient déclenchée en se rebellant, et développé ensuite une répression cruelle et prolongée, se lavaient de toute culpabilité en transmutant la conflagration en une croisade contre les ennemis de Dieu, une défense in extremis contre le plan satanique de soviétiser la catholique Espagne, plan en passe d’atteindre son point culminant à l’été 1936 ». Le cardinal Isidro Gomá, primat d’Espagne, déclara au lendemain de la prise de Tolède par les insurgés en septembre 1936 :

« Au sein des ténébreuses sociétés manœuvrées par l’internationalisme sémite, Juifs et francs-maçons ont empoisonné l’âme nationale avec des doctrines absurdes, des contes tartares et mongoles transformés en système politique et social. »

Peu de mois plus tard, dans une lettre pastorale, Gomá accusait les républicains de s’être « ligué officiellement avec des Juifs et des francs-maçons, véritables représentants de l’anti-Espagne », pour rappeler ensuite la présence de Russes dans le camp républicain : « C’est douleur de voir le territoire national maculé par la présence d’une race étrangère, à la fois victime et instrument de cette autre race, qui porte en ses entrailles la haine immortelle à notre Seigneur Jésus-Christ ». Dans une pastorale de septembre 1938, l’évêque de León Carmelo Ballester affirmait que la Guerre civile était une guerre « du judaïsme contre l’Église catholique », ajoutant : « En cette heure critique de l’histoire, le judaïsme peut tirer parti de deux éléments redoutables : […] la franc-maçonnerie ; […] le communisme et toutes entités semblables, qui sont des corps différents mais appartenant à la même armée : l’anarchisme, l’anarcho-syndicalisme, le socialisme […] ».
Les invectives antisémites étaient très courantes également chez les hauts-gradés des troupes rebelles. Le général Queipo de Llano, dans une de ses fameuses causeries radiophoniques diffusées de Séville, s’amusa à dire que le sigle URSS signifiait Union Rabbinique des Sages de Sion. En 1941, Carrero Blanco avait de la Seconde Guerre mondiale et du rôle qu’avait à y jouer l’Espagne la vision suivante :

« L’Espagne, paladin de la foi dans le Christ, est une nouvelle fois confrontée au véritable ennemi : le Judaïsme […]. Parce que le monde, bien qu’il n’y paraisse pas […], vit une guerre constante de type essentiellement religieux. C’est la lutte du Christianisme contre le Judaïsme. Guerre à mort, comme doit l’être la lutte du bien contre le mal. »

## La politique juive sous la dictature franquiste
Selon l’historien Joseph Pérez, « depuis une date très précoce, les actes du gouvernement de Franco ne s’ajustent plus ni à l’antijudaïsme, ni à l’antisémitisme, mais apparaissent conformes au philoséfaradisme tel que le concevait Primo de Rivera. Nous voyons en effet que, en dépit des attaques verbales contre les Juifs [les déclarations idéologiques sur le complot judéo-maçonnique et l’approbation répétée du décret d’expulsion signé en 1492 par les Rois catholiques], c’est cette politique-là, inaugurée en 1924, qui est poursuivie ». Pérez en veut pour preuve la création emblématique en 1941 de l’École d’études hébraïques (l’institut Arias Montano) qui, rattachée au CSIC, publiait la revue Sefarad,.
L’appareil répressif mis en place par le régime n’avait pas été conçu pour servir à l’extermination des Juifs telle qu'elle était alors en cours en Allemagne. Il n’y eut en Espagne aucune législation spécifiquement antisémite, nul camp de concentration ou de prison spéciale pour la réclusion des Juifs ne fut jamais créé, et il n’y eut aucune répression directe à leur encontre pour le seul fait d’être Juif, parce que leur nombre en Espagne était infime et que les foudres de la répression frappaient uniquement les Espagnols vaincus. Témoin notamment le fait que le 7 novembre 1941, l’ambassadeur d’Allemagne à Madrid, le baron Eberhard von Stohrer, manifesta dans un rapport expédié au ministre des Affaires étrangères de son pays sa frustration d’avoir échoué à imposer une idéologie antisémite en Espagne, ainsi que cela avait été fait ailleurs en Europe ; selon Stohrer, il n’existait pas en Espagne de « problème juif » et seul était « digne de mention ces dernières années le fait que, sous l’effet de la propagande allemande, il y a eu quelques dures manifestations antisémites dans la presse et dans la littérature, de même qu’il y a un certain nombre de livres sur le sujet, mais, dans l’ensemble, l’attitude des Espagnols a peu changé »,.
Pour sa part au contraire, l’historien Álvarez Chillida considère le régime franquiste comme antisémite, lors même qu’il s’agisse d’un antisémitisme « qui plonge ses racines dans l’antique antijudaïsme chrétien et dans la représentation du Juif propre au casticisme [purisme ethnique espagnol], latente dans la mentalité et la culture populaires ». L’antisémitisme franquiste s’est traduit par « une sorte de retour au décret d’expulsion de 1492, avec l’interdiction totale de leur culte et de leurs organisations, hormis dans les territoires d’Afrique du Nord, et avec l’effort incessant d’empêcher que les Juifs qui fuyaient la persécution allemande n’entrent [en Espagne] pour y rester ».
On note du reste que derrière ces affinités culturelles philoséfarades se cachaient aussi des intérêts bien sentis, comme cela transparaît dans un rapport diplomatique sur la situation des Séfarades rédigé par l’écrivain et diplomate Agustín de Foxá :

« Cinq cent mille Juifs dans les Balkans et dans le bassin méditerranéen conservent, au milieu de peuples étrangers à notre culture, le vieux castillan contemporain de Cervantes, la cuisine espagnole, nos cantiques, mélodies, proverbes et contes, voire nos coutumes, notre moralité dans la famille, et nos modes de vie. […] Le fonctionnaire soussigné, pendant ses années de séjour dans les Balkans, a ressenti l’émotion de cet écho de l’Espagne, abstraction faite de la race qui le transmet. […] Dispersés à travers l’Europe orientale et la Méditerranée, ils constitueront en revanche toujours une force, qui par sa richesse, sa situation sociale, sa perspicacité dans les affaires, et son habileté dans le commerce, pourra servir l’Espagne, surtout si les directions que prend la guerre font que le vent finisse par tourner en Europe. D’un autre côté, à cause de leur extraordinaire solidarité raciale, leur influence s’étend à d’autres communautés d’Amérique, capables d’influer, par le moyen de la presse et de la finance, sur l’opinion publique américaine. »

### Antisémitisme et politique juive dans la zone rebelle pendant la Guerre civile
Les « antisémites de plume », du moins ceux qui avaient réussi à survivre aux massacres perpétrés par les révolutionnaires dans les premiers mois de la Guerre civile, poursuivirent leur œuvre propagandiste, à présent au service du camp rebelle. Comme dans les années de la Seconde République, c’est encore le père Juan Tusquets qui se distingua sous ce rapport, devenant, après s’être lié d’amitié avec le Caudillo à Burgos, l’un des étroits collaborateurs de celui-ci en matière de presse et de propagande, et apportant son concours actif à la répression des francs-maçons. Aux Ediciones Antisectarias nouvellement fondées, il publia plusieurs ouvrages et follicules tels que La Francmasonería, crimen de lesa patria (littér. la Franc-maçonnerie, crime de lèse-patrie), dans lequel il impute la Guerre civile aux francs-maçons, qui auraient fait main basse sur la République pour réaliser la domination juive en Espagne, Masonería y separatismo, et Masones y pacifistas, véritable traité d’antisémitisme. De même, l’officier de police Mauricio Carlavilla, étroit collaborateur du général antisémite Mola, poursuivit son travail, faisant paraître en 1937 Técnica del Komintern en España, dans lequel il définit le Front populaire comme « l’alliance sinistre du communisme et de la franc-maçonnerie, sous le signe d’Israël ». S’y ajoutaient : Nazario S. López, dit « Nazarite », ancien collaborateur de la revue féminine antisémite Aspiraciones, auteur de Marxismo, judaísmo y masonería, où il applaudissait à la politique nazie contre « l’avalanche judaïque » ; et le juriste et ancien député intégriste José María González de Echávarri, qui publia Los Judíos en España y el Decreto de su expulsión.
Parmi les nouveaux « antisémites de plume » se signala plus particulièrement l’évêque de Ténérife, le frère Albino González Menéndez-Reigada, connu sous le nom de frère Albino, auteur d’un Catéchisme patriotique espagnol, utilisé dans les écoles et plusieurs fois réédité, dans lequel il était postulé que « les ennemis de l’Espagne sont au nombre de sept : le libéralisme, la démocratie, le judaïsme, la franc-maçonnerie, le capitalisme, le marxisme et le séparatisme », thèse reprise dans le sien ouvrage Los enemigos de España (littér. les Ennemis de l’Espagne), où il affirmait que le Talmud enseignait une « haine véritablement satanique pour le Christ et le christianisme ». Dans la presse du camp rebelle, y compris dans les revues culturelles des ordres religieux, surgissaient fréquemment des articles qui désignaient le judaïsme, la plupart du temps aux côtés de la franc-maçonnerie et du marxisme, comme l’un des ennemis à abattre, articles dont quelques-uns provenaient d’anciens journalistes du journal pro-nazi Informaciones, tels que Federico de Urrutia ou Juan Pujol et participaient du même esprit que les pastorales d’un bon nombre d’évêques, y compris le primat de Tolède, l’intégriste Isidro Gomá, qui tenait que la guerre en cours n’était pas une guerre civile, mais la lutte de « l’Espagne contre l’anti-Espagne » et entre « le Christ et l’Antéchrist ». Méritent mention également les déclarations et discours de personnalités politiques franquistes de premier plan, comme Raimundo Fernández-Cuesta, Ramón Serrano Súñer ou le général Millán-Astray, premier en date des chefs de propagande du général Franco, qui déclara en septembre 1936 : « Les Juifs moscovites veulent enchaîner l’Espagne pour nous transformer en esclaves, mais il nous faut combattre le communisme et le judaïsme. Vive la mort ! ».

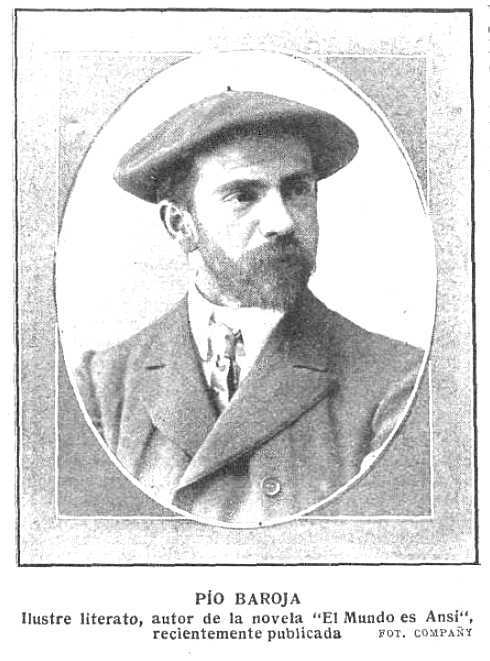
Pío Baroja, prototype de l’écrivain antisémite.

Deux livres importants ont contribué à diffuser le mythe antisémite pour les besoins du camp rebelle. Le premier était El Poema de la Bestia y el Ángel (1938), de José María Pemán, où la Bête s’incarne sur terre dans le sage de Sion, lequel décrète la destruction de la catholique Espagne ; et l’autre Comunistas, judíos y demás ralea (littér. Communistes, Juifs et autres engeances), recueil d’articles antisémites et anticommunistes du romancier Pío Baroja, préfacé par le fasciste Ernesto Giménez Caballero, qui en aurait choisi les textes et en favorisa la publication, et dont le titre était du reste l’œuvre de l’éditeur Ruiz Castillo-Basala. Dans ce dernier ouvrage, qui connut jusqu’à trois éditions, Baroja explique que les Séfarades forment une communauté composée de personnes belles et nobles, dont la vie est un parangon d’organisation, admirable et respecté. À l’opposé, les Ashkénazes sont dépeints comme une multitude indisciplinée, affamée de pouvoir, qui, alliée aux francs-maçons et aux communistes, n’aspirent qu’à déstabiliser les nations européennes,. L’auteur écrit :

« En nous limitant aux seuls Juifs qui se trouvent dans le monde ancien, il y a deux castes importantes, avec deux rites : les Juifs séfarades ou séfardites (Séphardim), Juifs espagnols ou ibériques, et les Askenazin ou Askenezita (Aschekenazim), habitants d’Europe centrale et orientale. [...] Presque tous les Juifs du monde considèrent comme une teinte d’aristocratie de descendre des Séfarades espagnols ou portugais. Contrairement à ce type bien défini, l’Askenazite est un produit hybride mélangé. Le Séfarade ressent peu de sympathie pour lui, il lui répugne presque. L’Askenazim a passé en Allemagne et en Pologne plus de cinq siècles dans une attitude obscure de servilité, toujours humilié, dominé par des superstitions purement mécaniques et verbales. L’Askenazim allemand ou polonais est rude, grossier, de mauvais aspect, souvent en haillons et repoussant. [...] Les Askenazim sont aujourd’hui le poste avancé du communisme. [...] Sera-t-il possible que les Séfardites puissent arriver à s’incorporer à l’Espagne et à collaborer avec elle ? Il semble que oui. Il est plus difficile que les Askenazim s’enrôlent dans leurs patries adoptives. Eux sont fort rudes, très ambitieux, très grossiers, très envieux. Ils ont vu à présent les leurs dans des positions élevées et veulent, en ralliant le communisme, se venger de leurs années d’humiliation. »

Le nouvel État s’abstint d’accoler le qualificatif d’« ennemi » aux Juifs, et leur persécution n’était pas envisagée de manière explicite dans la législation répressive contre les vaincus de la Guerre civile, puisque ni aux termes de la Loi sur les responsabilités politiques du 9 février 1939, ni ensuite aux termes de la Loi sur la répression de la franc-maçonnerie et du communisme du 1er mars 1940, il n’aurait été possible de faire passer en jugement un Juif pour le simple fait d’être Juif. Il est vrai d’autre part que le nombre de Juifs enrôlés dans les Brigades internationales pendant la Guerre civile se serait élevé à près de 8 000,. Francisco Ferrari Billoch publia à ce sujet un article minutieux et virulent, dans lequel il décrivait en détail l’ampleur de la présence juive dans les Brigades internationales et l’engagement de volontaires juifs aux côtés de la cause républicaine, en fournissant noms et fiches complètes.

« Les Brigades internationales, dépotoir misérable et assassin, fange de tous les bas-quartiers du monde, qu’on n’admet plus dans les domaines féodaux du tsar rouge Staline. L’on sait que le Juif a toujours été un facteur principal des mouvements révolutionnaires sociaux des peuples européens et américains. [...] Dans ces Brigades, il y avait déjà de nombreux Juifs. »

— Francisco Ferrari Billoch
Pourtant, d’après Joseph Pérez, l’on peut, quant à la politique concrète menée à l’égard des Juifs pendant la Guerre civile, affirmer que les rebelles n’ont pas persécuté systématiquement les Juifs, abstraction faite de quelques cas isolés. Les exécutés à Ceuta, à Melilla et dans le reste du protectorat du Maroc le furent parce qu’appartenant à la gauche ou à la franc-maçonnerie, non parce que Juifs. De fait, dans la circulaire du 30 juin 1936 du « Directeur » du coup d’État, le général Mola, les Juifs n’étaient pas cités parmi les « éléments de gauche » à « éliminer ». Cependant, la communauté juive de Séville s’était retrouvée dans la zone conquise par Queipo de Llano, l’un des généraux les plus ouvertement antisémites du camp rebelle. Dans une de ses émissions de radio, où les diatribes anti-juives faisaient rarement défaut, Queipo de Llano avait proclamé notamment que « notre lutte n’est pas une guerre civile espagnole, mais une guerre de la civilisation occidentale contre le judaïsme mondial », et en janvier 1938, il infligea une amende démesurée à la petite communauté juive de Séville. Après que ces excès eurent été commentés dans la presse occidentale, le directeur de presse de Franco fit paraître une mise au point démentant que le Mouvement national fût antisémite et affirmant que celui-ci ne visait que le « bolchevisme ». Significativement, au lendemain du coup d’État de juillet 1936, après que Queipo de Llano eut tenu de façon répétée des propos antisémites sur Radio Sevilla, Franco avait pris contact avec le Conseil communal israélite de Tétouan pour le tranquilliser et le prier de n’en faire aucun cas. Le 15 août 1936, Juan Beigbeder était occupé à négocier avec les communautés juives de Tétouan et de Tanger et avec quelques banquiers juifs (par le truchement de José I. Toledano, ancien directeur de la Banca Hassan) l’aide financière au coup d’État en cours,. Dans le Protectorat du Maroc, les relations entre officiers espagnols et congrégations juives de la zone étaient du reste historiquement cordiales, en reconnaissance notamment de ce que nombre de ces communautés avaient trouvé dans l’armée espagnole un allié qui leur apportait protection. Comme le reconnut Beigbeder lui-même le 16 septembre 1938, la propagande antisémite était le tribut « rhétorique » que le nouvel État était tenu de payer pour satisfaire ses nouveaux alliés nationaux-socialistes allemands, mais qu’en aucun cas l’étiquette d’« ennemi » n’était appliquée aux Juifs, qu’ils soient espagnols ou étrangers. Bartolomé Bennassar relève qu’« il n’y avait pas dans la législation espagnole contemporaine de dispositions de discrimination raciale et qu’il n’y eut aucune instance comparable à un Commissariat général aux questions juives. Les quelque 14 000 Juifs du Maroc espagnol, dont la nationalité fut réaffirmée, ne furent pas inquiétés ».
Dans la Loi sur les responsabilités politiques, première en date des lois de répression, promulguée quelques semaines avant la fin de la Guerre civile, il n’est fait aucune mention des Juifs. La Loi se proposait de juger toute personne qui depuis le 18 juillet 1936 « s’est opposée ou qui s’oppose au Mouvement national par des actes concrets ou par une passivité grave », et toute personne qui entre le 1er octobre 1934 et le 18 juillet 1936 « a contribué à créer ou à aggraver la subversion de tout ordre dont a été victime l’Espagne ». Ensuite, 17 cas de figure sont énumérés au titre desquels un individu pouvait être jugé en vertu de cette loi. Nul Juif n’aurait pu, au regard de ces 17 cas de figure, être mis en accusation aux seuls motifs de race ou de religion. De fait, nonobstant que de nombreux Juifs aient combattu comme volontaires dans le camp républicain et que la propagande les ait désignés comme ennemis de la cause nationale embusqués au sein des Brigades internationales, il ne fut pas légiféré contre eux spécifiquement, et quand ils furent jugés, ce fut non en tant que Juifs, mais pour avoir fait partie des troupes ennemies. Aucun des brigadistes détenus, jugés et condamnés à des peines de prison ou à la réclusion dans des camps de concentration ou de travail ne le fut en raison de sa qualité de Juif, et celle-ci, bien qu’elle ait été spécifiée dans un certain nombre de cas, ne fut jamais retenue comme une circonstance aggravante.
Gonzalo Álvarez Chillida pour sa part affirme que certes « il n’y eut contre les Juifs de la Péninsule ou du Maroc espagnol rien d’équivalent [à la répression féroce qu’eurent à subir les francs-maçons, dont plusieurs centaines en effet furent assassinés ou fusillés, et plus de deux mille se sont vu infliger de longues peines de prison de douze ans ou plus], mais cela ne signifie pas que la propagande antisémite du régime n’ait eu aucun effet ». À Ceuta, quoique la synagogue n’ait pas été fermée, les Juifs subirent vexations et bastonnades, comme en témoigne l’agression dont fut victime, en dépit de son amitié personnelle avec Franco, celui qui était alors maire suppléant de la ville, le primorivériste José Alfon, qui succomba ensuite à ses blessures. La même situation prévalait à Melilla où, de surcroît, et à la différence de ce qui s’était passé à Ceuta, la synagogue resta fermée pendant six mois et où le lycée juif fut occupé par la Phalange. Les Juifs furent expulsés du Casino militaire et la police les obligea à déclarer leurs biens. Les jeunes Juifs appelés dans le rang furent traités avec dureté. D’autre part, les Juifs de Melilla, comme ceux de Ceuta et du reste du Protectorat — dont la prise en otage fut dénoncée par la presse juive, notamment The Jewish Chronicle — furent contraints de payer d’énormes contributions « volontaires » à la faction rebelle et au parti unique FET y de las JONS, nonobstant que quelques-uns d’entre eux eussent appuyé financièrement le général Franco lors du coup d’État de juillet 1936. La même chose advint à la communauté juive de Séville, dont la synagogue fut fermée, et que le général Queipo de Llano obligea à s’acquitter de la somme de 138 000 pesetas, montant énorme étant donné les faibles effectifs de cette communauté ; elle eut en outre à subir quelques brimades dans ses activités commerciales. Quand les franquistes pénétrèrent dans Barcelone en janvier 1939, la synagogue fut mise à sac et fermée, au même titre que celles de Madrid et de Séville. Les communautés furent dissoutes et les rites religieux juifs totalement interdits,.

### Antisémitisme et politique juive pendant la Seconde Guerre mondiale

#### Pression de l’Allemagne
Selon l’historien Luis Suárez Fernández, l’ambassadeur d’Allemagne faisait dans ses rapports le constat que la culture catholique, profonde et enracinée, du peuple espagnol était à l’origine du rejet des thèses racistes du national-socialisme allemand : 

« En Espagne, le néopaganisme et le racisme que véhiculait le parti allemand, apparaissaient absurdes, entre autres raisons parce que la population espagnole en est une de métis, qui pendant des siècles avait fait du métissage un programme, et au sein de laquelle il serait fort difficile de trouver l’un ou l’autre groupe racial suffisamment pur pour l’exhiber sur une scène. [...] Les rapports de l’ambassadeur Stohrer étaient sans équivoque : le système espagnol, influencé de façon décisive par l’Église, n’irait jamais sur la voie du national-socialisme, même si quelques groupes de phalangistes le souhaitent. »

La diffusion des idées antisémites était promue à cette époque en Espagne par une propagande allemande très bien organisée opérant depuis Madrid. En effet, dès le début de la Guerre civile, l’ambassade du Reich dans la zone nationaliste était dotée d’un département de presse ayant pour mission de resserrer les liens avec la Phalange, de la pourvoir de matériel de propagande, et même d’organiser, à l’usage des cadres espagnols, des stages de formation en Allemagne. À partir d’août 1939, le conseiller d’ambassade Josef Hans Lazar disposa de fonds réservés, destinés à rallier les journalistes espagnols à la cause allemande, à constituer des réseaux de collaborateurs, et à diffuser des tracts et brochures à la gloire du Führer. Durant la Seconde Guerre mondiale, l’ambassade d’Allemagne à Madrid déploya ainsi une vaste campagne de propagande qui bénéficia de l’appui des autorités franquistes, en particulier du ministre des Affaires étrangères (et beau-frère de Franco) Ramón Serrano Súñer, campagne qui incluait le contrôle des informations sur l’Allemagne paraissant dans la presse et dans les actualités cinématographiques et l’insertion de quelques « lettres de Berlin » rédigées par l’ambassade (à noter qu’en 1941, le cinéma allemand dépassait le cinéma américain quant au nombre de films projetés dans les salles en Espagne). Une large part de cette propagande nazie traitait de la « Question juive » et s’employait à « dénoncer » la domination des Juifs sur les puissances alliées, plus particulièrement sur la Grande-Bretagne, les États-Unis et la Russie,.
Des subventions étaient accordées par l'Allemagne aux maisons d’édition qui publiaient les classiques antisémites, des livres allemands en traduction, ou des auteurs pro-nazis espagnols, tels que Federico de Urrutia, journaliste au quotidien Informaciones (lequel continuait d’être l’organe de presse le plus dévoué à la cause nazie), ou Carmen Velacoracho. Des œuvres à contenu antisémite, que l’Allemagne finançait afin d'étendre son influence culturelle vers l’Espagne, furent alors éditées en grand nombre. Non seulement les classiques de la production antisémite contemporaine, dont en particulier les Protocoles des Sages de Sion et le Juif international de Henry Ford, connurent de multiples rééditions, mais encore l’actualité suscita une série de publications émanant des milieux phalangistes ou de la mouvance catholique. Il s’agit en particulier des livres de la maison d’édition Toledo, qui mit en circulation entre 1941 et 1943 plusieurs libelles antisémites anonymes, dont La garra del capitalismo judío (± Les griffes du capitalisme juif, 1943), écrits pour la plupart d’entre eux par le journaliste Francisco Ferrari Billoch, et des Ediciones Antisectarias, que dirigeait Juan Tusquets sous la République et pendant la Guerre civile ; s’y ajoutaient quelques titres parus aux éditions Rubiños dans les premières années de la décennie 1940, quand cette maison d’édition bénéficiait d’une relation spéciale avec les organismes culturels nazis en Espagne,,, ainsi que les ouvrages de José Joaquín Estrada, Félix Cuquerella, Juan Agero, et Alfonso Castro, qui illustrent les efforts de l’Allemagne à exporter sa conception raciale de la question juive. L’ambassade parvint aussi à faire paraître (en traduction espagnole, sans indication d’éditeur, de date, ni de lieu) Juden beherrschen England (littér. les Juifs dominent l’Angleterre) de Peter Aldag (pseudonyme de Fritz Peter Krüger), qui imputait aux Alliés d’avoir déclenché la guerre et interprétait celle-ci comme une lutte de « l’Europe » contre « l’anti-Europe », en plus de dépeindre Hitler comme un héros « chrétien »,,. 
Pour ce qui est de la presse, il existait des différences significatives entre les presses traditionaliste, phalangiste, monarchiste ou religieuse. Quand des journaux tels que Arriba ou Informaciones défendaient la convergence d’intérêts entre l’Allemagne et l’Espagne, des revues comme Razón y Fe, éditée par les jésuites, ne faisaient pas mystère de leur position antiraciste et antinazie, et faisaient montre, idéologiquement parlant, d’une large autonomie. Il arrivait même que se fassent entendre, au sein du même groupe phalangiste, des voix dissonantes, les unes favorables aux actions violentes menées contre les Juifs en Europe, et les autres aux yeux de qui l’antisémitisme n’était guère plus qu’un élément secondaire et mineur de l’idéologie appelée à configurer le nouvel État. Il existait en outre certain point de vue ambivalent qui s’évertuait à distinguer entre Juifs bons et Juifs mauvais, ou, ainsi que l’exposait le journal Arriba, entre Juifs de la « hez » (de la fange) et ceux de la « prez » (de l’estime). Dans le journal Arriba parurent nombre d’articles, dont quelques-uns en première page, qui, à partir du distinguo entre Séfarades et Ashkénazes, présentaient comme admirables les premiers (les Juifs de la « prez ») et comme méprisables les seconds (les Juifs de la « fez ») ; c’était contre ces derniers qu’étaient dirigés les positionnements racistes, tandis que les Séfarades étaient considérés au contraire comme participant du patrimoine culturel de l’Espagne et se voyaient intégrés dans l’ample concept d’hispanité.
Les articles incendiaires antisémites étaient peu fréquents et attestent surtout de la tentative allemande de mainmise sur la presse du régime franquiste et des efforts de l’Allemagne à discerner en Espagne des points d’ancrage à l’antisémitisme racial, si peu compréhensible pour le lecteur espagnol. Pourtant, selon certains auteurs, la pression exercée par l’ambassade d’Allemagne, à travers son agent Josef Hans Lazar, sur la totalité de la presse du régime, fut déterminante ; ainsi la presse espagnole, plus particulièrement le journal Arriba, adopta-t-elle d’emblée et jusqu’à la fin de la Seconde Guerre mondiale une attitude ouverte de défense du régime national-socialiste allemand. Cependant, la question juive ne surgit dans aucun éditorial de manière exclusive et spécifique ; de plus, à côté d’articles à posture antijuive belligérante (mais restreinte aux Ashkénazes), on en rencontre d’autres où le peuple juif est défendu avec ardeur, comme p. ex. le commentaire suivant, intitulé Guerra Civil y Gran Guerra hacia Jerusalén (littér. Guerre civile et Grande Guerre vers Jérusalem), paru en première page dudit journal :

« Une fois détruit le Temple, les Israélites se dispersèrent aux quatre vents de la planète, à sécréter de la nostalgie pour le bien perdu. La Sion qui, parmi les chants qu’Israël suspendait aux saules, brûle avec ses tours et ses jardins à l’Orient, par où maintenant passe la Guerre, n’est plus. Mais Rome interdit pendant des siècles l’accès à Jérusalem à ces gens vagabonds, bannis de leurs lares et bannis même du bannissement. Ce fut Theodor Herzl, Juif, ni de la prez ni de la hez, ni Séfarade ni Ashkénaze, mais Juif moyen, qui avec son livre l’État juif, fit revivre la nostalgie de Sion dans sa famille sans terre [...]. Sion était là où elle fut, en Palestine, avec ses terres, ses bétails, ses déserts, la lumière de l’Ancien Testament, et l’hier et le demain dans la même énigme [...]. L’Europe prend son parti de ce retour des Israélites au foyer millénaire. Ceux qui n’en prirent pas leur parti étaient les Arabes palestiniens, qui repoussèrent les Juifs et les repoussent encore et les repousseront, tout en projetant une ombre, la guerre d’extermination [...]. L’Angleterre continue de gérer la guerre civile entre Arabes et Juifs, jusqu’à ce que l’autre guerre, la grande, passe par la Palestine, comme elle passera inexorablement. »

Cependant, la transposition vers la réalité espagnole de la rhétorique judéophobe allemande apparut tellement factice qu’elle n’eut qu’une faible résonance dans le public espagnol. Néanmoins, la campagne de l’ambassade d’Allemagne contribua à ce que l’éclosion de l’antisémitisme, amorcée sous la République et pendant la Guerre civile, atteigne son point culminant dans les années de la Seconde Guerre mondiale. Les phalangistes étaient les principaux protagonistes de cette crue antisémite, dont en particulier le phalangiste José Luis Arrese (avec son ouvrage La revolución social del nacional-sindicalismo de 1940, où il glorifiait « la lutte éclatante de la Phalange contre le judaïsme capitaliste de SEPU » — SEPU étant une chaîne de magasins, fondée par une famille juive immigrée et mise à sac par des groupes armés phalangistes), Ángel Alcázar de Velasco (avec son Serrano Súñer en la Falange), Antonio Tovar (avec El Imperio de España), et Agustín de Foxá (avec l’œuvre théâtrale Gente que pasa), chez qui le philoséfaradisme initial s’était converti en un antisémitisme radical, ainsi qu’il en avait fait la démonstration auparavant déjà dans ses poèmes et articles de presse. S’y joignirent aussi des auteurs catholiques, tels qu’Enrique Herrera Oria ou Juan Segura Nieto, auteur de ¡Alerta!... Francmasonería y judaísmo (1940), qui expliquait la Guerre civile comme le fruit de la conjuration judéo-maçonnique-bolchévique, et plusieurs militaires, parmi lesquels émerge en particulier Carrero Blanco, qui, en occupant en 1941 le sous-secrétariat à la Présidence était devenu le conseiller direct de Franco,,, et qui affirma dans un rapport rédigé à l’intention du Caudillo après l’attaque japonaise contre Pearl Harbor le 9 décembre 1941 :

« Le front soviético-anglo-saxon, qui est parvenu à se mettre en place par une action personnelle de Roosevelt, au service des Loges et des Juifs, est réellement le front du Pouvoir judaïque, où hisse ses bannières tout le complexe des démocraties, de la franc-maçonnerie, du libéralisme, de la ploutocratie et du communisme, qui ont été les armes classiques auxquelles le judaïsme a eu recours pour provoquer une situation de catastrophe, qui pourrait déboucher sur le renversement de la Civilisation chrétienne. »

De façon générale, la presse espagnole, s’associant à ladite campagne, appuya la politique antisémite mise en œuvre en Europe et n’épargna pas les Juifs, les proclamant responsables tout à la fois de l’invention du communisme, du déclenchement de la guerre et du marché noir, et pressant la population d’engager une nouvelle « croisade ». Journaux et revues catholiques n’étaient pas en reste, même si quelques évêques critiquèrent le racisme anti-chrétien nazi, cependant sans jamais condamner l’antisémitisme, à telle enseigne que (comme le relève Álvarez Chillida) dans tel texte dénonçant le racisme, le judaïsme était fustigé concomitamment. La seule différence entre la presse catholique et celle phalangiste réside (selon Álvarez Chillida) en ceci que « pendant que les revues et journaux catholiques [dans leurs attaques contre les Juifs] insistaient sur les raisons religieuses (déicide, antichristianisme), les organes du parti [FET y de las JONS] étaient pour leur part beaucoup plus influencés par la propagande allemande, et l’antisémitisme de leurs journaux était d’une âpreté très supérieure, avec en tête l’inévitable González-Ruano. Le 13 décembre 1939, celui-ci requérait l’expulsion d’Europe de tous les Juifs et s’en prenait à toute forme de philoséfaradisme : “Démasquez [...], appelez imbécile ce type qui parle de l’apport [...] des Juifs à la culture espagnole” ».
Par ailleurs, le Boletín de Información Antimarxista (BIA), qui avait commencé à être édité secrètement vers la fin de la Guerre civile par la Direction générale de sécurité, se mit à s’occuper aussi du « judaïsme international » à partir de l’envoi de la Division Bleue vers le front russe en juillet 1941. Dans les articles consacrés à ce thème, qui comme tous ceux du Boletín ne portaient pas de signature — mais selon toute probabilité, ils étaient écrits par les policiers Mauricio Carlavilla et son ami Eduardo Comín Colomer —, on évoquait l’existence du Kahal, ou « Super-Gouvernement secret » juif, en s’appuyant sur le Discours du rabbin contenu dans le chapitre intitulé Dans le cimetière juif de Prague du roman antisémite Biarritz de Hermann Goedsche, et des Protocoles des Sages de Sion, écrits auxquels une pleine crédibilité était accordée.
Le discours antisémite faisait son apparition également dans les manuels scolaires. P. ex., le livre Símbolos de España (1939), édité par la maison d’édition catholique Magisterio Español, assenait : « Nous voulons une Espagne maîtresse de ses destinées [...], qui ne soit pas asservie aux États capitalistes judaïques ». Dans España es mi madre (littér. l’Espagne est ma mère, de 1939), du jésuite Enrique Herrera Oria, une description détaillée était donnée du martyr du Saint Enfant de La Guardia, tandis que dans Yo soy español (littér. Moi je suis Espagnol, 1943), de Serrano de Haro, le martyre de saint Dominguito de Val était exposé à grand renfort d’illustrations suggestives ; dans ce livre de lectures scolaires, qui en 1962 en était déjà à sa 24e édition, il était expliqué aux enfants que « les Juifs haïssaient les Chrétiens et s’enrageaient de voir les enfants aimer la Sainte Vierge et le Seigneur. C’est pourquoi ils tuèrent saint Dominguito del Val ». En 1939, le programme officiel en histoire obligeait à « expliquer » comment la République avait « livré l’Espagne » (entregado España) à la « conspiration maçonnico-judaïque internationale, à l’internationale socialiste et au Komintern ».

#### Mesures antijuives
Concernant la politique appliquée aux Juifs, il y a lieu de noter que les lois répressives promulguées par Franco à la fin de la Guerre civile ou aussitôt après ne font pas référence expresse aux Hébreux, mais à la franc-maçonnerie et au communisme, en particulier dans la Loi de répression de la franc-maçonnerie et du communisme adoptée en mars 1940, laquelle était en réalité dirigée contre tous ceux qui avaient fait allégeance à la République ; cette omission s’explique par la circonstance que l’Espagne était encore un pays sans Juifs et par l’absence de nécessité d’édicter des « lois spéciales contre les Juifs », vu que « l’unité catholique » avait été restaurée, ce qui, selon Álvarez Chillida, sous-entendait que « l’édit d’expulsion [de 1492] était considéré comme étant implicitement en vigueur ». Par le moyen de cette loi, il s'agissait à présent pour l’État espagnol de fixer la nature idéologique de ses ennemis (et non plus de simplement châtier les vaincus de la Guerre civile), de les définir en termes politiques, c’est-à-dire de leur appliquer une catégorisation ontologique à caractère universel. Ses ennemis seront donc dorénavant la franc-maçonnerie, le communisme, et le judaïsme, encore que ce dernier n’apparaisse pas expressément, mais par le biais de circonlocutions — telles que « Forces internationales de nature clandestine », ou « les multiples organisations subversives en majorité assimilées et unifiées par le communisme » — qu’imposaient la rhétorique du moment et la circonspection que le régime s’appliquait à observer en la matière. Le législateur semble se faire l’écho du discours propagandiste des Protocoles des sages de Sion et mettre en avant (comme il le fera dans les années postérieures) l’idée d’une conspiration mondiale de forces occultes composées de Juifs se proposant de subvertir l’ordre établi et désignées génériquement par « judaïsme international ». La loi participe de l’idée que le communisme est le catalyseur de toutes les idées dissolvantes propres à déstabiliser les États occidentaux, mais postule en même temps que derrière le bolchevisme se trouvent d’autres ressorts occultes qui, sous les formes de l’anarchisme ou du syndicalisme, procèdent clairement du judaïsme international ; il apparaît que, quoique le communisme et la franc-maçonnerie soient seuls nommés explicitement, l’idée implicite s’y logeait que c’est le judaïsme international qui se dissimulait derrière ces deux mouvements. Si la loi est redevable aux thèses des Protocoles, elle l'est aussi, accessoirement, à celles du livre d’Henry Ford, pour ce qui est l’une des obsessions de l’antisémitisme mondial, à savoir le contrôle de la presse et de l’ensemble des moyens de propagande par le judaïsme international. Ford p. ex. cite dans son ouvrage nombre de passages des Protocoles où sont dévoilés les projets juifs visant à piloter la presse du monde entier comme outil indispensable pour propager leurs idées « dissolvantes ». Toutefois, des lois de discrimination raciale qui, à l’instar de celles de Nuremberg de 1935, étaient en vigueur dans beaucoup de pays d’Europe, ne furent jamais adoptées en Espagne. Si certaines dispositions légales, principalement celles instituant les normes ecclésiastiques, eurent pour effet pratique de rendre impossible le culte des religions autres que la catholique, jamais pourtant les Juifs n’étaient mentionnés expressément, ni n’étaient poursuivis pour le seul fait de l’être.
Cependant, le 22 mars 1940, les rites hébraïques (circoncisions, mariages et obsèques) furent interdits, et en octobre de la même année, toutes les institutions juives dissoutes par décret. Après que tout culte autre que le culte catholique eut été officiellement interdit, l’Afrique du Nord faisant exception, les synagogues de Séville, Barcelone et Madrid restèrent désormais fermées. En 1940, il fut décrété que pour pouvoir faire enregistrer un nouveau-né à l’État civil, il fallait qu’il ait été préalablement baptisé, et obligation était faite à tous les enfants d’apprendre le catéchisme catholique. Par suite de toutes ces mesures, la plupart des rares Juifs qu’il y avait encore dans la péninsule Ibérique — vingt-cinq familles à Madrid, cinq cents personnes à Barcelone — se voyaient contraints de se convertir. Redoutant une possible invasion nazie de l’Espagne, d’autres Juifs quittèrent la Péninsule pour Tanger ou pour la zone espagnole du Maroc,,. 
Il n’y eut pas en Espagne d’incidents antisémites de grande ampleur, hormis les attaques contre les magasins SEPU de Madrid en 1940, principale action violente explicitement dirigée contre des intérêts juifs, perpétrée à l’exemple de celles pratiquées en Allemagne depuis l’arrivée au pouvoir de Hitler, et lors desquelles les vitrines de cette chaîne de grandes surfaces furent brisées à plusieurs reprises au long de cette année. Francisco Bravo rendit compte de cet événement dans son Historia de Falange Española de las JONS, publié par la maison d’édition Editora Nacional en 1940, en ces termes, : 

« Le 16 [mars], une centaine de gamins fit une razzia dans les magasins du SEPU de Madrid, établissement juif qui, en plus de ruiner le petit commerce par ses manœuvres, exploitait ses employés, presque tous affiliés aux syndicats nationaux-syndicalistes. »

Dans le deuxième numéro de Arriba, on se plaignait de l’« admirable zèle avec lequel est défendu le capitalisme juif de SEPU » et on s’en prit sur plusieurs numéros non seulement aux propriétaires du commerce en question, mais aussi au gouvernement, et en particulier à Manuel Azaña, « qui aida à la pénétration du capitalisme juif qui aujourd’hui est en train de porter des coups terribles au petit commerce ». Au mois d’avril de la même année, l’hebdomadaire étendit sa campagne à d’autres entreprises qu’il regardait comme étant à capital juif ou « international ». Dans un article intitulé Invasión financiera, il était expliqué qu’il ne s’agissait pas de cas isolés, mais que « nous sommes face à une offensive en règle », devant laquelle il vaut mieux, dit le rédacteur, être « prévenu ».
D’autre part, des mesures policières de contrôle des Juifs furent adoptées. Une circulaire du 5 mai 1941 de la Direction générale de sécurité (DGS) donna ordre à tous les gouverneurs civils d’établir pour chaque Juif résidant dans sa province, qu’il soit ressortissant espagnol ou étranger, une fiche signalétique sur laquelle devait être consignée également son allégeance politique, ses moyens d’existence et son « degré de dangerosité » (grado de peligrosidad). Il était demandé de porter une attention particulière aux Séfarades qui « de par leur adaptation à l’environnement et leur tempérament proche du nôtre, ont de plus grandes possibilités de dissimuler leur origine et même de passer inaperçus sans que l’on ait la moindre possibilité de limiter la portée de leurs manigances perturbatrices [manejos perturbadores] »,,,. De la sorte furent constituées les Archives juives (Archivo Judaico), dont les initiales AJ figuraient sur les dossiers administratifs ou judiciaires. L’un d’eux énonçait, après constatation que la personne concernée n’avait aucune filiation politique connue, qu’« on lui présumait la dangerosité propre à la race juive (séfarade) ». En outre, les pièces d’identité ou les permis de séjour portaient à l’encre rouge la mention « Juif ». L’existence de ce fichier, révélée seulement en 1997 par Jacobo Israel Garzón, alors président de la Communauté israélite de Madrid, à partir d’une recherche réalisée à l’Archivo Histórico Nacional, fut justifiée dans cette même circulaire par la nécessité d’identifier avec précision les lieux et les individus susceptibles à quelque moment de s’opposer aux normes du nouvel État,.
L'historien Bernd Rother, qui ne conteste pas l’existence de ce fichier, tient cependant que celui-ci « n’eut aucune répercussion pratique ; nous ne savons même pas si l’initiative émana du gouvernement ou des autorités policières, ni dans quelle mesure les gouverneurs civils suivirent les directives ». Entre-temps, « les archives juives ont en tant que telles disparu », et nous ignorons par conséquent si l’ordre de la DGS, édicté à un moment où l’entrée en guerre de l’Espagne était encore envisageable, fut exécuté dans toutes les provinces espagnoles, ni avec quelle ponctualité et efficacité, ni sur combien d’années, bien qu’Israel Garzón affirme avoir détecté des références policières à ce fichier au moins jusqu’en 1957. De plus, Rother affirme, sur la foi d’un article de Juan Velarde, que la Phalange avait nombre d’affiliés parmi les Chuetas de Majorque (descendants de Juifs convers, proscrits jusqu’au XIXe siècle), en concordance avec leur statut socio-économique de petits et moyens commerçants. Les Chuecas ne faisaient pas de réserves vis-à-vis de la Phalange, et pas davantage le Parti n’en faisait vis-à-vis de cette sous-population juive alors objet de discrimination,,. Un autre auteur en revanche, Jorge M. Reverte, affirme que le fichier juif fut mené à bien par les gouverneurs civils, puis transmis aux autorités allemandes. Un département de Judaïsme, annexe au département de Franc-maçonnerie, fut créé et placé sous la direction du policier Eduardo Comín Colomer, et tous deux prirent place au sein de la quatrième section, Antimarxismo, de la Direction générale de sécurité, que dirigeait José Finat y Escrivá de Romaní. Celui-ci appartenait à la droite catholique fascisante, avait occupé auparavant le poste de délégué national du Service d’information et d’investigation du parti unique FET y de las JONS, et était fort proche du ministre de l’Intérieur (ministro de la Gobernación), Serrano Súñer. En marge de cette structure fut mise sur pied une Brigade spéciale, à la tête de laquelle Finat nomma l’antisémite rabique Mauricio Carlavilla. La mission principale de ladite brigade était de contrôler les Juifs résidant en Espagne, afin d’honorer ainsi la demande expresse de Heinrich Himmler, chef de la SS et des services de sécurité du Troisième Reich, lequel s’était entretenu avec Finat à Berlin, puis, en 1940, avec Franco et Serrano Suñer lorsqu’il était venu visiter l’Espagne. En contrepartie, les nazis s’étaient engagés à remettre à Franco tous les exilés républicains qu’ils captureraient, promesse qui fut tenue. La Brigade spéciale reçut la charge des Archives juives, qui, gardées dans un secret absolu, répertoriaient l’ensemble des Juifs séjournant en Espagne, et qu’alimentaient les rapports envoyés par les gouverneurs civils sur « les activités à caractère juif » qui avaient lieu dans leur province. Selon José Luis Rodríguez Jiménez, « la collaboration ne fut pas effective dans tous les cas requis par les Allemands, mais il est établi que quelques personnes furent livrées aux autorités de Berlin ». Après le tournant de la Seconde Guerre mondiale, cette collaboration fut interrompue.
Si quelques Juifs furent incarcérés et maltraités, c’était en raison de leur allégeance républicaine ou maçonnique, comme ce fut le cas de José Bleiberg, qui se suicida avant d’être détenu, alors que ses deux fils, Alberto Bleiberg et Germán Bleiberg, passeront quatre ans en prison, ou du président de la communauté juive de Barcelone, enfermé dans un camp de concentration pour avoir été franc-maçon. D’autres également furent inquiétés en raison de leurs liens avec des Juifs, comme il arriva au poète Jorge Guillén, marié à une Juive, ou à l’écrivain philoséfarade Rafael Cansinos Assens, dans le dossier de qui se trouvait consigné qu’il « est Juif, ayant écrit plusieurs livres et brochures en défense du judaïsme. Il est lié d’amitié avec l’aventurier José Estrugo, directeur du Secours rouge international », ce qui motiva la réponse négative à sa requête d’obtention de la carte de journaliste, indispensable à l’exercice de la profession. Les Chuetas de Majorque, s’il n’y eut certes aucune action officielle à leur encontre, firent en revanche l’objet de menaces anonymes, l’une d’elles leur lançant : « La Phalange saura expulser l’engeance juive » (La Falange sabrá expulsar a la ralea judía).
Dans le même temps que se déployait cette politique antisémite, le régime franquiste persistait dans le philoséfaradisme de droite amorcé sous la dictature primorivériste. Ainsi, le CSIC créa-t-il en 1941 l’École d’études hébraïques, sous l’égide de laquelle était éditée la revue scientifique Sefarad, qui publiait les contributions des grands hébraïstes Millás Vallicrosa et Cantera Burgos, en prenant toujours bien soin de distinguer les Séfarades d’avec les Ashkénazes,. Ladite revue, dont paraissaient deux copieux numéros chaque année, se donnait pour tâche de recueillir les témoignages de l’important héritage culturel laissé par les Juifs en Espagne jusqu’à leur expulsion en 1492, et plus tard par les communautés en Europe et en Afrique du Nord où ils avaient fini par se fixer. L’école faisait partie de l’institut Benito Arias Montano, et ce n’est qu’à partir de 1944 que les études arabes furent séparées des études hébraïques. Dans le premier numéro de la publication, on pouvait lire : 

« Ce n’est pas en Espagne que le judaïsme revêtit le caractère matérialiste manifesté par telle ou telle fraction de ses communautés. C’était dans la Provence, préalablement dissolue et infestée par les Albigeois, dans l’Italie averroïste et paganisante de la Renaissance ; ce fut finalement dans les marais bataves, gelés sous le vent glacé du rationalisme, que commença cette calamité. »

Ainsi ressurgit le distinguo dont se servira le régime pour alléguer un prétendu philosémitisme envers les Séfarades, tout en continuant, en accord avec les souhaits de son alliée nationale-socialiste, à prêcher l’antisémitisme, encore que limité aux Juifs d’Europe centrale et surtout de Russie, d’où ils étaient réputés œuvrer à propager le communisme.
Dans l’hebdomadaire Mundo, organe officieux du ministère des Affaires étrangères, on pouvait lire notamment que « les Juifs séfarades sont parvenus à se libérer complètement des préjugés de race et des conditions psychologiques de leurs frères et sœurs » et qu’ils ont cessé de « servir les buts du judaïsme universel ». Aussi le culte judaïque fut-il toléré à Ceuta, Melilla et au Maroc (ainsi qu’à Tanger, occupée par l’Espagne le 14 juin 1940), où les synagogues demeurèrent ouvertes et ou les Juifs pouvaient vaquer à leurs activités habituelles, encore qu’ils eussent à faire quelque « don » en faveur de la Division Bleue.

#### Le régime de Franco et l’Holocauste

##### Attitude générale des autorités franquistes vis-à-vis des Juifs persécutés
Dans les premières années de la Seconde Guerre mondiale, le régime franquiste s’appliqua à aligner ses positions sur celles des puissances de l’Axe, raison pour laquelle notamment le général Franco dépêcha en juin 1941 la Division Bleue en renfort de l’invasion allemande de l’Union soviétique. De même, l’Église catholique espagnole, pourtant réticente envers le nazisme après l’invasion par Hitler de la catholique Pologne, cessa de critiquer les théories nazies sur la supériorité raciale, pendant que la presse — celle sous la domination de l’Église et celle phalangiste — approuvait à présent la persécution des Juifs dans l’Europe occupée, n’hésitant pas à établir une analogie avec la politique antijuive des Rois catholiques. Dans le numéro du 20 juin 1943 d’Ecclesia, organe de l’Action catholique, on pouvait lire : « l’Espagne a résolu le problème juif, en devançant de plusieurs siècles et avec perspicacité les mesures prophylactiques [sic] qu’ont prises aujourd’hui tant de nations pour se délivrer de l’élément judaïque, si souvent ferment de décomposition nationale ».
Une mesure prise en décembre 1924 pendant la dictature primorivériste sous l’influence du courant philoséfarade avait permis aux Juifs de lointaine origine hispanique d’acquérir entre 1924 et 1930 la nationalité espagnole. Le nombre de ceux ayant pu bénéficier de cette offre étant assez faible, il y avait dans l’ensemble fort peu de ressortissants juifs espagnols dont la vie et la sécurité dépendaient de la bienveillance du gouvernement espagnol. Dans les Balkans, leur nombre peut avoir atteint le millier (640 en Grèce, 100 en Roumanie, environ 130 en Bulgarie, moins de 50 en Hongrie et environ 25 en Yougoslavie) ; en France, il y en avait quelque 3 000, pour la plupart immigrés dans ce pays au départ des Balkans, dont 2 000 dans la zone occupée et 1 000 dans la zone libre. En outre, quelques Juifs en Allemagne, en Belgique et en Hollande détenaient un passeport espagnol et des documents espagnols, mais leur effectif ne dépassait pas quelques douzaines. Il y avait enfin un nombre indéterminé, mais très certainement peu élevé, de ressortissants espagnols juifs au Maroc français. Le nombre total des Juifs sous protection espagnole ne dépassait donc guère les quatre milliers,,. La seule tentative, faite dans les premières années de la guerre, de rehausser ce nombre fut repoussée par Madrid avant même que les autorités françaises et allemandes aient eu l’occasion de se pencher sur la question.
Pendant la guerre, les autorités franquistes faisaient un distinguo d’une part entre Séfarades ordinaires et ressortissants espagnols, le statut de « protégé » n’étant octroyé qu’à une petite minorité de Judéo-Espagnols, et d’autre part entre les sympathisants de la cause franquiste et les autres, les desafectos. La sollicitude du régime allait aux Juifs séfarades résidant en Europe et en possession d’un passeport espagnol, quand même ils n’aient pas tous été détenteurs de la pleine nationalité. Cependant, l’attitude de l’Espagne franquiste face aux mesures vexatoires et d’expropriation prises dans les zones occupées par l’Allemagne apparaît ambiguë : d’une part, elle faisait remarquer aux autorités d’occupation qu’il n’existait pas en Espagne de législation discriminatoire selon la race ou la religion, et exigeait en conséquence que les accords bilatéraux relatifs à la sécurité des personnes et des biens soient appliqués à leurs ressortissants juifs, mais d’autre part, elle disposa que ces mêmes ressortissants ne devaient pas être soustraits à la législation antijuive locale, sauf si la souveraineté espagnole s’en trouvait affectée ; ainsi p. ex., le ministère des Affaires étrangères communiqua aux consuls détachés en France de ne pas s’opposer à ce que les lois antisémites adoptées par le régime de Vichy et par les nazis dans la France occupée soient appliquées aussi aux Séfarades, encore que les consuls soient néanmoins intervenus, avec un succès inégal, quand des Juifs dotés d’un passeport espagnol étaient mis en détention ; quelques-uns parmi ceux-ci réussirent à se rapatrier en Espagne,. En outre, le gouvernement de Franco ne consentait à protéger ses ressortissants juifs à l’étranger que dans la mesure où cela ne supposait pas un séjour permanent dans la Péninsule, et les passeports et visas autorisant un établissement à demeure en Espagne ont été délivrés avec la plus grande parcimonie,.
Quant aux réfugiés juifs, assez peu nombreux, arrivés illégalement dans le pays ou ne remplissant pas les conditions de transit, ils furent pour la plupart durement traités, et notamment internés jusqu’à clarification de leur situation et jusqu’à ce que se présente la possibilité de les évacuer vers un pays tiers, à défaut de quoi, et par l’effet combiné de la pression allemande et de la médiocre coordination d’une administration espagnole souvent dominée par des phalangistes, ils furent dans quelques rares cas refoulés vers la France, voire déportés vers l’Allemagne, en particulier lorsqu’ils avaient été interceptés près de la frontière. L’historien Haim Avni décrit un cas survenu en 1941 d’une décision arbitraire de reconduite à la frontière française d’un couple de réfugiés, qui fut ainsi livré aux Allemands. Mais le cas le plus retentissant est celui du philosophe juif allemand Walter Benjamin, qui, devant la perspective de devoir rebrousser chemin, choisit en septembre 1940 de se donner la mort sur le passage frontalier de Cerbère/Portbou. En tout état de cause, les autorités franquistes faisaient tout pour que les réfugiés juifs quittent le sol espagnol le plus tôt possible,,. 

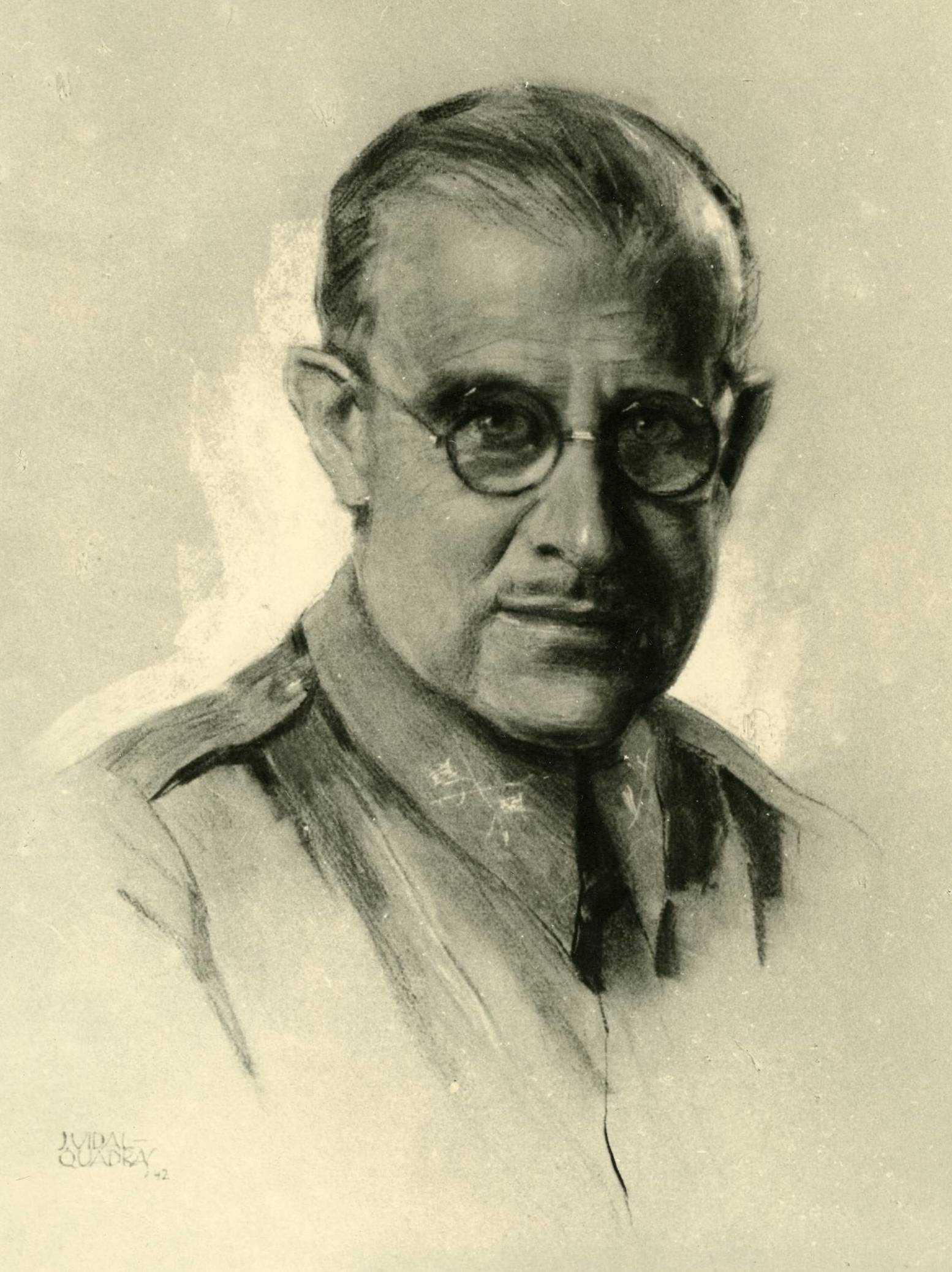
Jordana, ministre des Affaires étrangères à partir de septembre 1942, favorable aux Alliés, se montra moins réticent que son prédécesseur Serrano Suner à autoriser ses représentants diplomatiques dans les zones occupées à délivrer des passeports aux Juifs persécutés.

Après la nomination à la tête du ministère des Affaires étrangères début septembre 1942 du général Gómez-Jordana, réputé favorable aux Alliés, l’attitude à l’égard des Séfarades fut réexaminée. Le titulaire de la Direction de la politique européenne, Pelayo García Olay, proposa de prendre une série de mesures, dont un recensement des ressortissants espagnols présents dans chaque pays, et un examen, au cas par cas, du fondement juridique de la nationalité, et de prendre sur cette base une décision propre à ce que « les desseins qui inspirèrent le Décret royal du 20 décembre 1924 ne restent pas sans effet ». Les consuls seraient donc tenus de continuer à défendre les ressortissants juifs à l’étranger et à améliorer leur condition chaque fois que possible, mais en même temps, il était préconisé de vérifier désormais, pour chaque cas particulier, le fondement juridique sur lequel reposait le bénéfice de la nationalité espagnole, consigne sous l’effet de laquelle les autorités espagnoles furent amenées à retrancher du contingent déjà réduit des Séfarades recensés comme protégés espagnols à l’étranger tous ceux qui n’étaient pas en possession de tous les documents en règle. Ainsi p. ex., si 3 000 personnes environ étaient en 1942 officiellement enregistrées dans les consulats de France, en avril 1943, elles n’étaient plus que quelque 500 à pouvoir jouir de la protection espagnole,,. Les représentants espagnols auraient à informer Madrid des attaques contre les protégés juifs et à agir dans leur intérêt dans la mesure du possible, mais, une fois encore, sans aller jusqu’à interférer dans l’application des lois générales en vigueur dans les pays respectifs contre les citoyens juifs. Il est probable que le rapport de García Olay ne servit que de faux-semblant et de justificatif à la passivité espagnole, au motif aussi qu’aux termes du décret de 1924, la nationalité acquise avant cette date ou après 1930 n’était pas valide. L’application stricte des conditions de nationalité, l’exigence de documents complets et parfaitement en règle, écartait ces Séfarades de la citoyenneté espagnole et les transformait en ressortissants grecs, hongrois etc., ou pire, en apatrides, ce qui équivalait à les remettre aux mains des Allemands.
Le problème s’exacerba en janvier 1943, lorsque l’Allemagne adressa un ultimatum aux puissances neutres, dont l’Espagne, les sommant de rapatrier de France les Juifs détenteurs d’un passeport espagnol avant le 31 mars, sous peine de les voir expédiés vers l’est, où ils seraient contraints de rester jusqu’à la fin de la guerre, c’est-à-dire en réalité pour y être exterminés dans des camps en Pologne. Le 22 février, l’Allemagne annonça que la même mesure s’appliquait aussi à la Pologne, aux pays baltes et à l’Europe orientale, et le 30 avril, également à la Grèce. N’étaient concernés que les Juifs ayant acquis avant cette date la citoyenneté d’un pays neutre, les autres ne pouvant se soustraire aux mesures prises par le Reich à l’encontre des autres Juifs. Le 18 mars, Jordana adressa à l’ambassadeur Bernardo Rolland un câble lui communiquant qu’« un visa d’entrée en Espagne sera accordé aux Séfarades espagnols moyennant qu’ils justifient, pour eux-mêmes et pour chaque membre de leur famille les accompagnant, de leur nationalité (non de leur statut de protégé) par des documents complets et satisfaisants, et qu’ils démontrent remplir les exigences d’inscription dans le Registre national, ainsi que dans le Registre de mariage si l’épouse les accompagne, et de naissance des enfants, si ceux-ci les accompagnent » ; étaient ainsi explicitement exclus d’un rapatriement en Espagne tous ceux ne répondant pas à ces exigences. De plus, ce que les Allemands désignaient par « rapatriement » ne serait autre pour les ressortissants juifs qu’un simple transit par l’Espagne, à l’égal des autres réfugiés, ainsi qu’en témoigne le courrier, daté du 28 décembre 1943, de Jordana à son confrère Carlos Asensio, ministre des Armées, d’où ressort le même principe de base de ne permettre en aucune façon aux Séfarades de demeurer en Espagne. Le 22 mars 1943, le gouvernement espagnol sollicita un délai dans le rapatriement pour pouvoir se préparer (et obtenir le soutien financier de l'organisation humanitaire juive américaine JDC), à quoi les Allemands accédèrent en concédant un report jusqu’à la fin mai 1943. Pendant que l’Espagne différait sans cesse le rapatriement de ses ressortissants, le ministre allemand des Affaires étrangères faisait montre de flexibilité et de patience, accordant des sursis à répétition, et ce jusqu’en 1944. Cette souplesse s’explique sans doute par l’importance accrue que l’Espagne avait prise pour l’Allemagne entre 1943-1944.
À la différence de la Suisse, de la Suède ou du Portugal, le gouvernement espagnol ne s’empressa pas de recueillir ses ressortissants juifs ; ce n’est qu’après avoir soupesé les différentes possibilités, y compris celle de la déportation, que le général Franco lui-même résolut enfin de les faire rapatrier, mais sans donc qu’ils puissent d’aucune façon rester en Espagne, ce qui présupposait de considérer comme étant toujours en vigueur le décret d’expulsion des Juifs de 1492. Au surplus, le gouvernement espagnol donna avis au gouvernement allemand qu’il n’accepterait d’accueillir que de petits groupes, l’un après l’autre, un groupe n’étant autorisé à entrer en Espagne qu’après que le précédent eût quitté le pays, ce au motif que l’Espagne ne pouvait affronter « le très grave problème [gravísimo problema] » de les avoir à demeure en Espagne. La politique de transit adoptée par le gouvernement de Franco supposait donc que les Juifs accueillis sur le sol espagnol puissent repartir sans délai vers une destination définitive. Cette position inflexible, qui fut maintenue jusqu’au bout par l’Espagne, se heurta cependant aux difficultés à trouver des pays prêts à héberger des milliers de personnes déplacées. De plus, Madrid ne donnait de façon générale aucune suite aux diverses requêtes de rapatriement collectives émanant de Séfarades de France, de Grèce et d’autres pays balkaniques ; ce n’était qu’à titre individuel qu’un certain nombre de personnes avaient quelque chance d’obtenir un passeport pour gagner l’Espagne.
Il est à souligner que le gouvernement espagnol était d’ores et déjà dûment informé du sort qui attendait les Juifs déportés vers l’est. En effet, les premiers renseignements qui parvinrent au gouvernement franquiste et à Franco lui-même à ce sujet provenaient d’un rapport élaboré en décembre 1941 par un groupe de médecins qui avaient visité l’Autriche et la Pologne, rapport dans lequel étaient évoquées l’extermination des « déments » et la réclusion des Juifs dans des ghettos où ils périssaient de faim et de maladie. Ces informations étaient corroborées par les dépêches envoyées en 1942 par la Division Bleue, lesquelles faisaient état aussi de massacres de Russes et de Polonais. La zone de l’Union soviétique où la Division Bleue avait été affectée était aussi celle où opérait l’Einsatzgruppe A ; celle-ci, commandée par le général de la SS Franz Walter Stahlecker, accompagnait les troupes allemandes du Nord et était la plus nombreuse de toutes, avec un effectif total de 990 personnes, dont un tiers étaient membres de la Waffen-SS. À la date du 15 octobre 1941, ces hommes avaient assassiné 125 000 Juifs et 5 000 personnes non juives, et l’extermination était déjà accomplie lorsque les combattants espagnols arrivèrent à la fin de l’été 1941 dans la zone à eux assignée. Le commandement allemand eut soin de mettre aux mains des volontaires espagnols des fascicules d’instructions sur la façon de se comporter face à un ennemi qui pour eux avait été jusque-là plus imaginaire que réel : l’un des manuels fournis aux Espagnols, intitulé Conduite à tenir avec les Juifs, indiquait que la troupe eut à agir « sans aucune considération contre les Juifs » et expliquait que les Juifs étaient les « principaux soutiens » du communisme, en raison de quoi il fallait éviter toute collaboration avec eux,,.
À la fin de la même année 1942, ce fut au tour des gouvernements alliés de dénoncer l’« extermination » des Juifs. En juillet 1943, les autorités de Madrid furent explicitement informées par l’ambassade d’Espagne à Berlin que les Juifs étaient envoyés dans des camps en Pologne pour y être assassinés : dans un alinéa d’un rapport de l’ambassadeur à Berlin, Ginés Vidal, il est fait allusion à l’activité exterminatrice du camp de Treblinka :

« La liquidation en masse de Juifs se poursuit, non seulement de ceux qui vivent encore sur les trois millions et demi qui résidaient en Pologne, mais aussi de ceux amenés d’Autriche, de Tchécoslovaquie, de Belgique, de Hollande, de Norvège, de France et de Yougoslavie ; un endroit, inconnu jusqu’ici, nommé Tremblinka [sic], a acquis la lugubre réputation d’être celui choisi pour ces tueries terribles. »

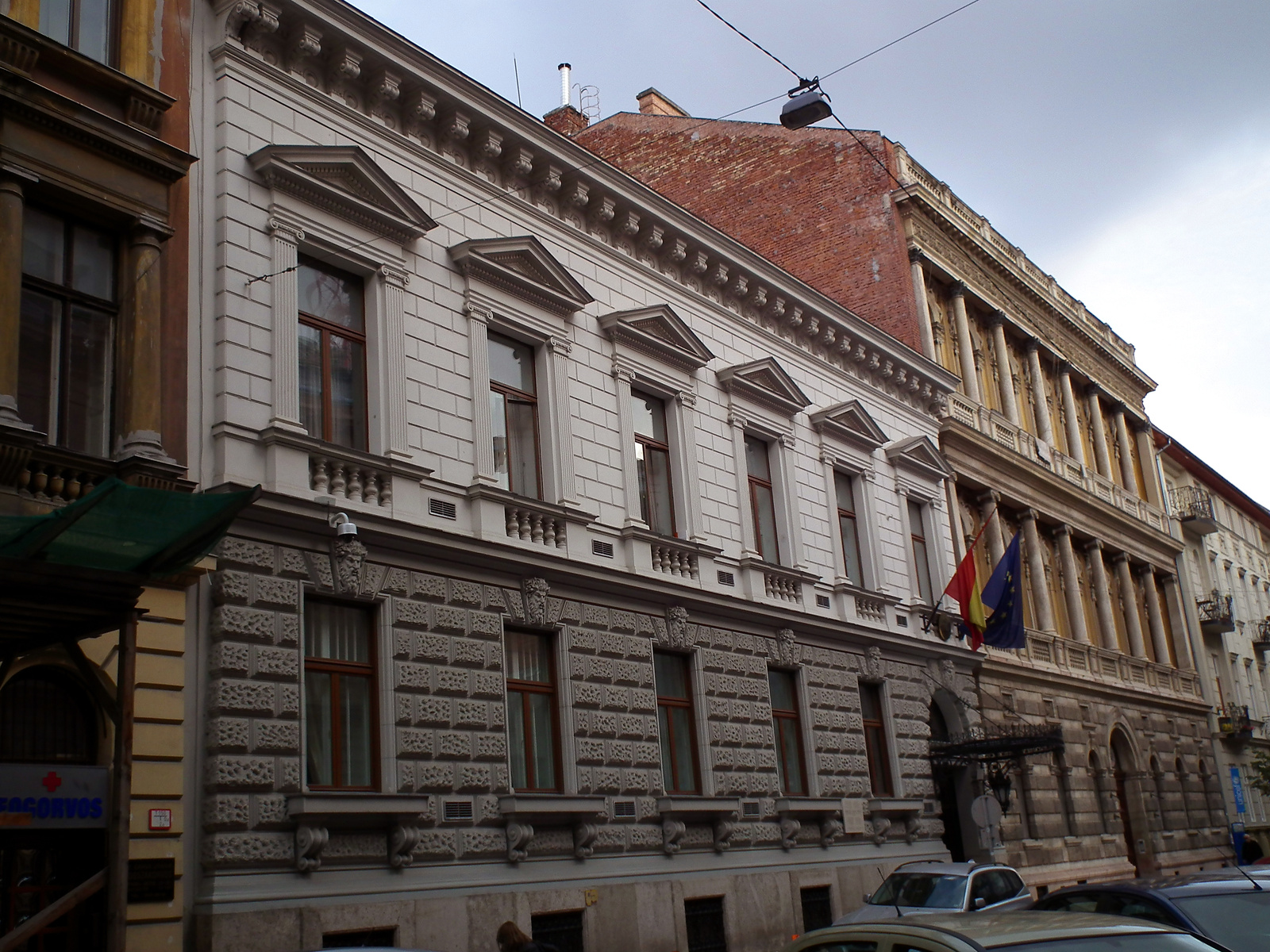
Ambassade d’Espagne à Budapest, où Ángel Sanz Briz était en poste pendant la Seconde Guerre mondiale.

Un an après, Ángel Sanz Briz, diplomate en poste à Budapest, informa son gouvernement de façon détaillée sur les rumeurs qui circulaient à propos d’Auschwitz. Sanz Briz fut par là probablement le premier diplomate à renseigner le gouvernement franquiste sur les massacres d’Auschwitz. Il revint à la charge le mois suivant, de façon plus circonstanciée encore, en faisant parvenir à Madrid le dénommé Rapport sur Auschwitz, présumément rédigé par deux prisonniers qui avaient réussi à s’en évader en avril 1944, et qui circulait dans différentes capitales européennes, et dont il écrivit la lettre d’accompagnement. Il incombait désormais au gouvernement de Franco de se mobiliser pour rapatrier ses ressortissants juifs à l’étranger ; pourtant l’enjeu essentiel pour les autorités espagnoles était alors derechef d'éviter « la création d’une colonie et d’un problème juif, dont [la patrie] est heureusement exempte ». Ce souci et l’embarras des responsables franquistes se font jour dans une note que José María Doussinague, directeur général de la Politique étrangère, rédigea en janvier 1943 à l’attention de son ministre de tutelle Jordana :

« Si l’Espagne abandonne les Séfarades et les fait tomber sous le coup des dispositions antisémites, nous courons le risque de voir s’aggraver l’hostilité qui existe à notre égard, en particulier en Amérique où on nous accusera [d’être des] bourreaux, de complicité d’assassinats, etc., comme cela s’est déjà passé à plusieurs reprises. […] On ne peut pas non plus accepter la solution consistant à les acheminer en Espagne où leur race, leur argent, leur anglophilie et leur franc-maçonnerie les convertiraient en agents de toutes sortes d’intrigues. »

À partir de l’été 1943, la prévisible victoire alliée incita le Caudillo, désormais aux abois, à un maximum de concessions aux Anglo-Américains. Dès après le débarquement allié en Afrique du Nord de novembre 1942, des facilités de passage sur le territoire espagnol furent accordées à diverses catégories de population en transit, dont des réfugiés du nazisme, des militaires alliés, et des combattants des Forces françaises libres.
Si le gouvernement espagnol avait communiqué l’ordre aux consuls d’Espagne en Allemagne et dans les pays occupés ou satellites de l’Axe de ne pas émettre de visas de transit aux Juifs qui en faisaient la demande, sauf s’ils pouvaient dûment justifier « de [leur] nationalité par une documentation complète satisfaisante » espagnole, la plupart des diplomates espagnols, dédaignant cet ordre, donnèrent satisfaction aux Juifs, en particulier aux Séfarades qui se présentaient dans les consulats alléguant de leur statut de protégé, alors qu’il n’était plus valide et que le délai d’obtention de la nationalité avait expiré le 31 décembre 1930. Les consuls savaient que les Séfarades, comme les autres Juifs, étaient en danger de mort s’ils tombaient aux mains de la police allemande. Face à cette situation dramatique, le corps diplomatique espagnol eut, dans toute l’Europe, un comportement exemplaire, faisant tout ce qui était en son pouvoir pour soulager le sort des Juifs, fussent-ils ou non Séfarades, de nationalité espagnole ou non. Les noms de ces diplomates qui firent spontanément, y compris même au rebours des instructions qu’ils avaient reçues de leur gouvernement, tout ce qui était à leur portée pour sauver des individus et des familles en danger de mort, méritent d’avoir une place dans l’Histoire. Ce sont, entre autres : Bernardo Rolland, consul général à Paris (1939-1943) ; Eduardo Gasset y Díez de Ulzurrun, consul et chargé d'affaires à Athènes et à Sofia (1941-1944) ; Sebastián Romero Radigales, consul général en Grèce (1943), nommé Juste parmi les nations par Israël en 2014 ; Julio Palencia Tubau, chargé d’affaires en Bulgarie ; Ángel Sanz Briz, chargé d’affaires en Hongrie, aux côtés de Giorgio Perlasca, Italo-espagnol se faisant passer pour consul, tous deux nommés Juste parmi les nations, en 1966 et 1989, respectivement ; Ginés Vidal y Saura, ambassadeur à Berlin (1942-1945), et son secrétaire Federico Oliván ; Alejandro Pons Bofill, vice-consul honoraire à Nice (1939-1944) ; en plus des nombreux autres fonctionnaires de rang plus modeste qui les aidèrent dans cette tâche humanitaire,.

##### L’Espagne comme lieu de refuge
Durant la Guerre civile, il était exclu que l’Espagne fasse figure de lieu de refuge pour les Juifs, état de fait qui persista pendant encore neuf mois après le début de la Seconde Guerre mondiale. Après la défaite française de juin 1940, le régime franquiste se montra d’abord généreux, délivrant, à travers ses représentants consulaires, des visas de transit à toute personne en possession d’un visa de transit ou d’émigration émis par le Portugal, mais au bout de quelques semaines, l’Espagne ferma la frontière des Pyrénées, pour se donner le temps de définir sa politique, en attendant que la situation en France se soit stabilisée,. L’Espagne autorisa ainsi, dans un premier temps, entre 20 000 et 35 000 Juifs, ainsi que des milliers d’autres réfugiés, à transiter par le territoire espagnol à destination d’autres pays, la plupart du temps via le Portugal. En septembre 1940, la frontière fut à nouveau ouverte, sur le point de passage de Cerbère/Portbou, mais cette fois sous un régime de quotas sur le nombre d’entrées quotidiennes, en plus d’autres restrictions, notamment l’obligation d’un visa de sortie français, qui deviendra le problème le plus difficile pour les réfugiés de la zone libre après que le régime de Vichy se fut solidement installé. Celui-ci en effet mit de nombreuses entraves à la concession de visas de sortie du territoire, et les autorités espagnoles, par loyauté, interdirent le passage à toute personne dépourvue de visa de sortie. À partir du 11 novembre 1940, les dispositions espagnoles de transit devinrent plus rigoureuses encore, et les autorités espagnoles avaient soin en particulier de ne pas laisser entrer des hommes en âge de service militaire, à moins de pouvoir produire un certificat d’inaptitude en règle. En aucun cas, il ne fut octroyé de visas collectifs, de sorte que p. ex. le permis de passage fut refusé à 3 000 judéoconvers qui avaient pourtant, sur les instances du Vatican, été admis à entrer au Brésil. Cette politique de visas excluait certaines catégories de personnes et imposait de pénibles procédures à d’autres, mais ne discriminait pas entre Juifs et non-Juifs, et il semble que nul n’ait été refoulé en raison de sa seule religion. Dans l’intervalle de temps où des permis étaient accordés — dans un premier temps sans limitation, ensuite avec restrictions —, des milliers de Juifs réussirent à passer en Espagne ouvertement et légalement, et furent ainsi sauvés,,. Selon Haim Avni, le nombre de ces Juifs ayant pu se sauver parce que l’Espagne ne leur avait pas refusé le transit ne dépasse pas les 7 500 ; Berndt Rother a cependant revu ce chiffre à la hausse, à un nombre qui se situerait entre 20 000 et 35 000 personnes. 
Début août 1942, le sauvetage légal de Juifs par le passage en Espagne prit fin, après que le gouvernement de Vichy eut édicté l’ordre d’annuler les visas de sortie pour les Juifs français et étrangers et se fut engagé à extrader vers l’Allemagne les Juifs étrangers. Pour contourner ces nouvelles restrictions, les Juifs eurent alors recours aux contrefaçons de documents, ou tentèrent de franchir la frontière pyrénéenne clandestinement, entreprise encore aisée en 1940. Dès lors, le nombre de personnes en situation illégale en Espagne s’accrut fortement. Ces personnes étaient mises en détention sur-le-champ, et ensuite leur sort dépendait du caprice de l’administration espagnole, souvent dominée par des phalangistes extrémistes sous influence allemande ; des cas ont été recensés où des illégaux furent reconduits à la frontière et remis aux Allemands, et des témoignages existent allant dans ce sens ; toutefois, l’incarcération en Espagne était loin d’entraîner automatiquement un refoulement,. S’il n’y eut certes pas de discriminations à l’encontre des Juifs apatrides, ceux-ci néanmoins souffraient davantage que les autres, car les autorités espagnoles interdirent jusqu’en 1942 aux organisations de bienfaisance juives d’opérer en Espagne.
Les illégaux étaient donc pour la plupart internés, les femmes dans des prisons provinciales et les hommes dans le camp de concentration de Miranda de Ebro, d’où ils étaient ensuite redirigés vers d’autres pays. Juifs, prisonniers de droit commun, réfugiés et militaires alliés capturés y souffraient des mêmes exécrables conditions de logement, de l’hygiène défaillante et d’une mauvaise alimentation. En règle générale, tous les réfugiés arrivés à la frontière espagnole étaient interpellés par des membres de la Garde civile et, une fois leur déclaration consignée et leurs données enregistrées, se voyaient infliger le même traitement dégradant, qu’ils fussent ou non Juifs. Ils étaient alors tondus, menottés par deux, triés par nationalité et enfermés dans des cellules à côté de prisonniers politiques et de délinquants, où ils recevaient une nourriture parcimonieuse. Des prisons locales, ils passaient habituellement aux prisons provinciales, puis, de là, la plupart de ceux qui n’étaient réclamés par aucun consulat — c’est-à-dire entre autres les apatrides, qui étaient Juifs en majorité — étaient transférés au camp de concentration de Miranda,.
Ledit camp, construit le 5 juillet 1937 sur ordre du gouvernement de Burgos (la dénommée Junte technique de l’État), avait une capacité d’accueil de 1 500 personnes, mais fin 1942, le nombre de ses internés dépassait déjà les 3 500. Cet état de surpopulation (et les conditions de vie dans le camp) allait s’aggraver encore avec le flux de réfugiés qui déferla sur l’Espagne à partir de 1943. S’il y eut certes quelques cas d’antisémitisme à l’intérieur du camp, provoqués par des réfugiés français, dont fut victime entre autres le jeune médecin Joseph Gabel, et même une algarade antijuive déclenchée par un officier français contre ses compatriotes juifs, le gouvernement franquiste n’en vint jamais à aménager ni prisons, ni centres de détention, ni camps de concentration réservés exclusivement aux Juifs ; les Juifs arrivés en Espagne par la frontière pyrénéenne étaient traités de la même manière que le reste des réfugiés,. Les organisations de bienfaisance juives n’étant pas autorisées à intervenir en Espagne, une assistance aux réfugiés dut se faire par des médiations discrètes ou encore à travers les Croix-Rouge américaine et portugaise,. À partir de 1942, sous couvert d’une succursale de la Croix-Rouge portugaise mise sur pied par le Portugais Sam Levy et dirigée ensuite par son compatriote Samuel Sequerra, le Joint Distribution Committee (JDC), organisation judéo-américaine, dont le gouvernement espagnol, pour accéder aux exigences des puissances alliées, avait toléré qu’elle s’établisse à Barcelone, assistait les nouveaux venus juifs dans la Péninsule, mais surtout s’efforçait, avec l’appui des ambassades de Grande-Bretagne et des États-Unis, d’organiser leur évacuation, via le Portugal, vers l’Afrique du Nord ou encore la Palestine,,. Le 18 juillet 1944, un groupe de 15 phalangistes armés, anciens combattants de la Division Bleue, prit d’assaut les locaux de la JDC, dont les activités étaient vues d’un mauvais œil par les éléments les plus exaltés du régime, et proféra des menaces à l’adresse de Sequerra,. Toutefois, il est à souligner que ce type d’actions n’eurent jamais lieu à l’instigation du gouvernement, mais constituaient des actions isolées de groupes incontrôlés.
À partir d’octobre 1942, à la suite de l’occupation de l’Afrique du Nord par les Alliés, et de l’occupation de la zone libre décidée par l’Allemagne dans la foulée, il y eut une recrudescence du flux de réfugiés civils, dont la majorité étaient juifs. Les ambassades de Grande-Bretagne et des États-Unis ne lésinèrent pas sur les moyens de persuader les autorités franquistes de ne pas refouler ces réfugiés, ce qui eut pour effet que Madrid s’abstint, ici encore, de prendre des mesures discriminatoires contre les Juifs. De novembre 1942 jusqu’à la libération de la France, l’Espagne accorda l’asile à tous les Juifs arrivés dans le pays illégalement. Leur nombre fut seulement déterminé par les obstacles naturels (les Pyrénées) et par les patrouilles frontalières allemandes. La lenteur avec laquelle les réfugiés étaient ensuite évacués hors d’Espagne ne leur fut pas dommageable, mais le fut à l’inverse aux ressortissants juifs espagnols résidant à l’étranger et en attente de rapatriement.
Les Alliés pour leur part accordaient la priorité au sauvetage de leur personnel militaire ; l’ambassadeur des États-Unis en Espagne Carlton Hayes considérait son assistance aux soldats alliés comme l’une des missions les plus importantes de son ambassade, très au-dessus de ses activités de secours aux réfugiés civils, estimant même, selon ce que rapporte Joseph Schwartz, directeur du JDC, que tout effort pour extraire des réfugiés juifs de France à travers l’Espagne était susceptible de gêner ses efforts à faire libérer les prisonniers de guerre américains,. 
Le 25 mars 1943, le ministère espagnol des Affaires étrangères annonça la fermeture des frontières aux réfugiés sans documents légaux, que la police des frontières des provinces de Catalogne et de Navarre s’appliquait désormais à refouler vers la France. Le gouvernement espagnol renforça ses patrouilles et pria les Français d’en faire autant. Mais en avril 1943, Jordana informa Hayes que l’ordre d’expulsion des réfugiés clandestins avait été annulé et qu’à partir de ce moment tous les réfugiés seraient autorisés à rester en Espagne. Cependant, la nouvelle libéralité du gouvernement tarda à se répercuter sur le personnel subalterne, qui continua pendant un temps encore à restituer des réfugiés aux autorités françaises. En tout état de cause, si l’Espagne consentait à accepter les réfugiés, il n’était accordé à ceux-ci qu’un permis de séjour transitoire, avec interdiction de s’établir à demeure en Espagne.
Entre-temps, les Alliés tentaient de s’accorder sur l’implantation d’un camp de transit situé hors d’Espagne ; en raison de dissensions et de récriminations mutuelles entre les Alliés, la création de ce camp d’évacuation fut retardée et ne verra finalement le jour, à l’issue de longues tractations, qu’un an après, en août 1943, à Fédala, non loin de Casablanca. Le 14 mai, Roosevelt avait donné à entendre qu’un plan d’évacuation devait être mis en œuvre rapidement, pour inciter l’Espagne, en tant que pays neutre, à s’engager plus activement dans le sauvetage de Juifs dans les pays sous occupation nazie. Pour leur part, les pays d’accueil de Juifs (Chili, Argentine, Mexique, Canada, etc.) posaient des conditions très précises et difficiles à satisfaire. Face à ces tergiversations et entraves, l’Espagne menait une politique en la matière qui changeait périodiquement. En août 1943, les apatrides internés à Miranda furent autorisés, avant qu’ils ne quittent l’Espagne, à s’installer vivre à Madrid et Barcelone en liberté surveillée, sans que cet assouplissement n’ait empêché d’enfermer après cette date de nouveaux réfugiés apatrides à Miranda. Du reste, tous les frais d’entretien de ces centaines de réfugiés restaient à charge du JDC.
L’Agence juive calcula en mai 1943 que le nombre de juifs entrés illégalement en Espagne ne dépassait pas les 2 000 individus. C’est l’époque aussi où l’évacuation hors d’Espagne de citoyens français atteignit son point culminant ; leur nombre oscillant entre 15 000 et 16 000, avec une proportion de Juifs située entre seulement 10 et 12 %, le nombre de Juifs français ayant pu se sauver ne devait donc pas dépasser les 2 000. Beaucoup d’entre eux, environ 1 200, se rendirent ensuite en Afrique du Nord française, soit parce qu’ils avaient acquis la nationalité française, soit parce qu’ils s’étaient engagés comme volontaires dans les unités de combat de la France libre. Si l’on additionne ces chiffres, le nombre maximum de Juifs réfugiés qui transitèrent par l’Espagne ou qui y séjournèrent entre l’été 1942 et la fin de 1943, s’établit à 5 300. D’autres estimations tendent à recouper ce chiffre. Si l’on additionne tous les groupes, y compris ceux — Tchèques, Belges, Hollandais etc. — arrivés en Espagne avant 1942, l’on arrive à un total de près de 6 000 Juifs sauvés en Espagne. Jusqu’à septembre 1944, date à laquelle la fuite depuis la France se tarit tout à fait, ce chiffre s’accrut encore de quelques centaines de Juifs, sans doute entre 800 et 900. En y ajoutant les soldats juifs qui figuraient parmi les soldats américains et britanniques ayant franchi clandestinement les Pyrénées, le nombre total pour l’année 1944 atteindrait au plus 1 500 individus, soit un total, pour la période de l’été 1942 à l’automne 1944, de 7 500 maximum.

##### Sauvetage de ressortissants juifs espagnols résidant en France
Il a été calculé qu’au moment de la capitulation de la France en juin 1940, environ 35 000 Séfarades vivaient dans ce pays, quelques-uns établis dans des zones d’implantations anciennes sur le littoral du golfe de Biscaye, mais la majeure partie habitant Paris ou d’autres grandes villes. De ceux-ci, deux mille s’étaient fait enregistrer à titre de ressortissants espagnols réguliers à l’ambassade d’Espagne à Paris et un millier d’autres dans les différentes délégations consulaires du pays. Ces 3 000 Séfarades, dont beaucoup avaient entretenu des liens étroits avec l’Espagne, réclamaient la protection du gouvernement de Madrid en invoquant le traité hispano-français de 1862 (stipulant que tout sujet espagnol habitant en France jouissait des mêmes droits qu’un Espagnol résidant en Espagne), ainsi que le décret-loi de 1924 par lequel leur avait été octroyée la nationalité espagnole. Beaucoup de ces Juifs avaient une position économique stable, et quelques-uns étaient très riches,. Cependant, il avait été estimé par la délégation de ces Séfarades que le nombre de ceux qui, en possession de documents complets et parfaitement en règle au regard du décret de décembre 1924, entraient en ligne de compte pour s’établir en Espagne ne s’élevait qu’à trois centaines de personnes, chiffre recoupé par l’estimation faite par la Chambre de commerce espagnole de Paris. Le ministre Jordana interdit que ce nombre soit rehaussé, et donna ordre de « procéder avec beaucoup d’attention et avec une extrême diligence en la matière », et il semble même qu’il y eut alors un resserrement des critères d’admission, au lieu d’un assouplissement. S’y ajoutait une procédure administrative longue et compliquée, comprenant onze étapes et dépendant donc de la bonne volonté d’autant d’autorités.
Auparavant, le 5 novembre 1940, face aux mesures anti-juives prises sur le territoire français, le ministre des Affaires étrangères, Ramón Serrano Súñer, précisa comme suit la position espagnole officielle :

« S’il est vrai qu’il n’existe pas de loi raciale en Espagne, le gouvernement espagnol cependant ne peut pas, même pour ses ressortissants d’origine juive, faire de difficultés en vue d’éviter qu’ils soient soumis aux dispositions générales ; il doit uniquement se considérer informé de ces dispositions et, en dernier ressort, ne pas faire obstacle à leur application et observer une attitude passive. »

En pratique, et en accord avec cette attitude passive adoptée par le ministre des Affaires étrangères, le gouvernement espagnol n’entreprit rien pour défendre les droits des nombreux ressortissants espagnols résidant à l’étranger et des Séfarades sous protection espagnole, en particulier quand on commença de les ficher dans les registres de Juifs en cours de création dans tous les pays occupés par les nazis, et ce nonobstant que l’Espagne ait été officiellement opposée à ce que ses citoyens fassent l’objet de discrimination pour des raisons de race ou de religion. En France, par suite des protestations du consul-général à Paris, Bernardo Rolland, ces fichiers furent établis dans le consulat espagnol, et non dans les préfectures de police, et les Juifs espagnols, tout comme ceux des pays alliés et des autres pays neutres, furent exemptés du port de l’étoile jaune, pourtant obligatoire dans tous les territoires occupés par l’Allemagne depuis le 7 juin 1942,.
Le 9 novembre 1940, l’ambassadeur d’Espagne auprès du gouvernement de Vichy, José Félix de Lequerica, reçut de Madrid des instructions formulées en des termes quasi identiques et portant que les représentants espagnols à l’étranger étaient tenus de communiquer à leurs autorités les attaques dont étaient victimes leurs protégés espagnols et d’œuvrer autant que possible dans l’intérêt de ceux-ci, mais sans interférer avec l’application des lois antisémites. Pendant la première phase de la Seconde Guerre mondiale, l’action du consul Bernardo Rolland en faveur des Séfarades allait largement outrepasser la consigne ministérielle. À diverses reprises et jusqu’à la fin de son mandat, il rappela aux autorités françaises que « les ordonnances promulguées par l’Administration militaire allemande en France ne s’appliquent pas aux sujets espagnols d’extraction israélite », et porta à la connaissance de Xavier Vallat, délégué à la direction du Commissariat général aux questions juives, que

« la loi espagnole ne fait aucune distinction entre ses ressortissants au regard de leur confession ; en conséquence, elle considère les Séfardites espagnols, bien que de confession mosaïque, comme des Espagnols. Je saurai gré aux autorités françaises et aux autorités d’occupation, de vouloir bien, en raison de ce fait, que les lois définissant le statut des Juifs ne leur soient pas appliquées. »

D’autre part, en réaction à l’aryanisation des biens juifs, c’est-à-dire leur confiscation et mise sous administration judiciaire française ou allemande, Bernardo Rolland sut faire annuler les ventes illicites de biens appartenant à ses protégés et obtint que des agents fiduciaires désignés par le consul général sur proposition de la chambre de commerce espagnole à Paris soient placés à la tête de leurs entreprises et se chargent d’administrer leurs biens expropriés en collaboration avec la Banque d'Espagne en France,,,. L’on ignore ce qu’il advint finalement du patrimoine des Juifs espagnols à l’étranger, mais il semble que les autorités franquistes, informées du sort qui attendait les Juifs en Europe, aient eu en l’occurrence un comportement dicté seulement par l’intérêt économique ; dans l’opinion du journaliste et essayiste Eduardo Martín de Pozuelo, l’Espagne fut, sous ce rapport du moins, complice de l’Holocauste.
À la suite de l’occupation de la zone libre en novembre 1942, des milliers de Juifs, principalement étrangers ou apatrides, tentèrent, et souvent réussirent, à franchir la frontière franco-espagnole. Les interventions successives de Carlton Hayes et de François Piétri, respectivement ambassadeurs des États-Unis et de France, auprès des autorités madrilènes débouchèrent sur l’assurance que les réfugiés ne seront pas refoulés et que la frontière demeure ouverte à tous ceux, soldats et civils, qui s’échappaient de la zone sous contrôle allemand – ce qui sera définitivement acquis en avril 1943.
Au lendemain de l'ultimatum allemand de janvier 1943, sommant Madrid d'évacuer de France ses ressortissants juifs, consigne fut donnée aux consuls de n’accorder de visa de transit qu’aux Juifs en mesure de démontrer être en possession de la nationalité espagnole, et non à ceux qui n’auraient que le statut de protégé (ce qui impliquait de laisser hors jeu 2 000 des 2 500 Juifs qui se trouvaient en France et détenaient un passeport espagnol). Le gouvernement franquiste sollicita un sursis après l’autre, de sorte que (selon ce qu’affirme l’historien Álvarez Chillida), si beaucoup furent finalement sauvés, c’était autant voire plus par l’infinie patience manifestée par les autorités de Berlin que par l’attitude du gouvernement espagnol. Cependant, le consulat parisien, avec à sa tête le consul Bernardo Rolland, se refusant à appliquer au sens strict les instructions de son ministre de tutelle, délivra le 30 avril 1943 des visas à 90 Juifs séfarades dotés seulement du statut de protégé, réussissant ainsi à inclure dans le contingent des rapatriables un groupe de Séfarades écartés par les nouvelles normes sur la nationalité. Dans les mois suivants, plusieurs dizaines de Juifs reçurent également le visa sans remplir toutes les conditions telles que fixées par le gouvernement espagnol. La mission du consul s’acheva à la fin février 1943, et son successeur Alfonso Fiscowich (ou Fiscovich) se chargea du convoi de rapatriement du 10 août 1943, puis de la préparation de deux autres transports prévus pour le 5 juillet 1944, lesquels toutefois ne prendront jamais le départ,. Le 25 novembre 1943, une cinquantaine de personnes rapatriables furent arrêtées par la Gestapo, mais, à l’issue d’âpres négociations avec les autorités allemandes, ces dernières finirent par accepter le 12 janvier 1944 de libérer les Séfarades espagnols détenus à Drancy, moyennant la promesse de l’Espagne de les évacuer sans tarder. Six jours plus tard, Fiscowich soumit aux autorités allemandes deux listes de protégés à rapatrier, mais en dépit de la parole donnée par les Allemands et des démarches de Fiscovich, un grand nombre de ces internés espagnols fut déporté sans notification,. Les Juifs restants ne furent libérés, sur les instances de Fiscovich, que cinq mois plus tard, le 5 juillet 1944, un mois et demi avant la Libération.
Concernant la zone Sud de la France, où l’Espagne entretenait plusieurs consulats, la protection des Juifs était tributaire de l’initiative et de l’engagement de chaque consul en particulier. Si l’ambassade à Vichy interprétait littéralement les consignes relatives aux ressortissants juifs espagnols, le nombre de ressortissants reconnus comme tels fut pourtant en augmentation dans la zone libre. Les Juifs jouirent du soutien et de la défense énergiques d’au moins quelques-uns des consuls. Devant l’incertitude qui régnait à Paris, beaucoup décidèrent de s’enfuir de la zone occupée. Pourtant, la plupart des demandes de rapatriement déposées dans les consulats espagnols furent rejetées pour non-conformité aux critères très sélectifs fixés par Madrid, et seuls quelques rares Séfarades résidant principalement à Marseille, Lyon, Toulouse et Perpignan furent admis à acquérir la nationalité espagnole et donc à être accueillis en Espagne. En octobre 1943, deux groupes de Juifs dotés de visas d’entrée en Espagne furent admis sans que l’arrivée du deuxième ait été conditionnée par l’évacuation du premier. Un troisième groupe fut retenu à la frontière en juin 1944, sans que l’on connaisse le sort qui lui a été réservé.

##### Sauvetage de ressortissants juifs espagnols résidant en Bulgarie et en Roumanie
La Bulgarie avait rejoint les puissances de l’Axe et adopté en décembre 1940 une ample législation antisémite visant à écarter de la vie publique les quelque 50 000 Juifs bulgares. Parmi eux se trouvaient 150 ressortissants espagnols, dont un bon nombre réussit, dans les années 1941 et 1942, à obtenir un visa d’entrée et à se rendre en Espagne. Le sort des autres, qui pour l’heure pouvaient continuer à s’adonner à leurs activités commerciales, reposait entre les mains de l’ambassadeur d’Espagne à Sofia, Julio Palencia,. Le plan d’extermination allemand commença à être mis en œuvre en mars 1943, ce dont Palencia fut informé par le premier ministre bulgare le 16 mars, une semaine avant le début des déportations. Palencia télégraphia à Jordana, lui proposant que Madrid fasse comprendre à la Bulgarie et à l’Allemagne que l’Espagne ne pouvait accepter que ses ressortissants soient déportés en Pologne étant donné l’inexistence de lois raciales en Espagne. L’on sait du moins que parmi les déportés de Thrace et de Macédoine ne figurent pas les rares ressortissants juifs espagnols vivant dans ces régions. Il semble qu'en Bulgarie l’immunité diplomatique ait suffi à sauver la poignée de ressortissants espagnols, sans qu’il y ait eu besoin de les rapatrier. L’attitude de Julio Palencia, ouvertement philosémite, lui valut d’être qualifié par les Allemands de « fameux ami des Juifs ». Palencia fut finalement déclaré persona non grata en Bulgarie en juin 1943 et rappelé à Madrid, pour avoir adopté les deux enfants d’un Séfarade exécuté (pour une infraction mineure à la réglementation des prix) afin de leur permettre de quitter le pays et de rejoindre ainsi leur mère à l’étranger,. 
En Roumanie, la législation anti-juive, déjà passablement sévère dans l’entre-deux-guerres, devint plus rigoureuse encore au début de la Seconde Guerre mondiale, quand la situation juridique des Juifs fut soumise à un ensemble de restrictions radicales. À cette époque résidaient en Roumanie 107 Juifs de nationalité espagnole, qui avaient tous pris fait et cause pour le Mouvement national pendant la Guerre civile et avaient concouru à la victoire nationaliste. La plupart des 27 familles concernées étaient fortunées et détenaient des entreprises industrielles et commerciales. Le 19 décembre 1940, Bucarest s’enquit auprès du gouvernement espagnol de sa législation antijuive afin de déterminer si celle-ci devait s’appliquer aux ressortissants espagnols résidant sur le sol roumain, et le 3 janvier 1941, Ramón Serrano Súñer envoya à la légation de Roumanie la réponse suivante : « Il n’existe dans la législation espagnole aucune discrimination concernant les Juifs qui résident en Espagne ». En août 1942, l’ambassadeur d’Espagne José Rojas Moreno demanda au gouvernement d’Antonescu que les ressortissants juifs espagnols soient exemptés des dispositions relatives à la confiscation des biens des juifs, en se référant à l’accord bilatéral conclu entre l’Espagne et la Roumanie en 1930,. Le gouvernement promit alors de ne pas attenter aux biens des ressortissants espagnols, ni à leur personne, et il semble que cette promesse ait été tenue, de sorte que la nécessité de rapatriement face à la volonté d’extermination allemande ne s’imposa pas en Bulgarie. Rojas Moreno obtint en effet la révocation des décrets d’expulsion pris contre un groupe de Séfarades et la promesse formelle qu’aucun d’eux ne serait déporté. En 1944, l’Espagne accorda la protection espagnole au domicile et aux biens de 200 Juifs roumains supplémentaires,.

##### Sauvetage de ressortissants juifs espagnols résidant en Grèce
La Grèce comptait près de 68 000 Juifs, dont environ 53 000 avaient pour langue maternelle le judéo-espagnol. Seuls 640 de ces Séfarades, principalement concentrés à Salonique (511 membres), étaient répertoriés comme protégés de l’ambassade d’Espagne,. Ces faibles effectifs s’expliquent en partie par le fait qu’au début du XXe siècle, des milliers de Juifs avaient émigré pour chercher fortune en Europe occidentale. La politique adoptée par Madrid apparaît ici grosso modo identique à celle pratiquée vis-à-vis des Séfarades de France, c’est-à-dire consistant d’abord en tergiversations et mesures dilatoires, afin d’éviter les rapatriements, en refus d’octroyer des visas collectifs, en acheminements conditionnés au départ des réfugiés déjà accueillis sur le territoire espagnol, etc.
À la suite des vexations que leur faisaient subir les Nazis, les Séfarades détenteurs de la citoyenneté espagnole firent parvenir au ministère des Affaires étrangères, par le truchement d’Eduardo Gasset, consul-général à Athènes, une requête de rapatriement, à laquelle il fut répondu par Madrid le 8 novembre 1941 que le consulat d’Athènes n’était pas habilité à établir des visas d’entrée en Espagne et que les permis spéciaux devaient être demandés au cas par cas, en indiquant en particulier le lieu en Espagne où les requérants se proposaient d’élire domicile ; cette directive du ministère des Affaires étrangères ne pouvait avoir d’autre effet que d’entraver un éventuel plan de rapatriement des ressortissants juifs,.  
À Thessalonique, les déportations de Juifs commencèrent en mars 1943, mais dans un premier temps, les citoyens des pays neutres ou favorables à l’Axe tels que l’Espagne, ne furent pas inquiétés. Début juin 1943, plus de 48 000 Juifs de Salonique et des environs furent déportés. Dans un ordre du 6 février 1943, les Allemands avaient fait une distinction en faveur des « sujets étrangers pouvant justifier de leur condition par un passeport valide », c’est-à-dire en l’espèce 860 personnes au total, dont 511 Juifs espagnols. Toutefois, les Allemands n’admettaient pas qu’ils demeurent sur place, et peu de temps après portèrent à la connaissance du consul-général Eduardo Gasset, à sa consternation, qu’ils s’apprêtaient à déporter aussi les ressortissants espagnols, attendu que l’Espagne les avait abandonnés. Prévenues, les autorités de Madrid ne firent pourtant parvenir aucune instruction concernant cette affaire. Le 30 avril 1943, l’Allemagne, par l’entremise de son ambassadeur à Madrid Von Moltke, enjoignit à l’Espagne d’évacuer au plus vite vers l’Espagne ses ressortissants, considérés comme « mettant en danger la sécurité », avec comme date-butoir le 15 juin, date au-delà de laquelle ils allaient être eux aussi déportés. 
Le successeur de Gasset, Sebastián Romero Radigales, mit tout en œuvre pour protéger les Juifs sous sa protection et réussit à sauver quelque 500 Séfarades de Salonique de la déportation pour Auschwitz, en affirmant devant les autorités allemandes qu’ils étaient des ressortissants espagnols, alors qu’ils étaient en réalité enregistrés seulement comme protégés ; il demanda l’autorisation à ses supérieurs de délivrer des visas d’entrée vers l’Espagne et le Maroc, et reçut la même réponse que celle envoyée le 18 mars 1943 par Jordana, confirmant la bonne volonté de l’Espagne. Une liste fut dressée de 510 personnes rapatriables, pour lesquels, une fois la liste approuvée par Madrid, une autorisation de sortie fut demandée aux Allemands le 17 juin, assortie d’une demande de sursis, accordé jusqu’au 1er juillet. Le Sonderkommando se montra également disposé à organiser un train de transport jusqu’à la frontière espagnole, dont les frais seraient à charge des personnes concernées elles-mêmes. Cependant, de nouvelles instructions parvinrent de Madrid le 16 juin portant que « le rapatriement de Séfarades en masse ou en groupes » n’était pas accepté, que « seuls pouvaient être accordés des visas dans des cas exceptionnels », et que « les visas accordés ou à accorder à des Juifs résidant dans des pays orientaux seraient valides qu’à la condition d’avoir été avalisés pour chaque cas particulier par l’ambassade de Berlin ». Entre-temps, avec l’aide de Salomon Ezraty, 150 ressortissants espagnols s’enfuirent de Salonique pour Athènes à bord d’un train militaire italien, après quoi il ne restait plus dans Salonique que 367 Juifs séfarades. Les Allemands finirent par se lasser d’attendre et entreprirent de capturer ces 367 Juifs restants en les piégeant le 29 juillet 1943 dans une synagogue, puis de les déporter — ultime étape de la destruction des Juifs de Salonique — vers Berlin, où l’ambassade d’Espagne les prit en charge,,. 
Ainsi les réticences et retards, déjà observés en France, à rapatrier les Séfarades de Grèce se transformaient-ils, selon Danielle Rozenberg, « en une politique délibérée d’obstruction au processus d’évacuation ». L’historienne relève que « divers télégrammes diplomatiques échangés durant l’été 1943 attestent d’une logique d’État indifférente au sort des Juifs menacés. Après que Romero Radigales eut ébauché dans l’urgence, avec l’aide de la Croix-Rouge internationale, un départ des ressortissants espagnols par bateau et que l’ambassadeur Vidal eut proposé cette solution à son supérieur à Madrid, Jordana dans un télégramme confidentiel rappela à l’ambassadeur ses instructions antérieures quant à l’absence délibérée de toute initiative, ajoutant encore cette consigne dépourvue d’ambiguïté : “Il est indispensable de neutraliser l’excès de zèle du consul général à Athènes, en paralysant cette affaire qui pourrait créer de sérieuses difficultés en Espagne” ».
Dans une missive datée du 22 juillet 1943 que le secrétaire d'ambassade Federico Oliván envoya de Berlin à Madrid et par laquelle il sollicita que les Juifs grecs fussent rapatriés en Espagne afin de leur éviter d’être enfermés dans le camp de Bergen-Belsen, il était énoncé ce qui suit :

« Si l’Espagne […] refuse d’accueillir cette partie-là de sa colonie à l’étranger […], elle la condamne automatiquement à la mort, car telle est la triste réalité et tel est ce qu’il n’y a pas lieu de se dissimuler. […] Je serai un piètre prophète si le jour n’advenait pas où il nous serait acerbement reproché de nous être lavé les mains comme Pilate, alors que nous savions ce qui allait se passer, et d’avoir abandonné à leur triste sort ceux qui, en fin de compte, sont nos compatriotes. […] Je comprends parfaitement que la perspective de voir un si grand nombre de Juifs agir à leur guise en Espagne ne nous sourit guère […], mais connaissant les sentiments qui nourrissent l’âme espagnole, je résiste à croire qu’il n’existe pas une possibilité de les sauver de l’horrible sort qui les attend, en les recueillant dans notre pays et en les faisant attendre dans un camp de concentration (qui en l’occurrence devra leur paraître un paradis) que la guerre se termine, pour les restituer éventuellement à leur lieu d’origine, ou sinon dans n’importe quel pays disposé à les accueillir quand, avec la cessation des hostilités, l’humanité aura recommencé à exister dans le monde,. »

Dans le même temps, l’ambassadeur à Berlin, Ginés Vidal y Saura, à qui les autorités allemandes avaient notifié leur projet d’évacuer les Séfarades grecs vers un camp de travail puis, faute d’intervention rapide de l’Espagne, de les déporter en Pologne sans retour possible, fit suivre l’information au général Jordana, assortie d’une prière pressante : « On ne cachera pas à Votre Excellence les conséquences tragiques qu’aurait pour eux leur déportation en Pologne. »
Le 9 août, avant que le groupe n’arrive à Bergen-Belsen, l’Espagne annonça être disposée à accepter ses ressortissants juifs et demanda qu’ils soient traités sous tous rapports comme des Espagnols, mais tout en autorisant Ginés Vidal à ne délivrer de passeports collectifs à Berlin qu’à un nombre de personnes ne dépassant pas les 25, et d’attendre ensuite la confirmation de Madrid. Il ne fait de doute que tout cela ne servait qu’à retarder l’immigration et à en limiter l’ampleur. Le 13 août 1943, les Séfarades thessaloniciens furent finalement transportés à Bergen-Belsen où ils allaient, dans des baraquements séparés du camp de concentration — sans donc qu’ils puissent jamais témoigner plus tard des horreurs du camp —, attendre six mois leur prise en charge par les autorités espagnoles,. Ce même 13 août, après de nouvelles tractations avec l’Allemagne, l’Espagne se déclara prête à évacuer ses ressortissants par groupes de 150. Mais Madrid montrait peu d’empressement, car les Juifs arrivés de Paris en août 1943 se trouvaient toujours sur le sol espagnol. Doussinague donna ordre de prendre contact avec la JDC afin de déterminer avec exactitude comment celle-ci se proposait de s’occuper des Juifs français arrivés le 10 août en Espagne. Si elle les faisait sortir immédiatement d’Espagne, il ne verrait pas d’inconvénient à ce que les ressortissants de Salonique s’en viennent directement de Bergen-Belsen ; au cas contraire, il communiquerait à Vidal de ne pas les laisser venir. Le 16 août, la JDC reçut un courrier faisant part de ce que l’arrivée de Juifs de Salonique était subordonnée à l’évacuation préalable des Juifs français. Au même moment, aucun arrangement n’avait été fait encore pour l’évacuation des Juifs français vers un centre de transit hors d’Espagne, de sorte que le JDC ne put remplir sa promesse d’en accélérer l’évacuation. De plus, les Séfarades présents sur le sol d’Espagne n’étaient pas désireux de quitter l’Espagne et donc peu enclins à collaborer à la procédure de leur propre évacuation, ce dont il résulta que les activités d’évacuation restèrent paralysées pendant quatre mois. Paradoxalement, dans le même temps, ils étaient considérés par les autorités militaires espagnoles comme des citoyens espagnols sujets à l’obligation de service militaire, et furent d’ailleurs mobilisés sur-le-champ dès leur arrivée,. 
Après que les préparatifs pour l’évacuation des Juifs français eurent été terminés à Malaga le 9 décembre, les autorités espagnoles finirent, tardivement, le 14 décembre 1943, par céder aux pressions de ses diplomates, et cela seulement après s’être assuré que la Croix-Rouge portugaise assumerait les frais de voyage des Séfarades grecs, en paraissant avoir perdu de vue que ceux-ci étaient à ce moment-là déjà retenus captifs dans le camp de Bergen-Belsen. L’ambassade d’Espagne à Berlin parvint à extraire du camp les 365 survivants, qui atteignirent la frontière espagnole par deux convois,, le premier le 10 février, après avoir quitté Bergen-Belsen le 3 février, et le deuxième groupe trois jours plus tard, six mois après leur enfermement à Bergen-Belsen. Ensuite, il fallut attendre encore jusqu’en juin avant qu’un lieu d’accueil soit enfin trouvé pour ces réfugiés, à savoir jusqu’au moment où fut ouvert le camp de transit de Fédala, vers lequel la plupart des réfugiés de Salonique furent transférés. Le 13 octobre, au bout de quatre mois d’attente dans ce camp, ils se déplacèrent vers l’est, les uns en Palestine, les autres en Grèce.
À la suite de la reddition de l’Italie le 3 septembre 1943, les Allemands occupèrent le sud de la Grèce et commencèrent les préparatifs de déportation des Juifs. Les ressortissants juifs espagnols habitant cette zone furent soumis aux mêmes restrictions (couvre-feu etc.) que les autres Juifs. Le 10 décembre 1943, l’ambassade d’Allemagne à Madrid informa le gouvernement espagnol que les Juifs d’Athènes allaient être déportés, à quoi Madrid répondit le 21 décembre être prêt à accueillir tous ses ressortissants. Cependant, les Allemands n’avaient pas l’intention de traiter à part les ressortissants des pays neutres, et le 2 avril 1944, emmenèrent 1 300 Juifs grecs, italiens, espagnols et portugais par train jusqu’en Autriche, où les wagons transportant les 155 ressortissants Juifs espagnols furent décrochés et déviés vers Bergen-Belsen, où ils arrivèrent le 14 avril. Le gouvernement de Madrid promit aux Allemands de les rapatrier, mais dressa de multiples obstacles dans l’organisation de leur transport, faisant prévaloir une fois de plus sa politique de ne laisser entrer un groupe sur le territoire qu’après que le contingent précédent ait été évacué, en l’espèce après que les Juifs de Salonique eurent été transférés à Fédala le 21 juin, et les livrant de fait aux nazis. Pendant qu’avaient lieu de longues tractations sur la libération des Juifs d’Athènes entre les autorités allemandes et espagnoles, le débarquement de Normandie le 6 juin 1944 avait rendu « impraticable » un rapatriement transitant par le territoire français. Le gouvernement suisse fut alors sollicité, qui donna son accord, mais là encore, le transport n’eut pas lieu. Les 155 Juifs espagnols s’attardèrent donc à Bergen-Belsen, jusqu’à ce que, le 6 avril 1945, les Allemands les mettent dans un train, qui erra sans destination pendant une semaine sur le réseau ferré allemand avant d’être intercepté par l’avant-garde de l’armée américaine,. Si les survivants ne sont jamais arrivés dans la Péninsule, souligne Danielle Rozenberg, « la protection espagnole a du moins réussi à les sauver de l’extermination ».

##### Sauvetage de Juifs résidant en Hongrie

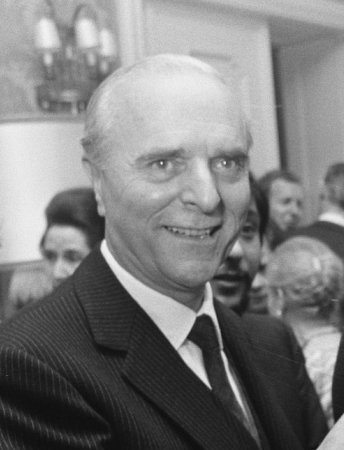
Ángel Sanz Briz.

Indubitablement, l’action de sauvetage de Juifs la plus importante fut celle accomplie par le secrétaire de l’ambassade d’Espagne à Budapest, Ángel Sanz Briz. Environ 825 000 Juifs vivaient en Hongrie ou dans l’une des régions qui avaient été annexées par ce pays avec l’aide de l’Allemagne à la fin des années 1930. Cette vaste communauté juive connut jusqu’en mars 1944 une quiétude relative et faisait figure de lieu de refuge et de transit pour de nombreux Juifs de Pologne et de Tchécoslovaquie. Le 19 mars 1944, les troupes allemandes envahirent la Hongrie et mirent en selle le gouvernement pro-nazi de Döme Sztójay, qui était disposé à aider les Allemands à détruire la communauté juive hongroise. En septembre 1944, le souverain Miklós Horthy, voulant se délier de l’Axe, échoua cependant à exécuter un coup d'État et fut déposé. Ferenc Szálasi, chef des Croix fléchées, s’empara alors du pouvoir, en conséquence de quoi les Juifs de Budapest furent à partir de d’octobre 1944 à la merci de bandes armées d’un régime sous totale domination allemande. Le 29 novembre, le gouvernement publia un ordre interdisant aux Juifs de vivre hors des deux ghettos à eux assignés. Par la voie de télégrammes, Sanz Briz s’attachait à rendre compte avec force détails de la promulgation de nouvelles mesures antisémites, comme l’interdiction faite aux juifs de se parler d’une fenêtre à l’autre, l’obligation du port de l’étoile jaune, ou l’aménagement dans les abris anti-aériens les plus sûrs d’une salle réservée aux habitants chrétiens des quartiers,. 
Plus tard, l’occupant allemand entreprit de déporter les Juifs hongrois à destination des camps d’extermination, ce qui suscita les protestations du roi de Suède et du pape Pie XI, mais auxquelles le général Franco s’abstint de joindre les siennes, malgré les pressions que les gouvernements alliés exerçaient sur lui. En quelques semaines, tous les Juifs, à l’exception de ceux de la capitale, furent déportés à Auschwitz. L’ambassadeur Miguel Angel de Muguiro d’abord, puis, à partir de juin 1944, son successeur Sanz Briz, informèrent Madrid de la destination des convois. Le ministre hongrois des Affaires étrangères, en reprochant à Muguiro de perturber les relations internationales, provoqua une petite crise qui se termina par la nomination de Sanz Briz au poste d’ambassadeur en juin.
Auparavant, en mai 1944, Muguiro, et avec lui la communauté juive de Tanger, ville marocaine internationale, mais occupée depuis 1940 par l’armée espagnole et où vivaient plusieurs centaines de Juifs hongrois dès avant la guerre, demanda, et obtint, du gouvernement de Madrid la concession de visas pour 500 enfants juifs de Hongrie afin qu’ils puissent faire le voyage de Tanger — les frais seraient réglés par la Croix-Rouge internationale —, où ils seraient recueillis par les familles juives de la ville,,. « L’Espagne accepta la requête, délivra des visas d’entrée aux enfants, mais en insistant derechef sur l’interdépendance entre l’évacuation des réfugiés précédents et l’entrée de nouveaux, et en ayant bien soin de porter son action humanitaire à la connaissance des gouvernements et opinions publiques des puissances alliées, d’ores et déjà clairement victorieuses du conflit mondial », indique Álvarez Chillida ; en effet, le gouvernement américain avait prié l’Espagne de délivrer des visas au plus grand nombre de Juifs possible. L’occupant allemand ne les laissa pas quitter le pays, mais, sur intervention de Sanz Briz, les 500 enfants restèrent sous la protection de l’ambassade d’Espagne, et leurs frais d’entretien furent à charge de la Croix-Rouge internationale,. 
En juin 1944, Muguiro ayant quitté Budapest, Sanz Briz assuma la direction de la légation espagnole en Hongrie, avec le titre de « chargé d'affaires ». Aidé de son assistant, l’Italien Giorgio Perlasca — à qui le gouvernement israélien décernera le titre de Juste parmi les nations —, Sanz Briz se mit immédiatement en devoir d’octroyer visas et passeports espagnols à des milliers de Juifs. Une des requêtes de rapatriement introduites par Sanz Briz concernait 1 684 Juifs, dont la sortie de Hongrie fut négociée avec Eichmann et obtenue. Cela nécessita l’établissement de visas d’entrée dans un pays neutre, à quoi Madrid acquiesça avec diligence. Toutefois, le convoi de réfugiés n’arriva jamais en Espagne, mais fut dévié vers Bergen-Belsen, puis de là vers la Suisse. Les autres protégés furent hébergés par Sanz Briz et Perlasca (et toujours aux frais de la Croix-Rouge internationale) dans huit appartements de location « annexes à la légation d’Espagne », pour lesquels il obtint des autorités hongroises, à l’instar d’autres représentations de pays neutres comme la Suède, une concession d’extraterritorialité, ainsi qu’il le faisait afficher à la porte d’entrée de chacun de ces immeubles,. En août 1944, alors que son nouveau ministre de tutelle, José Félix de Lequerica, n’était en fonction que depuis deux semaines, Sanz Briz lui demanda l’autorisation d’assister à une réunion, à laquelle le nonce Angelo Rotta avait invité les pays neutres aux fins d’élever une note de protestation conjointe auprès du gouvernement hongrois en raison de la législation antisémite et des déportations de Juifs, qui n’épargnaient pas même les Juifs convertis. La note s’énonçait comme suit : « Nous nous sentons obligés d’élever une énergique protestation contre de pareils procédés, injustes dans leur fondement — car il est absolument inadmissible que les hommes soient persécutés et condamnés à mort pour le simple fait de leur origine raciale — et brutaux dans leur exécution. » Cette demande de Sanz Briz suscita une réponse prudente de Lequerica, alors toujours germanophile,. En outre, Sanz Briz ne manquait pas, comme l’avait fait l’année précédente Federico Oliván depuis Berlin, d’informer le gouvernement de Madrid de l’extermination des Juifs dans des camps, en s’appuyant sur le témoignage de deux Juifs évadés d’Auschwitz.
Cependant, en octobre 1944, Lequerica reçut de son ambassadeur à Washington le télégramme suivant :

« Le représentant du Congrès juif mondial m’a visité pour me demander s’il est possible que notre légation à Budapest étende sa protection à un nombre plus grand de Juifs persécutés, de la même manière que, assure-t-il, le fait la Suède, qui a envoyé un Délégué spécial, M. Raoul Wallenberg, habilité par son gouvernement à délivrer des documents de protection, en concentrant ses protégés dans des bâtiments considérés comme des annexes à la légation de Suède à Budapest. »

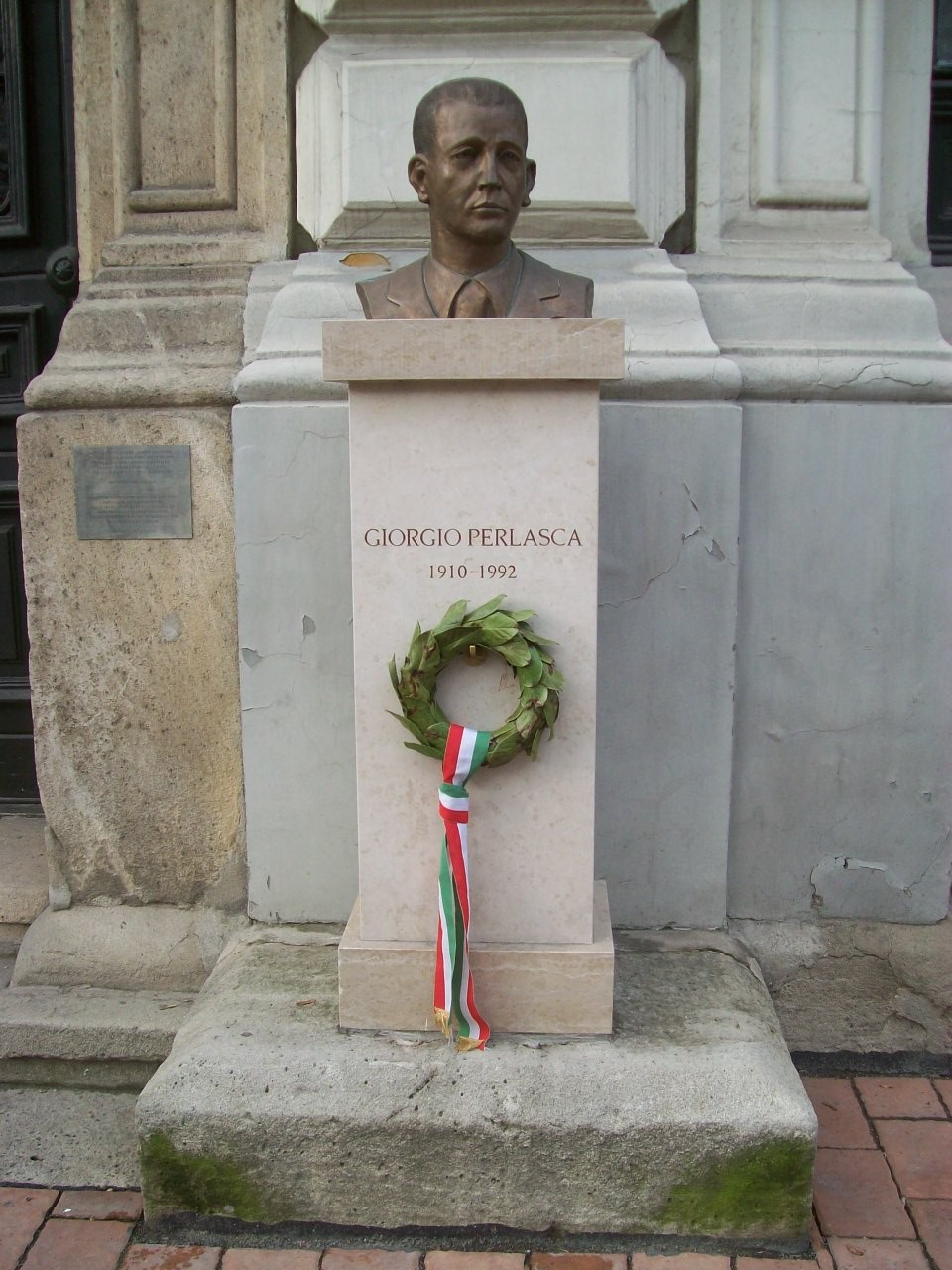
Buste de Giorgio Perlasca.

Lequerica envoya trois jours plus tard ses instructions à Sanz Briz, lui demandant de lui faire savoir « de quelle façon on peut satisfaire cette requête du [Congrès juif mondial] avec un plus grand esprit de bienveillance et d’humanité » et l’exhortant à « chercher des solutions pratiques afin que l’activité de cette légation soit la plus efficace possible et englobe en premier lieu les Séfarades de nationalité espagnole, en deuxième lieu ceux d’origine espagnole, et enfin, le plus grand nombre possible des autres israélites ». À ces instructions, qui prolongeaient la rhétorique philoséfarade et le décret de Primo de Rivera, Sanz Briz répliqua qu’il n’y avait pas de Séfarades en Hongrie, et que l’unique formule de protection efficace des persécutés était de les pourvoir de passeports espagnols. Le 27 octobre, le ministre donna son approbation aux projets de Sanz Briz. Ainsi, sous la pression alliée et mû par les rapports de Sanz Briz, le ministère espagnol des Affaires étrangères autorisa son représentant à procéder comme les ambassades des autres pays neutres, sans restrictions formelles ni légales.
La manœuvre consistant à hisser le pavillon espagnol à la façade de tel immeuble en manière de proclamation d’extraterritorialité avait été inspirée à Sanz Briz par le stratagème mis en œuvre par plusieurs pays lors de la persécution contre les partisans des insurgés à Madrid au début de la Guerre civile espagnole ; cette même solution fut, selon les dires du diplomate et mémorialiste Javier Martínez de Bedoya, proposée par celui-ci à Franco dans le palais du Pardo, puis aussitôt mis à exécution, sous la condition expresse qu’en échange, les Soviétiques, une fois la ville de Budapest conquise, garantiraient la vie, les biens et la dignité des membres de la légation espagnole,. Ces immeubles abanderados (littér. pavoisés, c’est-à-dire sous pavillon espagnol et jouissant de l’extraterritorialité), qui faisaient partie de ce que l’on vint à nommer le ghetto international, entrèrent en jeu en ce qui concerne les protégés espagnols à la mi-novembre 1944, au même moment où les autorités nazies hongroises eurent décidé de chasser les Juifs de leurs logis et de les répartir soit dans les convois de déportation, soit dans le ghetto de Budapest, soit dans le ghetto international, où se retrouvèrent tous les Juifs bénéficiant de quelque protection diplomatique, mais où ils restaient privés de toute liberté de mouvement.
En octobre 1944, Sanz Briz conçut un artifice pour sauver davantage de Juifs : il réussit à obtenir que le gouvernement hongrois l’autorise à délivrer deux cents passeports à de supposés Séfarades d’origine espagnole, convertis ensuite par lui-même en passeports familiaux, pour chacun desquels la titularisation s'étendait automatiquement à une famille entière, et de plus établit bien plus de passeports que les deux cents autorisés, simplement en les dotant chaque fois d’un numéro inférieur à 200. Dans les derniers jours d’octobre, avec l’aide de son assistante Élisabeth Tourné, Sanz Briz se mit à établir ces passeports de sauvetage, et début novembre, une première centaine de Juifs avaient reçu leur passeport. Pourtant, les communiqués envoyés par l’ambassade au ministre espagnol des Affaires étrangères dénotent une vision dramatique et réaliste quant aux limites de la protection que pouvait assurer un pays neutre, ces communiqués faisant état en effet de ce que beaucoup de détenteurs d’un passeport espagnol avaient néanmoins, en dépit des promesses faites par le ministère hongrois, été arrêtés et leurs documents détruits, contre quoi l’ambassade d’Espagne ne manquait de protester énergiquement.
Malgré les difficultés croissantes, Sanz Briz avait à la mi-novembre 1944 émis des passeports provisoires à 300 Juifs ayant de la famille en Espagne, et environ 2 000 « lettres de protection » (Schutzbriefe) à quiconque était capable de se prévaloir de quelque lien que ce soit avec l’Espagne. Le 17 novembre, il parvint à faire libérer 71 Juifs d’un camp de concentration non loin de Budapest, en transit vers les camps de la mort, ce dont il donna avis dans un télégramme à son ministère de tutelle,.
Au total, Sanz Briz réussit ainsi à accorder une protection espagnole à 2 295 personnes supplémentaires par l’octroi de passeports ou de « lettres de protection » attestant d’une émigration prochaine en Espagne de leurs titulaires. L’un de ces faux documents délivrés par Sanz Briz, daté du 14 novembre 1944 à Budapest, énonçait :

« Je certifie que Mor Mannheim, né en 1907, résident de Budapest, rue Katona Jozsef no 41, a sollicité, par l’intermédiaire de membres de sa famille en Espagne, d’acquérir la nationalité espagnole. La légation d’Espagne a été autorisée à lui établir un visa d’entrée en Espagne dès avant la clôture des procédures que ladite requête est tenue de parcourir. »

Le 30 novembre 1944, à l’approche des troupes soviétiques, Sanz Briz reçut l’ordre de son ministre Lequerica de quitter l’ambassade et de se transporter en Suisse, cependant que Giorgio Perlasca, muni d’un passeport espagnol par les soins du consul (alors qu’il était un citoyen italien réfugié à Budapest), et en accord avec le gouvernement de Madrid, se faisait passer pour un diplomate espagnol et restait sur place. Sous la responsabilité de l’ambassade de Suède, pays également neutre, et en compagnie d’Élisabeth Tourné et de l’avocat Zoltán Farkas, assesseur juridique de l’ambassade d'Espagne depuis près de vingt ans, Perlasca poursuivit l’œuvre humanitaire de Sanz Briz jusqu’au 16 janvier 1945, date à laquelle les troupes soviétiques entrèrent dans Budapest,,. Les raisons de ce départ de Sanz Briz apparaissent évidentes : aux yeux des Soviétiques, l’Espagne était le moins neutre des pays neutres, caractéristique qui explique aussi la relative compréhension dont bénéficia l’œuvre humanitaire espagnole chez les nazis hongrois et le fait que les maisons protégées espagnoles aient été de façon générale mieux respectées que celles des autres pays neutres. La correspondance entre l’ambassade de Budapest et Madrid indique que le gouvernement espagnol autorisa son départ, au motif des circonstances, dont en particulier la sécurité personnelle du jeune diplomate, même si le gouvernement l’eût sans doute autorisé à rester si tel avait été son désir. Sanz Briz s’éloigna avec le grave souci du sort qui serait réservé à ses protégés, comme il s’en confiera en juin 1949 dans un entretien avec le journal Heraldo de Aragón. Dans cet entretien, il déclara que son engagement moral à l’égard des Juifs prenait fin avec l’arrivée des troupes alliées (c’est-à-dire en l’espèce : soviétiques) à Budapest, rappelant que si auprès des nazis, l’Espagne pouvait se prévaloir de sa condition de pays neutre, il n’en était pas de même auprès des Bolcheviks, aux yeux desquels elle était un État fasciste et ennemi. Avant de partir, il s’efforça de réunir un maximum de garanties et tâcha de réduire autant que possible le risque pour ses protégés, notamment en subornant le Gauleiter de Budapest et en laissant sa légation, son personnel et ses protégés aux mains de l’ambassade de Suède. Cependant, l’Armée rouge tarda encore 22 jours à arriver, mais malgré ce contretemps, tous ses protégés eurent la vie sauve.

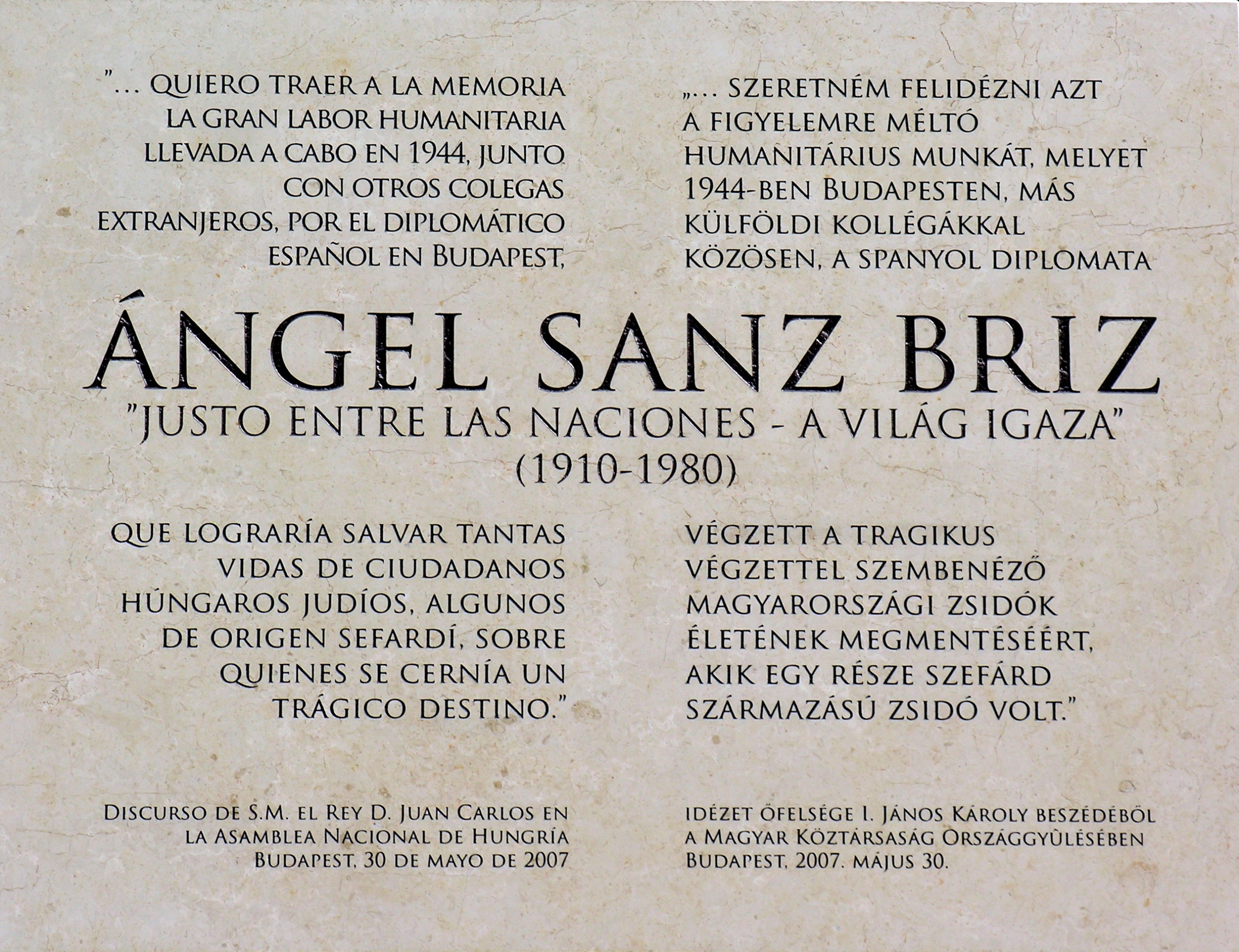
Plaque commémorative en hommage à Ángel Sanz Briz, apposée au mur de l’ambassade d’Espagne à Budapest.

Dans les derniers mois, l’activité diplomatique de Sanz Briz avait donc été tout entière vouée au sauvetage de Juifs, conformément aux ordres de son gouvernement et au mode d’action des ambassades des autres États neutres. Il réussit à installer des centaines de réfugiés dans quelques appartements du ghetto dit international aménagé par les nazis et les Hongrois. Il donna aussi, cette fois sans l’autorisation et à l’insu de son gouvernement, l’asile à des persécutés dans les locaux mêmes de la légation espagnole. D’après les estimations de l’historien Joseph Pérez, quelque 5 500 Juifs eurent la vie sauve grâce à l’action de Sanz Briz et de Perlasca, encore qu’Álvarez Chillida ait rabaissé ce chiffre à 3 500. En 1991, Sanz Briz, mort en 1980, fut nommé à titre posthume Juste parmi les nations par le gouvernement israélien.
Au contraire des autres actions humanitaires de diplomates espagnols, celle de Sanz Briz reçut l’approbation du gouvernement franquiste. Selon Joseph Pérez, cela s’explique par le moment des faits, à savoir la fin de l’année 1944, quand il n’était plus guère difficile de prédire la défaite de Hitler ; l’auteur indique : 

« L’attitude de Sanz Briz servait d’alibi au régime de Franco dans ses efforts à convaincre les Alliés qu’il n’avait plus rien de commun avec le Troisième Reich. De surcroît, à cette date, il était trop tard pour que les Juifs hongrois puissent être transférés en Espagne. Pour le cas où il viendrait à l’idée de quelqu’un de le tenter une fois la guerre terminée, en faisant usage de ses documents de protection, le nouveau ministre des affaires étrangères, Alberto Martín-Artajo, adressa deux circulaires aux consuls, le 24 juillet et le 10 octobre 1945, leur enjoignant d’en annuler la validité à toutes fins. »

Autrement dit, si une telle initiative fut autorisée par Franco, c’est qu’elle répondait, souligne Danielle Rozenberg, aux desiderata des Alliés en passe de gagner la guerre, et que le Caudillo avait la certitude que les milliers de Juifs protégés n’auraient pas à être accueillis en Espagne. Ce point de vue est partagé par Álvarez Chillida, qui fait remarquer en outre que « le coût de l’opération était minime : le papier, l’encre et le temps employé à rédiger les documents de protection. Le gouvernement savait qu’ils ne pouvaient pas entrer en Espagne et les frais d’entretien étaient pour le compte d’autrui. Et les bénéfices en matière de propagande auprès des Alliés étaient volumineux ».
La propagande franquiste célébra Sanz Briz pendant un certain temps, aussi longtemps que Franco croyait qu’Israël pouvait concourir à maintenir son régime en place dans la période d’ostracisme de l’après-guerre mondiale ; après qu’Israël se fut distancié de Franco, celui-ci dédaigna Sanz Briz et le laissa retomber dans l’oubli, afin que sa geste n’entrave pas le rapprochement entre l’Espagne et les pays arabes.

##### Bilan des sauvetages et évaluation finale
Quand les Allemands offrirent aux pays neutres la possibilité d’évacuer leurs ressortissants des zones d’occupation, ils y attachèrent la condition que ces pays n’accordent pas la citoyenneté à d’autres Juifs que ceux déjà inscrits dans leurs registres. Si l’on examine p. ex. le cas de la France, il apparaît qu’en accord avec cette politique allemande le nombre de Juifs rapatriables — qu’on aurait donc pu sauver  — se chiffrait à 2 000 dans la zone occupée et à un millier dans la zone libre. Si le nombre de rescapés n'a pas dépassé quelques centaines, cela ne tient donc pas aux restrictions allemandes, mais à la politique adoptée par le gouvernement espagnol de ne reconnaître que ceux parmi ses ressortissants juifs dont il était impossible de contester et de retirer la nationalité. Fin avril 1943, l’ambassade d’Espagne à Paris communiqua que le nombre de ses ressortissants pouvant prétendre à l'obtention d'un visa d’entrée n’était que de 250 ; autrement dit, le ministère des Affaires étrangères avait disqualifié 1 750 Juifs en France occupée. Pendant toute la durée de la guerre, pas plus de 800 personnes juives au total n’ont été rapatriées en Espagne, c’est-à-dire un effectif inférieur même au nombre de ceux dont la citoyenneté espagnole était indiscutable,.
Pour différentes raisons, et bien que les communautés juives du monde entier aient plutôt sympathisé avec les républicains, 150 Juifs de Bulgarie et 107 de Roumanie avaient pris le parti de se ranger du côté de Franco et avaient contribué de leur propre volonté, par le versement d’importantes sommes d’argent, à financer les ambassades franquistes. Le gouvernement de Franco se sentait donc une dette d’honneur envers eux, de qui beaucoup toutefois ne jouissaient pas ou plus de la protection offerte par l’Espagne à ses ressortissants. En Hongrie, à la différence de la Roumanie et de la Bulgarie où la protection espagnole ne s’appliqua qu’aux seuls ressortissants, la protection allait s’étendre à un grand nombre de Juifs, dont la majorité n’était pas même d’origine espagnole. Cette spécificité s’explique par plusieurs facteurs : d’abord, le sauvetage eut lieu en été et à l’automne 1944, c’est-à-dire à un moment où la défaite allemande se dessinait clairement et où l’Espagne était donc plus encline à se plier aux exigences des Alliés ; ensuite, la faiblesse du régime hongrois l’empêchait de surveiller de près les opérations de secours des pays neutres ; enfin, il s’agissait dans le cas des Juifs de Hongrie non de rapatriements, mais seulement de protection diplomatique, ce qui ne comportait pas le risque, fort redouté par les autorités franquistes, de voir s’accroître la présence juive en Espagne. Ces circonstances portèrent le gouvernement espagnol à étendre sa protection à 2 795 Juifs hongrois.
En octobre 1942, le ministère espagnol des Affaires étrangères décida de restreindre sa protection à ceux qui détenaient tous les documents propres à établir leur nationalité espagnole, privant par là de protection un grand nombre d’autres Juifs, en particulier en France, et ce parfois bien avant que les intéressés en aient été informés. Hormis le cas de la Hongrie, l’Espagne non seulement n’apporta sa protection qu’à ses seuls ressortissants, mais encore elle ne demanda jamais aux nazis que ces ressortissants soient affranchis des mesures antisémites prises dans les zones occupées.
Un courrier de Jordana, en date du 28 décembre 1943, se rapportant à la dispense de service militaire pour les ressortissants juifs venus de France, laisse entrevoir la position réelle de Madrid quant au rapatriement de ses ressortissants juifs sous la pression de l’ultimatum allemand de janvier 1943 :

« [Le problème] consiste en ceci que les Séfarades de nationalité espagnole sont plusieurs centaines en Europe, soit dans des camps de concentration, soit sur le point de quitter ceux-ci, et nous, nous ne pouvons pas les amener en Espagne pour qu’ils s’installent dans notre pays, car cela ne nous convient d’aucune manière, et le Caudillo ne l’autorise pas ; nous ne pouvons pas non plus les laisser dans leur situation actuelle, en feignant d’ignorer leur condition de citoyens espagnols, car cela pourrait donner lieu à de graves campagnes de presse à l’étranger et principalement en Amérique, et nous occasionner de sérieuses difficultés sur le plan international.

Eu égard à quoi, il a été imaginé d’aller les amener par groupes d’une centaine, plus ou moins, puis, lorsqu’un groupe aura déjà quitté l’Espagne, en passant par notre pays comme la lumière à travers une vitre, sans laisser de trace, amener un deuxième groupe, puis les laisser partir pour accorder l’entrée aux suivants etc. Ceci étant le mécanisme, il est clair que la base de celui-ci consiste à ce que nous ne permettions d’aucune façon que les Séfarades restent en Espagne, et dès lors, il n’y a pas lieu pour nous de chercher des motifs à les garder ici, vu que cela implique d’annuler la solution proposée et de nous charger de tout le problème en suspens et sans issue possible […]. »

Il apparaît donc que les autorités espagnoles ne s’étaient résignées à sauver des Juifs que pour éviter des répercussions négatives en Occident. Jordana étayait son argumentation par de la realpolitik plus que par des motifs humanitaires, et par le risque d’une perte de prestige et de souveraineté en cas d’arrestation et de déportation de ressortissants espagnols par les Allemands. La détermination espagnole à empêcher que des Juifs s’installent à demeure en Espagne eut pour effet de limiter considérablement le nombre de ceux qui finalement purent être sauvés.
Quand, à l’été 1942, le nombre de fuites au départ de la France tendit à augmenter, les autorités franquistes montrèrent plus de sévérité et se proposaient de renvoyer en France ceux qui avaient franchi les Pyrénées illégalement. Il est heureux cependant qu’à partir de novembre 1942 l’entrée clandestine depuis la France acquit une importance stratégique pour les Alliés. Madrid se résigna alors à modifier son attitude sous la constante pression alliée et en considération de sa nouvelle position géopolitique par suite de l’invasion de l’Afrique du Nord. Désormais, la frontière demeura ouverte à ceux qui s’échappaient de la zone occupée et l’Espagne accorda de plus amples concessions à ses représentations diplomatiques et aux organisations de secours aux réfugiés œuvrant sur son sol, sans faire de distinction entre réfugiés juifs et non-juifs, par quoi l’Espagne faisait figure de lieu de refuge sûr dans la seconde moitié de la guerre.
Quant aux biens des Juifs nantis — rappelons que la mainmise sur ces biens était la première étape du processus d’extermination —, il apparaît que la première préoccupation des diplomates franquistes était de défendre les possessions de leurs protégés, et dans quelques cas ils réussirent à placer ces biens sous tutelle d’agents espagnols non juifs, en dérogation des décrets nazis. Lorsqu’il s’agissait des biens de Juifs abandonnés par l’Espagne et envoyés « travailler dans les territoires de l’Est » (c’est-à-dire vers les camps de la mort), la consigne officielle portait que :

« Les biens des citoyens espagnols à l’étranger font partie des biens nationaux de l’Espagne, de la même façon qu’en cas de décès d’un citoyen espagnol, l’État peut, dans certaines circonstances, en devenir l’héritier. Aussi, lorsque se produit une absence, comme dans la présente situation, à la suite de ce que les Juifs ont été envoyés travailler dans les territoires de l’Est, nul plus que l’État espagnol n’est habilité légalement à administrer ces biens au nom de l’absent pendant la durée de son absence. »

L’historien israélien Haim Avni observe :

« Toutes les décisions de l’Espagne sur la manière de traiter ses ressortissants juifs furent prises unilatéralement. Les différents critères retenus reflètent le rapport des forces qui agissaient au sein du gouvernement de Franco sur le chapitre des Juifs. Les forces hostiles n’étaient pas suffisamment puissantes pour obtenir qu’un refus total soit opposé à ces ressortissants ; ils n’avaient pas assez de pouvoir pour discriminer au détriment des Juifs de façon légale ou par la voie de dispositions policières. Pas davantage les forces favorables n’étaient-elles suffisamment fortes pour promouvoir une politique généreuse, telle que celle que l’Espagne tenta plus tard de s’attribuer. Dans les faits, ces deux forces se sont associées pour s’opposer à la formation d’une communauté juive visible en Espagne. Pour cette raison, l’Espagne n’épuisa pas toutes les ressources à sa portée pour sauver des Juifs durant l’Holocauste. »

Il convient de distinguer deux phases dans l’œuvre de sauvetage de l’Espagne : une première, correspondant à la première moitié de la guerre, où l’Espagne fut sollicitée de faciliter l’émigration de Juifs en délivrant des visas de transit par son territoire, requête qu’elle honora avec générosité, permettant ainsi le sauvetage de près de 30 000 Juifs détenteurs d’un visa d’entrée au Portugal ; au cas contraire, l’Espagne se serait montrée plus hostile que l’Allemagne ou que le régime de Vichy, qui à ce moment-là ne faisaient pas obstacle au départ des Juifs. Dans une seconde phase, l’Espagne participa au sauvetage de 11 535 Juifs : dont 7500 qui franchirent ses frontières et furent recueillis au titre de programmes nationaux ; 3235 qui jouirent de l’une ou l’autre forme de protection diplomatique ; et 800 ressortissants rapatriés. Ce sont là des maximums, et en tout état de cause inférieurs à la capacité totale de sauvetage de Juifs qu’avait l’Espagne. À la différence des autres pays neutres en état d’offrir refuge aux Juifs, plus particulièrement la Suisse et la Turquie, il n’y avait pas en Espagne de représentation au plus haut niveau d’aucun groupe d’influence juif. Le fait de subordonner chaque nouvel arrivage à l’évacuation préalable du groupe de réfugiés précédent servait aussi de subterfuge pour rejeter la responsabilité du faible rythme de rapatriement sur les organisations de secours juives, lesquelles pourtant n’étaient souvent même pas informées des conditions posées par Madrid au sauvetage des ressortissants juifs espagnols. On obtint à cet égard de véritables résultats qu’après que les Alliés eurent, dans le cadre de leurs intérêts globaux, mis la pression sur l’Espagne ; il fallut en effet que les requêtes des organisations juives adressées principalement aux gouvernements britannique et américain aient d’abord motivé les Alliés à venir en aide aux Juifs pour que lesdites organisations aient enfin la faculté de faire bénéficier les réfugiés juifs de leur aide et de leurs efforts de sauvetage en Espagne. L’opinion publique occidentale en général et celle juive en particulier furent impuissantes à faire bouger les choses lors de la conférence des Bermudes d’avril 1943, mais en 1944, au lendemain de la création par Roosevelt du Comité des réfugiés de guerre, la situation commença à s’améliorer. Haim Avni conclut que « ce n’est que dans la dernière étape du massacre, lorsque les Juifs hongrois marchaient vers la mort, que les Alliés décidèrent d’user de leur influence et qu’ils insistèrent auprès de l’Espagne pour qu’elle vienne en aide à des groupes plus larges de Juifs persécutés. Si l’Espagne avait été exposée à cette pression plus tôt, elle aurait contribué à sauver beaucoup plus de Juifs ».

#### La construction du mythe «Franco, sauveur des Juifs»
Selon plusieurs auteurs, c’est en 1949, quand le régime franquiste était frappé d’un ostracisme international, que la propagande du régime fabriqua le mythe d’un « Franco sauveur des Juifs », plus spécialement des Juifs séfarades. Cela permit d’accuser d’ingratitude l’État d’Israël récemment créé, qui venait de rejeter l’ouverture de relations diplomatiques avec l’Espagne et s’était par son vote à l’ONU opposé à la levée des sanctions contre l'Espagne, Israël se cramponnant en effet à son point de vue que le général Franco avait été un allié d’Adolf Hitler,. L’intérêt qu’avait le gouvernement de Franco de voir le nouvel État juif voter pour la levée des sanctions imposées par les Nations unies avait porté la diplomatie espagnole à fabriquer un passé inexistant d’aide aux Juifs fuyant l’Holocauste et à remettre en honneur le philoséfaradisme comme un élément essentiel de l’identité nationale espagnole.
La participation de l’Espagne au projet politique allemand d’extermination des Juifs européens n'avait été que tangentielle. Aussi l’ambassadeur d’Israël auprès des Nations unies, Abba Eban, avait-il sans doute raison quand, prenant la parole le 16 mai 1949 devant l'ONU pour expliquer pourquoi l’État d’Israël n’accepterait pas que le régime de Franco soit admis dans la communauté internationale, il reconnut tout d’abord que l’Espagne n’avait certes pas pris part « directement » à la politique d’extermination menée par l’Allemagne avec la collaboration d’autres États d’Europe, mais souligna ensuite que l’alignement idéologique de l’Espagne sur le Troisième Reich « contribua à l’efficacité » des actions au service du projet de faire de l’Europe un espace « exempt de Juifs »,,,. 
En réaction aux accusations israéliennes et en quête de légitimité internationale, le régime franquiste mit sur pied une campagne de propagande pour accréditer le mythe « Franco, sauveur des Juifs », en magnifiant démesurément l’action salvatrice du gouvernement de Franco durant la Seconde Guerre mondiale. À cette fin, le Bureau d’information diplomatique élabora en 1949, puis traduisit en français et en anglais, une brochure intitulée España y los Judíos, que les représentations espagnoles en Occident eurent pour mission de diffuser,,. D’après Álvarez Chillida, « le succès de cette campagne fut telle que ses séquelles perdurent jusqu’à aujourd’hui — en particulier dans le monde juif ».
Toujours d’après Álvarez Chillida, la campagne était axée uniquement sur l’étranger, « car à l’intérieur, c’est à peine si l’on comprenait de quel sauvetage il s’agissait. En effet, l’Holocauste, et surtout les images de celui-ci, était un sujet tabou, soumis à la censure jusqu’à la mort du dictateur ». Mais étant donné que l’existence des atrocités nazies était impossible à dissimuler, et que même la presse avait informé sur les procès de Nuremberg — quoique sans décrire in extenso les « crimes contre l’humanité » et la « persécution des Juifs » —, il était devenu impossible d’occulter totalement les crimes du Troisième Reich ; toutefois la presse n’était autorisée à aborder ce thème qu’incidemment, en évitant toute référence à l’appui moral de l’Espagne aux Lois raciales ou à l’ampleur de l’Holocauste juif, et en éludant toute discussion ouverte sur ces événements.
Depuis lors, cette vision apologétique de l’intervention franquiste a été dûment démontée, d’abord par les recherches minutieuses et bien documentées du professeur israélien Haim Avni, qui ont fait l’objet d’une publication intitulée España, Franco y los judíos (édition espagnole de 1982), puis par les Espagnols Antonio Marquina et Gloria Inés Ospina, auteurs de España y los judíos en el siglo XX. La acción exterior (de 1987), et plus récemment, par l’Allemand Bernd Rother (Spanien und der Holocaust, 2001, traduction espagnole en 2005, sous le titre Franco y el Holocausto). Pourtant le mythe persiste et s’est transformé en une sorte de lieu commun,. Du reste, le régime franquiste lui-même reconnaissait en interne les limites de la politique de « sauvetage des Juifs », comme le démontre un rapport secret élaboré en 1961 à l’attention du ministre des Affaires étrangères Fernando María Castiella, :

« Durant la guerre, pour des raisons sans nulle doute impérieuses, l’État espagnol, même quand il prêta une aide efficace aux Séfarades, pécha dans tel ou tel cas par excès de prudence, et il est évident qu’une action plus rapide et plus résolue eût sauvé plus de vies, même si l’on est fondé à chiffrer à environ 5 000 celles qui apparaissent dans la colonne ‘Actif’ de notre bilan avec les Juifs. »

Néanmoins, le mythe perdura, et à une date aussi tardive que l’année 1970, cinq ans avant la mort de Franco, le ministère des Affaires étrangères mit à la disposition de l’Espagnol Federico Ysart et du rabbin américain Chaim Lipschitz une documentation choisie afin de permettre à chacun de ces deux auteurs de produire un ouvrage allant dans le sens d’une apologie de l’œuvre de « sauvetage des Juifs » accomplie par le régime.
La décision des autorités espagnoles de porter secours aux Juifs remonte, selon le phalangiste, auteur et futur mémorialiste Javier Martínez de Bedoya, au 12 octobre 1943. Celui-ci relate dans ses mémoires que le ministre des Affaires étrangères Jordana le convoqua à la tombée de la nuit à son domicile pour le prier de rédiger une étude établissant que le programme de la Phalange ne comportait aucun élément antisémite. Le motif de cette démarche était que depuis le printemps de 1943, Jordana avait maille à partir avec l’aile phalangiste du gouvernement, que dirigeait alors le ministre de l’Intérieur Blas Pérez et qui s’opposait aux premières mesures de rapatriement de Juifs séfarades prises par Jordana. Celui-ci rappela Bedoya quelque temps après, loua son travail et lui expliqua son programme de politique extérieure dans le cadre de l’hypothèse, la seule qu’il admît comme probable, d’une victoire des Alliés. Ledit programme incluait la tentative de susciter la solidarité avec le régime de Franco de la part des Juifs du monde. Jordana déclara à Bedoya : « J’aimerais compter sur vous pour ce qui concerne les Juifs. Il me plairait que vous veniez vous installer à Lisbonne jusqu’à la fin de la guerre, afin d’établir les contacts pertinents, avec autorisation d’effectuer tout déplacement opportun au départ d’ici : à New York agit le Congrès juif mondial, à Londres la Commission sioniste, en Palestine l’Agence juive ». Le 5 juillet 1944, grâce à l’entremise de Bedoya, alors attaché à l’ambassade d’Espagne à Lisbonne au titre de directeur de presse, mais en réalité chargé d’une mission par Jordana, une rencontre officielle put être arrangée à Lisbonne entre l’ambassadeur d’Espagne au Portugal, Nicolás Franco, frère du Caudillo, et deux dirigeants juifs importants. L’on se mit à l’œuvre aussitôt après cette rencontre, et la première mission que s’assignèrent les protagonistes était le sauvetage des 400 Juifs de Grèce. Bedoya écrit : « Nos ambassades à Berlin et Athènes s’étaient déjà mobilisées auparavant, demandant un sursis dans la déportation afin d’examiner s’il était possible que nous nous chargions d’eux en alléguant de leurs ascendances séfarades… ». Selon Bedoya, c’est de ces représentants juifs, et non des autorités franquistes, qu’émanait l’idée d’une contrepartie diplomatique, à savoir « la neutralité bienveillante des Juifs du monde envers l’Espagne nationale ». Les Mémoires de Bedoya confirment l’existence d’un plan plus ou moins improvisé du gouvernement de Franco tendant à faciliter le sauvetage des Juifs européens, qui allait se déployer au rythme des événements dans la dernière année et demie de la Seconde Guerre mondiale, quand la défaite nazie apparaissait plus que probable. L’attitude de l’Espagne face aux problèmes consulaires des Juifs devait changer au gré des probabilités qu’avaient les nazis de gagner la guerre.
Le débat reste ouvert quant à l’appréciation de la politique franquiste vis-à-vis des Juifs qui fuyaient l’Holocauste. L’hispaniste français Joseph Pérez, à la question qu’il s’est formulée à lui-même, à savoir : « Aurait-on pu sauver davantage de Juifs si le gouvernement espagnol s’était montré plus généreux et avait accepté les propositions de ses consuls dans l’Europe occupée par les nazis ? », a répondu « bien évidemment », ajoutant : « Jusqu’en 1943 […], Madrid ne voulait pas de complications avec l’Allemagne et même après cette date, s’offrait à collaborer avec des agents nazis ». Ce nonobstant, Pérez conclut : « malgré tout, le bilan global est plutôt favorable au régime : il ne sauva pas tous les Juifs qui demandaient de l’aide, mais en sauva beaucoup. Dans l’ensemble, il est cependant fort exagéré de parler, comme le font certains auteurs, de la judéophilie de Franco ».
Cette évaluation de Joseph Pérez n’est pas partagée par Gonzalo Álvarez Chillida. Selon ce dernier, si les Juifs furent autorisés à traverser l’Espagne, c’est « précisément parce que qu’il ne s’agissait que de transit, qui plus est, soutenu économiquement par les Alliés et par différentes organisations humanitaires » ; en même temps, « il fallait empêcher par tous les moyens qu’ils demeurent dans le pays, comme il fut ordonné de façon répétée depuis El Pardo. Pour cette raison, les quatre milliers de Juifs espagnols que les Allemands étaient disposés à respecter pourvu qu’ils soient rapatriés par l’Espagne, occasionnèrent les plus grandes difficultés. Bien qu’il eût déjà quelque connaissance de l’extermination des Juifs, Franco maintint inaltéré son principe que ces citoyens espagnols, quoique Juifs, ne pouvaient pas demeurer dans leur propre pays. […] il y eut nombre d’atermoiements, que les Allemands acceptèrent, et, au bout du compte, le régime sauva moins du quart. […] Mais il n’y a pas que cela. L’Allemagne une fois battue […] [le ministère des Affaires étrangères] ordonna que les documents de protection octroyés pendant la guerre soient considérés tous comme nuls et non avenus. Seuls les Juifs capables de démontrer qu’ils possédaient la citoyenneté espagnole la plus régulière selon tous critères seraient aidés à revenir dans leurs anciens foyers, mais sous aucun prétexte ne pourraient entrer en Espagne. […] Beaucoup de Juifs qui furent sauvés par l’entremise de l’Espagne gardent logiquement un souvenir de gratitude envers Franco. Quant à ceux qui furent refoulés vers la France ou qui furent abandonnés parce que leur nationalité n’avait pas été reconnue, ils n’ont pas pu, dans leur immense majorité, garder quelque souvenir que ce soit ». On observe donc ici une obsession d’éviter l’introduction d’une population juive permanente en Espagne, de peur de faire renaître un problème juif 450 ans après l’expulsion de 1492.
La politique vis-à-vis des Juifs fixée par les autorités franquistes, en partie mise en œuvre par la voie d’instructions confidentielles, visait tout à la fois à limiter numériquement la présence juive en Espagne, à écarter le risque d’un séjour permanent, et enfin à servir les intérêts économiques espagnols. À cette fin, les différentes représentations diplomatiques à l’étranger reçurent entre autres consignes de vérifier méticuleusement l’identité des rapatriés potentiels, de ne pas délivrer de passeports collectifs, voire de différer un départ groupé tant que le contingent de réfugiés précédemment admis en Espagne n’avait pas encore été redirigé vers un autre lieu d’accueil.  Danielle Rozenberg argue qu’« en privant plusieurs milliers de Séfarades de la nationalité espagnole à laquelle ils pouvaient prétendre et en retardant délibérément le rapatriement de certains collectifs en attente, des Juifs rapatriables selon les critères du Reich, l’Espagne porte aussi la responsabilité d’avoir abandonné à un sort tragique nombre de Judéo-Espagnols qui auraient pu être épargnés ».
Dans l’intervention espagnole, il convient au premier chef de mettre en évidence le rôle essentiel des diplomates espagnols en poste dans les différents pays sous domination allemande qui, mobilisés sans relâche, tentèrent de convaincre leur ministre de tutelle autant que leurs interlocuteurs sur le terrain d’épargner leurs protégés, et qui pour certains n’hésiteront pas à enfreindre dans ce but les consignes ministérielles. Ce sont en particulier : à Paris, le consul général d’Espagne, Bernardo Rolland, qui déploya une intense activité en faveur des Séfarades de France, les recevant avec bienveillance, transmettant leurs doléances à Madrid et parvenant même à étendre la protection espagnole à plusieurs dizaines de personnes que le ministère des Affaires étrangères avait écartées du bénéfice de la nationalité ; à Athènes, le représentant espagnol Sebastian Romero Radigales, qui mit tout en œuvre pour défendre les biens et la sécurité des ressortissants juifs placés sous sa protection, et qui, informé en juillet 1943 de la déportation imminente des Juifs de Salonique, réussit, avec la complicité du consul à Salonique, Salomon Ezraty – qui n’hésitera pas par la suite à risquer sa vie pour sauver celle de ses protégés –, à organiser la fuite d’un groupe de cent cinquante Judéo-Espagnols à destination de la capitale grecque, alors occupée par les forces italiennes ; et à Budapest, Ángel Sanz Briz et Giorgio Perlasca.
Álvarez Chillida pour sa part conclut :

« La manière dont les juifs furent traités par le régime pendant la Seconde Guerre mondiale n’était pas généreuse. Franco ne figure pas parmi les plus antisémites de son régime, mais considérait le décret de 1492 comme étant toujours en vigueur dans la Péninsule. Il ne s’opposa pas à ce que les Juifs soient sauvés par l’Espagne, pourvu qu’ils ne soient que de passage. Et, bien sûr, il ne s’efforça pas davantage à les sauver. L’initiative de les protéger vint bien plutôt de quelques diplomates, comme Sanz Briz [à Budapest], Romero Radigales en Grèce, et Julio Palencia à Sofia. Eurent un impact également les pressions des Alliés et des organisations juives, et y compris même du ministère des Affaires étrangères allemand, qui avait hâte de rapatrier les Juifs espagnols. »

### La politique Juive entre 1945 et 1960
À la suite de la défaite des puissances de l’Axe dans la Seconde Guerre mondiale, le régime franquiste se retrouva isolé internationalement. Pour charpenter sa propagande à l’intérieur, le régime eut alors recours au mythe de la conspiration anti-espagnole, de laquelle les Juifs feraient partie intégrante. Il n’est pas fortuit que les écrits le plus clairement antisémites du général Franco et de Carrero Blanco datent précisément de cette époque. En effet, à côté du général Franco, qui faisait paraître sous le pseudonyme de Jakim Boor des articles dans le journal Arriba, le principal conseiller du Caudillo, l’officier de marine Carrero Blanco, publia sous divers pseudonymes (Nauticus, Orion, Juan de la Cosa, Ginés de Buitrago) plusieurs contributions sur le sujet, de quelques-unes desquelles il fut donné lecture sur Radio Nacional de España. Carrero Blanco se pencha notamment sur la condamnation du régime franquiste par les Nations unies en 1946, sous la forme de ce qui apparaît comme une allusion voilée au judaïsme et à la franc-maçonnerie : « Quels mystérieuses puissances agissent dans le sein des Nations unies et inspirent des réactions aussi étranges ? ».
Entre 1939 et 1945 au moins, la pratique de tout type de culte autre que le culte catholique était interdit. Dans les débuts du Mouvement national, il était nécessaire de poser des limites à la liberté religieuse, et de fermer les chapelles de groupes non catholiques sur le territoire national espagnol, cela en partie parce que plusieurs pasteurs de ces églises avaient adopté une position hostile, et dans le but également d’assurer la fondamentale unité religieuse du peuple espagnol. À l’issue de la Guerre civile, les rares synagogues restées ouvertes, principalement à Barcelone et Madrid, furent fermées, et quelques cimetières juifs, comme notamment celui de Barcelone, furent profanés.
Depuis sa mise en place, le régime s’était défini comme un État catholique où était interdite toute autre confession religieuse. Dès mars 1938, le nouvel État s’était empressé d’abroger la loi qui depuis le 28 juin 1932 régulait les mariages civils, ce qui rendit nulles et non avenues toutes les unions matrimoniales conclues en vertu de cette loi républicaine, lors même qu’elles aient été dûment enregistrées à l’état civil. Jusqu’en 1941, il n’existait pas de procédure permettant à ceux qui, comme les Juifs, opteraient pour le mariage civil, moyennant qu’ils puissent produire les documents requis prouvant qu’ils n’étaient pas catholiques ou qu’ils n’avaient pas été baptisés. Bien que la loi ait été conçue davantage pour les membres de confessions chrétiennes non catholiques, essentiellement les cultes protestants étrangers, les Juifs tombaient également sous le coup de cette loi et se trouvaient donc dans l’impossibilité de contracter mariage selon leurs rites et traditions,,. De même, la loi du 30 janvier 1932 par laquelle les cimetières avaient été transformés en cimetières civils et municipaux fut abrogée, et la titularité de ceux-ci restituée à l’« Église et aux paroisses respectives » ; à l’article 6 de la loi, il était fait obligation aux propriétaires, mandataires ou administrateurs des mausolées, sépultures ou niches funéraires d’en faire disparaître les inscriptions et symboles de sectes maçonniques ou tout autre qui serait de quelque façon hostile à la religion catholique ou à la morale chrétienne. Rien n’est précisé à propos de la symbolique juive ; en effet, pour la législation du nouvel État, le Juif n’existait pas, et les restrictions à la pratique de leur culte se trouvaient englobées dans celles à caractère général, ce qui rendait superfétatoire, aux yeux des législateurs franquistes, d’édicter des lois plus spécifiques qui auraient visé à réguler des pratiques juives, d'ailleurs quasi inexistantes. Cependant, dans la mesure où le judaïsme pouvait être entendu comme une religion hostile à la religion catholique, il pouvait être sous-entendu que toute référence à la religion juive devait également être éliminée des plaques funéraires. Le 27 août 1953, un concordat fut signé avec le Saint-Siège, par lequel l’infériorité légale des non-catholiques en Espagne était réaffirmée et dont le premier alinéa énonçait :

« La Religion catholique, apostolique et romaine continue d’être la religion unique de la Nation espagnole et jouira des droits et prérogatives qui lui reviennent conformément à la Loi divine et au Droit canonique. »

Après qu’il eut été mis fin à l’ostracisme du régime, sous l’effet du revirement des États-Unis et des autres puissances occidentales induit par la guerre froide, le discours antisémite tendit à s’infléchir, ce que reflétaient les articles que Franco faisait alors paraître dans Arriba, toujours sous le pseudonyme de Jakin Boor. Dans un de ceux-ci, il vient à déclarer que « judaïsme, franc-maçonnerie et communisme sont trois choses différentes, qu’il faut se garder de confondre », mais en ajoutant dans la suite : « Souvent, nous les voyons œuvrer dans le même sens et les unes profiter des conspirations promues par les autres ».
L’émoussement du discours antisémite s’accompagna de mesures d’ouverture vis-à-vis des Juifs. En décembre 1945, la synagogue de Barcelone fut rouverte, dans un appartement de location, mais, ainsi que le prescrivait la nouvelle législation espagnole, sans aucun signe extérieur susceptible de le signaler aux passants ; en janvier 1949, deux synagogues furent inaugurées dans les mêmes conditions dans des appartements à Madrid et Barcelone, pour prix de l’engagement pris par le vieux dirigeant juif madrilène Ignacio Bauer à appuyer le régime franquiste dans les forums internationaux, et en 1953, le Caudillo accorda une audience au président de la synagogue de Madrid, Daniel Barukh, autre grand défenseur du régime. En 1954, deux synagogues de plus furent ouvertes à Barcelone, ainsi qu’un centre communautaire, encore que la légalisation des communautés juives péninsulaires ne dût pas intervenir avant 1965,,,.
Par l’adoption de la Charte des Espagnols en juillet 1945, le régime escomptait effacer son passé récent d’allié des puissances de l’Axe pendant la Seconde Guerre mondiale et se présenter devant le monde comme un pays éloigné de toute forme de totalitarisme. De là vint que le régime voulut se doter d’une « constitution », et reconnaître un ensemble de droits individuels, même si en pratique ceux-ci n’étaient pas garantis. Aussi, le régime continuait certes de se proclamer catholique, et la religion catholique d’être celle de l’État espagnol et à ce titre de jouir de la protection officielle, mais il tolérait désormais la pratique d’autres cultes, à condition qu’ils s’exercent en privé ; nul ne serait plus inquiété pour ses croyances religieuses ni en raison de la pratique en privé de son culte, toutefois ne seraient autorisées les cérémonies et manifestations extérieures que de la seule religion catholique,,. D’autre part, la Loi sur l’enseignement primaire, approuvée le 17 juillet 1945, accordait également une certaine liberté religieuse, puisque le préambule posait que l’enseignement primaire, « en tant que mission fondamentalement sociale, incombe à la Famille, à l’Église et à l’État », pour ensuite, en son article 5, établir que « l’enseignement primaire, s’inspirant de l’esprit catholique consubstantiel à la tradition scolaire espagnole, se conformera aux principes du Dogme et de la Morale catholique et aux dispositions du Droit canonique en vigueur ». Pourtant, la loi ménageait une brèche légale, ici aussi à l’intention des protestants, mais qui se prêtait à être utilisé aussi par les Juifs. L’article 28 en effet régulait la création et le fonctionnement des écoles étrangères en Espagne, dans lesquelles étaient prescrites la « formation religieuse » et l’enseignement de l’« esprit national » pour tous les élèves. Cependant, les enfants espagnols aussi bien qu’étrangers pouvant démontrer n’être pas catholiques auraient droit, au titre d'une formation complémentaire à celle catholique, à un enseignement religieux d’une autre confession. Une autre loi fondamentale, la Loi sur les principes du Mouvement du 17 mai 1958, proclamait que « la doctrine de la Sainte Église catholique et romaine » était la seule véritable et que la foi catholique était indissociable de la conscience nationale, par quoi les non-catholiques se trouvaient de fait exclus de la nation espagnole. 
Dans le même temps, un virage eut lieu dans la politique extérieure de l’Espagne, comme le révèle le décret-loi du 29 décembre 1948 octroyant, dans les consulats d’Espagne, la nationalité espagnole à 271 Séfarades vivant en Égypte et à 144 familles résidant en Grèce, qui étaient d’anciens protégés de l’Espagne,. D’autre part, dans le même numéro du Bulletin officiel de l'État (BOE, Journal officiel), la nationalité espagnole était accordée à plusieurs autres Juifs d’origine séfarade résidant à l’étranger. Ensuite, la mise en place de relations diplomatiques fut proposée à l’État d’Israël nouvellement créé, en vue de purger l’image du passé et de se rapprocher du bloc occidental, nonobstant que quelques mois seulement auparavant, la presse franquiste eût déployé une campagne en faveur des Arabes dans le cadre du conflit palestinien et que dans les comptes rendus de la guerre israélo-arabe de 1948-1949 aient été grossies les présumées atrocités commises par les « sionistes », lesquels étaient dépeints comme de dangereux communistes et comme des profanateurs sacrilèges des temples chrétiens. Israël refusa encore de reconnaître le régime franquiste, au motif qu’il fut naguère allié de Hitler, et vota à l’ONU contre la levée des sanctions décidées en 1946, ce qui déclencha une campagne antisémite dans la presse espagnole. Le président des Cortes franquistes, Esteban Bilbao, fit allusion devant la Chambre à la « mentalité juive » (mente judía) de Karl Marx, « perturbée par la haine de sa race pour tous les progrès et pour toutes les institutions portant le signe de la croix ». À l’ouverture de l’année universitaire 1949-1950, le recteur de l’université d'Oviedo prononça un discours véhément contre les Israéliens, où il mobilisa tous les stéréotypes antisémites et vint même à citer Les Protocoles des Sages de Sion. C’est alors aussi que la propagande franquiste lança le mythe de « Franco, sauveur de Juifs », afin de mettre en lumière l’« ingratitude » d’Israël. Selon Álvarez Chillida, « toute cette réaction anti-israélienne mettait en évidence que l’antisémitisme n’était pas mort avec l’Holocauste, mais qu’il restait en état de léthargie. Beaucoup d’idées perduraient. Ce qui avait changé drastiquement depuis 1945 était le contexte dans lequel elles s’exprimaient ».
Une fois acquise la reconnaissance internationale, concrétisée par l’adhésion à l’ONU en 1955 (avec entre autres le vote favorable d'Israël), le régime franquiste ne se souciait plus guère d’établir des relations diplomatiques avec Israël et chercha plutôt à maintenir de bons rapports avec les pays arabes, même si parallèlement le régime remit en honneur le philoséfaradisme, surtout pour s’attirer les grâces de l’opinion publique américaine. En 1959, l’Exposición bibliográfica sefardí organisée par la Bibliothèque nationale ne manqua pas de susciter des réticences dans certaines secteurs du régime franquiste ; ainsi p. ex. le ministère des Affaires étrangères demanda-t-il que dans cette exposition ne soient pas glorifiées « ces aspects de la pensée séfarade fondamentalement contraires au concept spirituel de l’Espagne authentique »,.
À l’instar de l’antisémitisme, la théorie de la conspiration anti-espagnole fut elle aussi reléguée au second plan, pour être remplacée dans la propagande franquiste par l’accent mis désormais sur la croissance économique et sur la « paix sociale ». Aussi les références aux supposées activités anti-espagnoles du judaïsme eurent-elles tendance à disparaître et les publications enfreignant cette nouvelle norme à devenir rares. Dans ses ouvrages d’exaltation du régime, l’officier de police Comín Colomer ne faisait plus guère qu’effleurer la « judéo-maçonnerie », le « judéo-soviétisme » ou le « super-gouvernement de Sion ». Néanmoins, Mauricio Carlavilla, auquel vint se joindre Joaquín Pérez Madrigal, ancien député du Parti républicain radical, qui sitôt commencée la Guerre civile avait collaboré avec l’appareil de propagande franquiste et dirigé dans l’après-guerre civile l’hebdomadaire d’extrême droite ¿Qué pasa?, s’obstinaient encore sur la voie antisémite. Carlavilla fonda en 1946 la maison d’édition Nos, qui fit traduire et publia plusieurs œuvres antisémites, éditant même un classique de l’antisémitisme jamais encore publié en Espagne jusque-là : La Franc-maçonnerie. Synagogue de Satan (1893) de l’évêque jésuite Leo Meurin. À côté de Nos, deux autres maisons d’édition avaient dans leur catalogue plusieurs livres antisémites, voire pro-nazis : celle du phalangiste catalan Luis de Caralt et la maison d’édition Mateu, toutes deux établies à Barcelone. La revue Cristiandad, fondée en 1944 par le prêtre intégriste Ramón Orlandis, publiait des articles sur le complot judéo-maçonnique. En pie, le bulletin de l’organisation paramilitaire Guardia de Franco, était plus éloigné encore des nouvelles consignes, puisqu’en plus de fustiger la franc-maçonnerie et le judaïsme, il incluait des textes où Hitler et Mussolini étaient couverts d’éloges.
Ce qui en revanche ne s’évanouit aucunement étaient les vieux thèmes de l’anti-judaïsme chrétien. Dans nombre de publications et de livres, pour la plupart composés par des membres du clergé ou par des catholiques intégristes, on continuait d’invoquer la « perfidie juive », en justifiant les violences antijuives et l’expulsion des Juifs d'Espagne de 1492 et en se félicitant de la répression exercée par l’Inquisition espagnole à l’encontre des judéoconvers. Des manuels scolaires continuaient de paraître qui racontaient les « crimes des Juifs » aux enfants, et des films continuaient d’être projetés comportant des allusions anti-juives, tels que le film Faustina de José Luis Sáenz de Heredia, sorti en 1957.

### Antisémitisme et politique juive entre 1960 et 1975
Le pape Jean XXIII, qui souhaitait réviser la perception catholique du judaïsme, élimina en 1959 la référence à la « perfidie juive » dans la liturgie du Vendredi saint, ce qui fut aussitôt mis en application en Espagne. En 1961, l’hébraïste catholique José María Lacalle publia un ouvrage défendant les thèses de la conférence de Seelisberg, lesquelles jetaient les bases théologiques devant permettre d’en finir avec l’anti-judaïsme chrétien. Cette même année, l’association Amistad Judeo-Cristiana (littér. Amitié judéo-chrétienne, autorisée en 1962) fut fondée à l’initiative d’un groupe de prêtres, qui reçurent l’appui des deux grands hébraïstes espagnols de l’époque, Cantera Burgos et Millàs Vallicrosa, ainsi que d’autres universitaires, de l’évêque de Madrid, et de quelques personnalités philoséfarades du régime, dont Pedro Laín Entralgo et celui qui était alors le président de l’Institut de la culture hispanique, Blas Piñar. Les deux membres les plus éminents de la communauté juive de Madrid, Max Mazin et Samuel Toledano, assistèrent à la réunion fondatrice d’octobre 1961. L’un des événements les plus retentissants organisés par l’association était l’Assemblée interconfessionnelle judéo-chrétienne tenue dans la paroisse madrilène de Santa Rita le 28 février 1967, dont se feront l’écho deux des très grandes chaînes de télévision américaines, ainsi que d’autres organes de la presse écrite internationale. Un an et demi auparavant, le Concile Vatican II avait approuvé la déclaration Nostra Ætate portant sur la relation des catholiques avec les religions non chrétiennes, qui mettait un terme à l’antijudaïsme chrétien et condamnait l’antisémitisme ainsi que toute autre forme de haine raciale ou religieuse,. Les activités de l’association se heurtèrent à l’opposition des secteurs les plus intégristes et ultra du franquisme et aux fréquentes protestations des ambassades des pays arabes. Ses activités se trouvaient sous la surveillance du gouvernement et il advint plus d’une fois qu’une conférence soit frappée d’interdiction. Elle recevait des menaces, comportant notamment l’invective « Hors d’Espagne, chiens juifs ! », assortie de « Vive le Christ roi ! ». Parallèlement, les synagogues de Madrid et de Barcelone faisaient l’objet d’attaques sous la forme de graffitis anti-juifs apposés sur leurs façades et de jets de bombes incendiaires contre leurs portails d’entrée.
En 1968, sous l’égide de la dénommée Loi sur la liberté religieuse adoptée l’année antérieure — par laquelle le régime s’était efforcé de se mettre au diapason de la rénovation accomplie au sein de l’Église catholique dans le sillage de Vatican II, encore que des restrictions sévères aient continué de prévaloir à l’encontre des confessions non catholiques —, la nouvelle synagogue avec son centre communautaire attenant furent inaugurés rue Balmes à Madrid. Le rabbin Garzón fut interrogé par la télévision à cette occasion, tandis qu’un communiqué du ministère de la Justice annonçait explicitement le 16 décembre 1968 que le décret d’expulsion de 1492 était abrogé depuis 1869,.

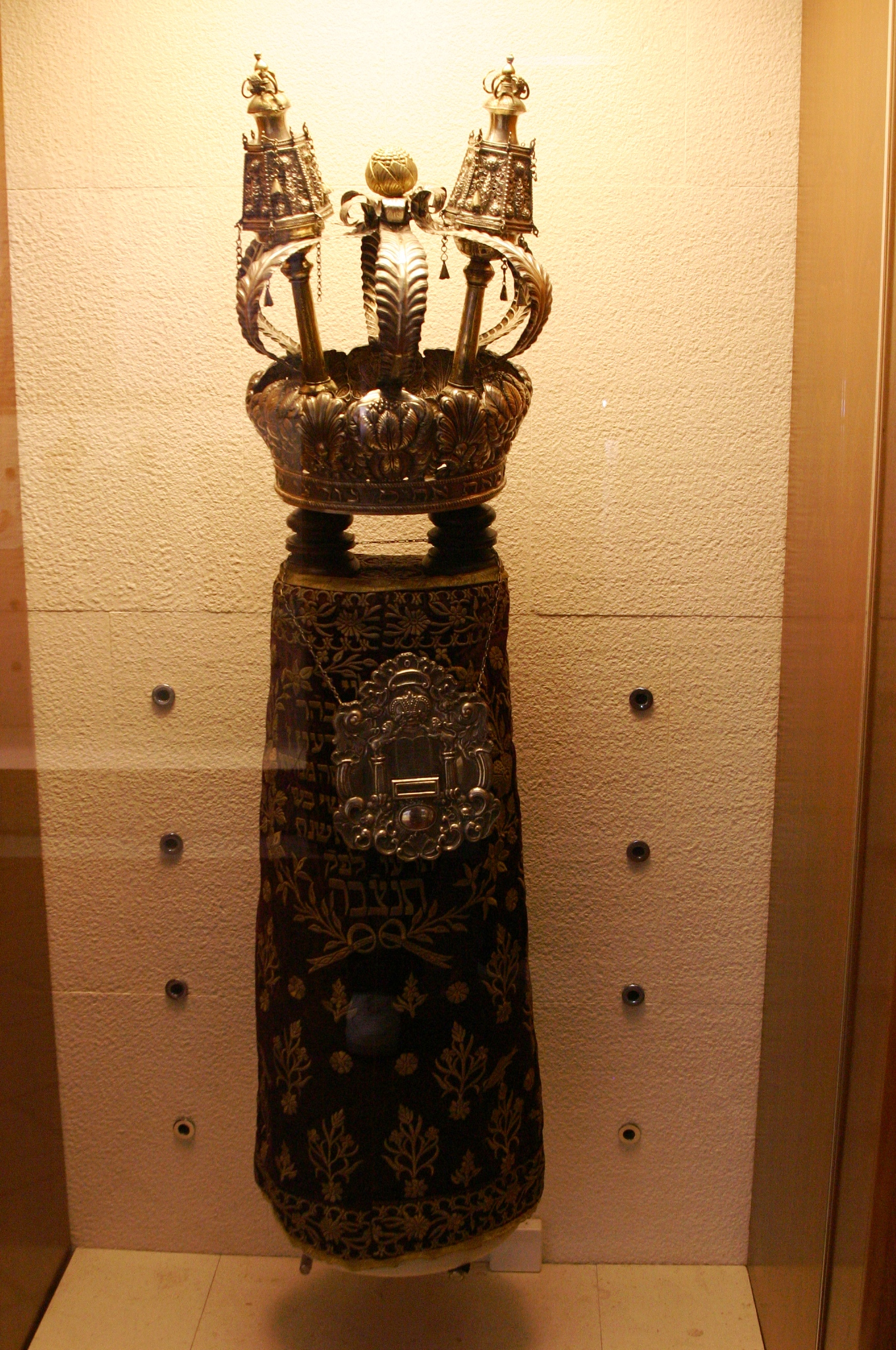
Rouleau de la Torah, conservé au Musée séfarade (Museo Sefardí) de la Synagogue El Tránsito à Tolède.

D’autre part, le philoséfaradisme connut un nouvel essor en 1964 avec l’aménagement du musée séfarade dans la synagogue del Tránsito à Tolède, projet qui remontait à la Seconde République mais que celle-ci n’était pas parvenue à mener à bien,. Le préambule du décret du 18 mars 1964 portant création du musée permet de constater, selon Joseph Pérez, la continuité du « philoséfaradisme de droite » promu par la dictature de Primo de Rivera :

« L’intérêt qu’offre l’histoire des Juifs dans notre patrie est double, attendu que, d’une part, son étude est propice à une bonne connaissance du caractère espagnol, compte tenu de la présence séculaire du peuple juif en Espagne, et que, d’autre part, apparaît essentielle également pour l’entité culturelle et historique de ce peuple l’assimilation qu’une partie de son lignage a faite du génie et de la mentalité hispaniques par suite d’une longue vie commune. Sans la prise en compte de ce fait, l’on ne peut comprendre les aspects variés qu’offre la personnalité des Séfarades dans les différentes communautés qu’ils ont formées en se dispersant à travers le monde. Au regard du désir de préserver et de resserrer les liens que les Séfarades ont depuis des siècles tissés avec l’Espagne, la création d’un musée voué aux témoignages de la culture hébraïco-espagnole semble singulièrement opportune… »

À la même époque, il n’était nullement envisagé de renoncer au mythe « Franco, sauveur de Juifs », à telle enseigne que le ministre des Affaires étrangères Fernando María Castiella obligea en 1963 Ángel Sanz Briz à mentir à un journaliste israélien et à lui déclarer que le sauvetage de Budapest avait entièrement eu lieu à l’initiative directe et exclusive du général Franco.
Les milieux catholiques intégristes, auxquels appartenait la majeure partie de la hiérarchie ecclésiastique, vivaient comme un traumatisme les grands changements induits par Vatican II. Pour contrecarrer cette évolution, ils lancèrent une campagne où ils convoquaient le vieil antisémitisme et, de fait, désavouaient ainsi la déclaration Nostra Ætate du Concile qui rendait caduc l’antijudaïsme chrétien. Cléricaux et laïques intégristes n’avaient pour leur part jamais cessé de considérer les Juifs comme le « peuple déicide », et certains parmi eux, comme le policier intégriste Mauricio Carlavilla ou le monarchiste franquiste catalan Jorge Plantada y Aznar, marquis de Valdemolar, allèrent jusqu’à proclamer que ledit Concile était l’œuvre de la conspiration judéo-maçonnique, le marquis de Valdemolar affirmant que « la judéo-franc-maçonnerie était parvenue à pénétrer dans cette enceinte sacrée » (dans le concile Vatican II) et fait en sorte que soit effacée « de la liturgie l’expression de Juifs perfides par laquelle depuis des siècles était désigné le peuple déicide ». Leurs organes de diffusion étaient les revues El Cruzado Español, Cristiandad, Cruz Ibérica et Reconquista, cette dernière éditée par la chapellenie militaire. À partir de 1970, l’Hermandad Sacerdotal Española, principale organisation du clergé intégriste, dirigée par le franciscain Miguel Oltra, s’opposait ouvertement à la Conférence épiscopale espagnole que présidait alors le cardinal Tarancón, et commença à publier le bulletin Dios lo quiere (littér. Dieu le veut). Cependant, le plus antisémite de tous les organes intégristes catholiques était l’hebdomadaire ¿Qué pasa?, fondé en 1964 par Joaquín Pérez Madrigal, intégriste proche du carlisme ; dans l’un de ses articles, il était argué que rejeter l’antisémitisme conduisait à « paralyser le peuple chrétien et gentil, à l’empêcher de se défendre contre l’impérialisme hébreu et contre l’action destructrice des forces antichrétiennes ».
Outre par l’intégrisme catholique, le discours antisémite était exploité également par les autres factions conservatrices du régime franquiste, qui se dépitaient d’observer comment les transformations économiques, sociales et culturelles des décennies 1960 et 1970 éloignaient de plus en plus la population espagnole des idéaux de la « Croisade du 18-Juillet », et qui s’avisaient de la résurgence d’une opposition antifranquiste, laquelle trouvait un soutien inattendu dans les milieux catholiques ayant adhéré au processus de rénovation de l’Église catholique consécutif à Vatican II. Ces groupes ultra, rétifs à tout type de changement, mirent derechef à contribution, comme explication de ce qui survenait, le mythe de la conspiration judéo-maçonnique. En 1962, au lendemain du « Concubinage de Munich » (Contubernio de Múnich), les principaux dirigeants du phalangisme se tournèrent vers le Caudillo pour le conjurer de prendre des mesures, avec l’argument : « Ne méconnaissons pas la conjuration internationale contre l’Espagne ; conjuration attisée par la franc-maçonnerie, le judaïsme et aussi — c’est tristesse de le dire — par une partie des catholiques qui jouent le jeu ».
En 1965, la Délégation nationale des organisations du Mouvement national convoqua à l’intention des futures cadres du régime un séminaire de formation à contenu raciste et antisémite. Un des exposés, qui portait le titre significatif de Evolución histórica del problema judío, affirmait que le Juif « se trouve toujours là où se produit une révolution tendant à détruire l’ordre établi pour lui substituer un autre dans lequel les distances qui séparent les différents groupes sociaux ont été réduites, et ce du côté des révolutionnaires, quand il n’est pas, comme dans le cas de la Russie, le cerveau même de la subversion ». Aussi peut-on comprendre, argumentait l’auteur, que « là où il y a des Juifs » il y a des antisémites. Dans l’exposé intitulé Antisemitismo en la época actual, il était postulé que « la race juive présente certaines constantes historiques qui font d’elle le véritable idéal de tous les peuples ». L’exposé El antisemitismo: realidad y justificación justifiait la politique nazie à l’égard des Juifs et plaidait pour le négationnisme de la Shoah ; il y était question de la « légende des six millions de Juifs gazés » et les Juifs sionistes étaient tenus pour responsables des crimes nazis, car, était-il affirmé, « plus cela se passait mal pour les Juifs européens, plus fortes seraient ensuite les exigences sionistes concernant la Palestine ».
De nouvelles maisons d’édition d’extrême droite virent le jour, telles qu’Acervo, ainsi que des revues comme Juan Pérez, et les classiques antisémites étaient réédités — les Protocoles, le Juif international de Ford —, auxquels s’ajoutaient les textes négationnistes de l’Holocauste, nouveau thème de la littérature antisémite, comme Derrota mundial (littér. Défaite mondiale) de l’intégriste mexicain Salvador Borrego. Le principal diffuseur du négationnisme en Espagne était l’organisation néonazie CEDADE, fondée en 1966 par un groupe de phalangistes et de Gardes de Franco, qui publiait des traductions d’ouvrages étrangers ou des productions de son cru, comme les livres de Joaquín Bochaca, dont notamment El mito de los seis millones (littér. le Mythe des six millions) de 1979,.
Le 14 décembre 1966, en accord avec le résultat d’un référendum, il fut procédé à une révision de la Charte des Espagnols, plus particulièrement de son article 6 relatif aux relations être l’Église et l’État. Amendé, cet article s’énonçait dorénavant comme suit :

« La profession et la pratique de la religion catholique, qui est celle de l’État espagnol, jouira de la protection officielle.

L’État se chargera de protéger la liberté religieuse, qui sera garantie par une tutelle juridique efficace, apte dans le même temps à sauvegarder la morale et l’ordre public. »

Quoique cette nouvelle version de la loi ne reconnût toujours pas la liberté religieuse comme droit fondamental, comme l’avait fait autrefois la constitution de 1869, l’amendement de l’article 6 suscita néanmoins l’opposition de la majorité conservatrice de l’Église et du gouvernement, et fut rejeté en première lecture le 10 janvier 1967 en Conseil des ministres. Ce ne sera que deux semaines plus tard, après que les ministres se furent avisés que Franco avait l’intention de donner son approbation à l’amendement, que les ministres l’approuvèrent à leur tour.
En 1950, la communauté juive d’Espagne était estimée à 2 500 personnes. Les événements politiques de la décennie 1950 en Afrique du Nord incitèrent des milliers de Juifs à quitter le Maroc et à s’installer dans la Péninsule. La vigoureuse croissance économique espagnole entre 1950 et 1970 attira d’autres Juifs encore, de sorte qu’en 1969, les effectifs de la communauté juive s’élevaient à près de 9000, voire (en fonction des auteurs) 10 000 individus, dont une moitié répartie entre Madrid et Barcelone et deux milliers à Ceuta et Melilla. D’autre part, la détérioration de la situation politique dans quelques pays d’Amérique latine, comme le Chili, l’Uruguay et surtout l’Argentine, poussa de nombreux Juifs à chercher fortune en Espagne, phénomène qui s’accéléra après la mort de Franco et au lendemain du coup d’État de 1976 en Argentine. Au début de 1974, la taille de la communauté juive d’Espagne était évaluée à environ 12 000 membres.

### Jugement de quelques personnalités juives
À l’occasion du troisième l’anniversaire de la mort du général Franco, la revue juive américaine The American Sephardi écrivit :

« Le Generalísimo Francisco Franco, chef de l’État espagnol, est décédé le 20 novembre 1975. Quel que soit le jugement que l’Histoire porte sur lui, il est certain qu'il occupera une place spéciale dans l’histoire juive. À l’inverse de l’Angleterre, qui ferma les frontières de la Palestine aux Juifs qui fuyaient le nazisme et la destruction, et à l’inverse de la démocratique Suisse, qui refoula vers la terreur nazie les Juifs qui frappèrent à ses portes en quête de secours, l’Espagne ouvrit sa frontière avec la France occupée, et admit tous les réfugiés, sans distinction de religion ou de race. Le professeur Haim Avni, de l’université Hébraïque, qui a voué des années à l’étude de cette question, est arrivé à la conclusion qu’un total d’au moins 40 000 Juifs a été sauvé des chambres à gaz allemandes, soit directement par les interventions d’ambassadeurs espagnols et de représentants consulaires, soit grâce aux frontières ouvertes. »

Chaim Lipschitz affirme dans son livre Franco, Spain, the Jews and the Holocaust :

« Je détiens les preuves que le chef de l’État espagnol, Francisco Franco, a sauvé plus de soixante mille Juifs pendant la Seconde Guerre mondiale. Il commence à être temps que quelqu’un en rende grâces à Franco. »

Shlomo Ben-Ami, ministre des Affaires étrangères d’Israël et ambassadeur d’Israël en Espagne :

« Le pouvoir juif n’a pas été en mesure de changer la politique de Roosevelt envers les Juifs durant la Seconde Guerre mondiale. Le seul pays d’Europe qui donna pour de vrai un coup de main aux Juifs était un pays où il n’y avait aucune influence juive : l’Espagne, qui sauva plus de Juifs que toutes les démocraties réunies. »

Golda Meir, Première ministre d’Israël, déclara alors qu’elle était ministre des Affaires étrangères :

« Le peuple juif et l’État d’Israël se souviennent de l’attitude humanitaire adoptée par l’Espagne sous l’ère hitlérienne, lorsqu’elle apporta secours et protection à beaucoup de victimes du nazisme. »

Israel Singer, président du Congrès juif mondial :

« L’Espagne de Franco fut un refuge important pour les Juifs qui s’enhardirent à y venir, en échappant à la France de la liberté, de la fraternité et de l’égalité. Je ne veux pas défendre Franco, mais dans la Seconde Guerre mondiale, beaucoup de Juifs ont été sauvés en Espagne, et dédaigner cela, c’est dédaigner l’histoire,. »